# Ecuador
L'Ecuador (pronuncia in spagnolo: [ekwaˈðoɾ], in italiano: /ekwaˈdɔr/ o /ˈɛkwador/; in quechua Ikwayur; in shuar Ekuatur), ufficialmente Repubblica dell'Ecuador (in spagnolo República del Ecuador; in quechua Ikwayur Ripuwlika; in shuar Ekuatur Nunka), meno comunemente Equador e fino a inizio '900 anche Equatore, è una repubblica presidenziale del Sudamerica con un'estensione territoriale di 283561 km² e una popolazione di 18 000 388 abitanti.
Situato nella parte nord-occidentale del Sudamerica, l'Ecuador confina a nord con la Colombia, a est e a sud con il Perù, e a ovest si affaccia sull'oceano Pacifico; è attraversato dall'equatore, da cui prende il nome.
La capitale è Quito, che è stata dichiarata Patrimonio dell'umanità nel 1978 perché ha il centro storico meglio conservato e meno alterato dell'America Latina. La città più popolata è Guayaquil, mentre Cuenca, la terza città più popolata, è anch'essa Patrimonio dell'umanità, perché è un ottimo esempio di città pianificata in stile coloniale spagnolo. Fa parte dell'Ecuador anche l'arcipelago delle isole Galápagos, situato a circa 1 000 km dalla costa e particolarmente ricco di specie endemiche, che nel XIX secolo furono profondo oggetto di studio del naturalista britannico Charles Darwin, che stava elaborando la teoria dell'evoluzione, descritta poi nel celebre libro L'origine delle specie.
L'Ecuador, indipendente dal 1830, è una repubblica dal 1832, dopo essere stata colonia spagnola per lungo tempo e dopo aver fatto parte, per alcuni anni, della Grande Colombia, uno Stato che comprendeva anche Colombia, Venezuela e Panama e che fu fondato da Simón Bolívar, il liberatore delle Americhe (Libertador) dal dominio spagnolo.
La lingua ufficiale e interculturale del Paese è lo spagnolo. La costituzione del 2010 riconosce ufficialmente anche lingue amerinde come il quechua, lo shuar, lo tsafiki e altre, che vengono usate all'interno dei gruppi indigeni. Tra questi il più parlato è il quechua, più propriamente kichwa in Ecuador, diffuso soprattutto nell'area andina.

## Etimologia
Il nome Ecuador è una semplificazione del suo nome ufficiale: Repubblica dell'Ecuador. Questo nome fu scelto qualche mese dopo la separazione dalla Grande Colombia, il 14 agosto 1830 a Riobamba, dove si riunì la prima assemblea costituente convocata dal venezuelano generale Juan José Flores, allora capo del territorio, e che divenne di fatto il primo presidente della Repubblica dell'Ecuador. Il nome si riferisce alla linea equatoriale che passa molto vicino alla città di Quito e attraversa il paese da est a ovest. Il primo riferimento del paese in relazione all'equatore terrestre è registrato in Noticias Secretas de América, un resoconto del viaggio in quelle terre di Antonio de Ulloa e Jorge Juan, dove vengono menzionate le terre dell'Ecuador di competenza della Real Audiencia di Quito.
Nel XIX secolo il naturalista tedesco Alexander von Humboldt iniziò a citare anch'egli la parola Ecuador riferendosi a quei territori. Più tardi, dopo la famosa battaglia di Pichincha, le pressioni regionaliste dei rappresentanti di Guayaquil e Cuenca alla Prima Costituente fecero sì che il nome República de Quito fosse scartato, nonostante durante tutto il periodo della colonizzazione spagnola la regione fosse conosciuta come Quito.

### Etnonimo
In spagnolo, il demotico relativo all'Ecuador è ecuatoriano, con la -t- etimologica colta e latineggiante (dal latino medievale aequātor, -ōris), al contrario del nome dello Stato, che prevede la normale sonorizzazione delle occlusive intervocaliche, tipica delle parole genuinamente spagnole. Nella lingua italiana esistono diverse varianti, la più usata delle quali è ecuadoriano, seguita da ecuatoriano, scritte talvolta con -q- anziché -c- (per meglio uniformarsi alla grafia italiana). Meno frequenti, ma attestate, le forme ecuadoregno e equadoregno, presunte trasposizioni di un inesistente ecuadoreño, sul modello di salvadoregno e onduregno (queste forme sì derivanti dallo spagnolo salvadoreño e hondureño, rispettivamente).

## Storia

### Civiltà precolombiane

#### L'epoca preincaica
Le prime tracce di presenza umana sul territorio risalgono a circa 11 000 anni fa e si riferiscono a piccoli gruppi di cacciatori e raccoglitori, comuni a gran parte del Sudamerica, dei quali sono stati ritrovati manufatti in basalto, selce e ossidiana ricavati dai depositi lavici di Yanaurco-Quiscatola e Mullumica nell'attuale provincia di Pichincha. In epoche poco più recenti (tardo Pleistocene e Olocene) sono stati individuati insediamenti di gruppi di cacciatori e raccoglitori nelle piane costiere del Pacifico, la cosiddetta cultura di Las Vegas, di cui si sono ritrovati resti sulla costa e sulla penisola di Santa Elena e dalla quale più tardi (tra il 3500 a.C. e il 1800 a.C.) originò la cultura di Valdivia. In epoca ancora più tarda (tra il 1900 e il 1500 a.C.) comparve la cultura Machalilla, forse derivata dalla cultura di Valdivia, ma che rispetto ad essa mostrava segni di avanzata lavorazione della ceramica.

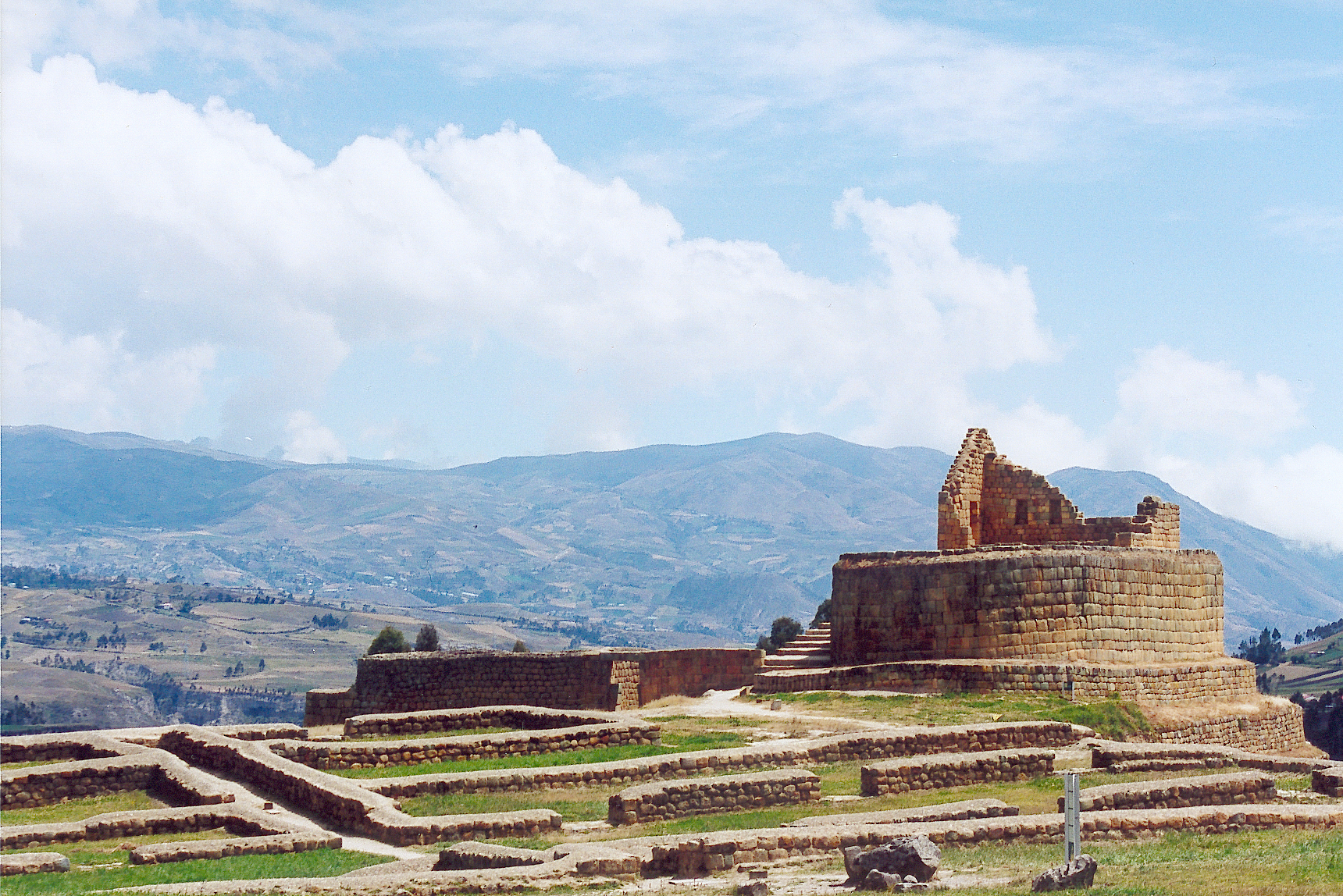
Il sito archeologico Inca di Ingapirca, localizzato nel cantone di Cañar

La cultura Manteña (da Manta) occupava invece le zone costiere tra l'800 e il 1500 ed era dedita in particolar modo alla pesca. Essi furono i primi indigeni a incontrare gli europei che furono stupiti dalla loro abilità di navigare con barche a vela adatte al trasporto di pesanti carichi. Scomparvero in silenzio, vittime del collasso del loro sistema organizzativo e delle epidemie portate dagli spagnoli.
I Cañari invece vissero nella sierra dell'Ecuador centro-meridionale a partire dal 500. Quando l'Impero inca arrivò in Ecuador, attorno al 1460, rifiutarono la sottomissione, e dopo una cruenta battaglia furono massacrati dall'esercito di Túpac Yupanqui. Emigrati verso il Nord dell'impero, tornarono all'arrivo degli spagnoli per allearsi con loro contro gli Incas, che sconfissero nella battaglia di Sacsayhuamán, nel 1536.

#### Era Inca

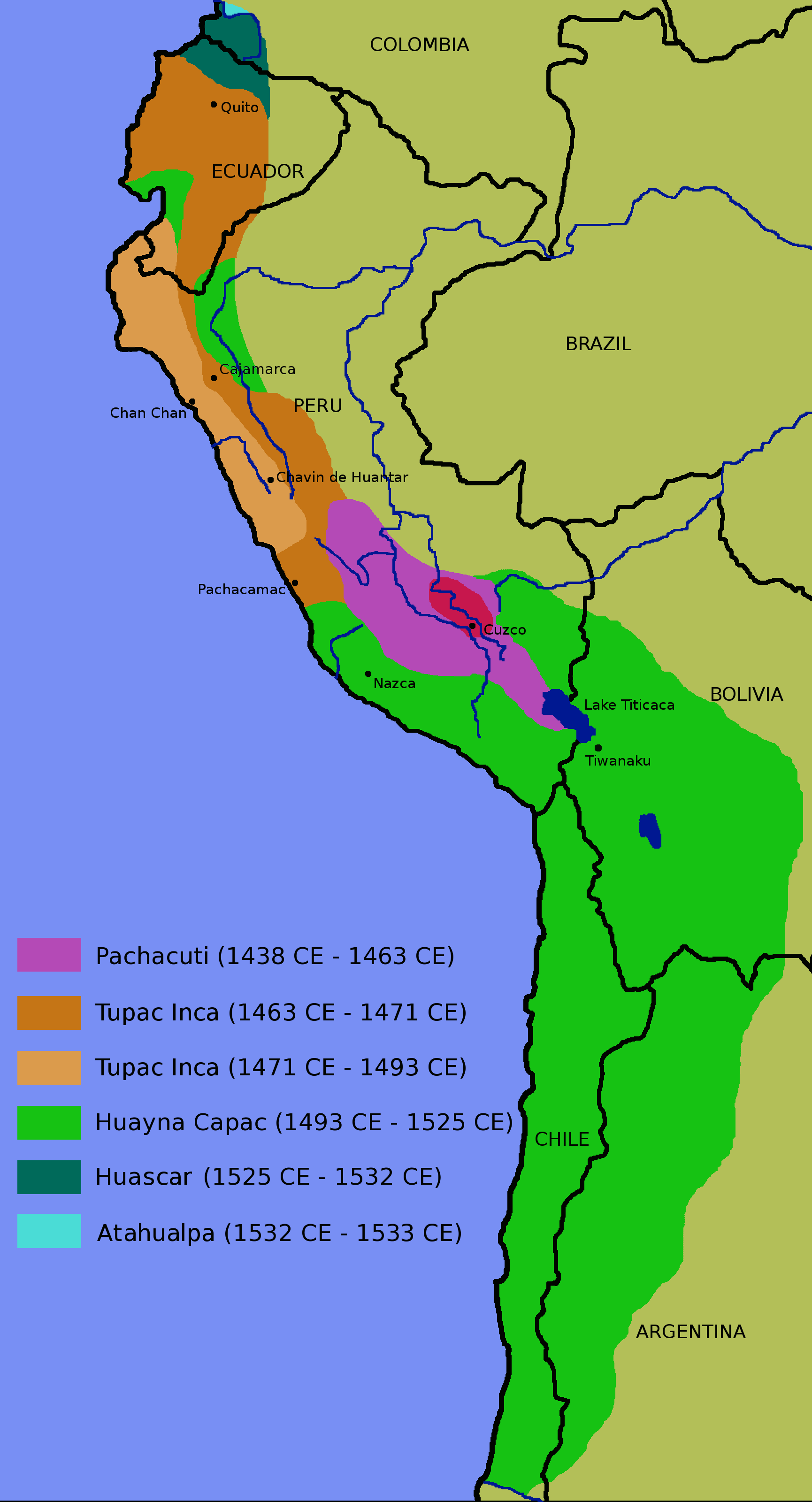
L'espansione dell'Impero Inca

L'espansione Inca verso nord di Túpac Yupanqui fu principalmente diretta verso la zona andina, mentre con i popoli delle zone costiere essi si limitarono per lo più a transazioni commerciali con i gruppi residenti. L'Amazzonia ecuadoriana non fu conquistata invece perché ritenuta sacra da tutti i popoli andini, che entravano in quella zona solo per medicinali naturali introvabili al di fuori di essa, oppure, come sostengono alcuni studiosi, perché essi pensavano che all'interno dell'Amazzonia esistesse la Terra promessa, per cui l'accesso ingiustificato non era consentito. Le conquiste furono ottenute non solo con la guerra, come quella lunga e cruenta con i Cañari, ma spesso erano ottenute con alleanze commerciali e matrimoniali. In terra ecuadoriana, gli Inca rifondarono la città di Tumibamba (l'attuale Cuenca), che elessero a centro amministrativo del nord del loro impero e dove nacque Huayna Cápac, figlio di Túpac Yupanqui e successore al trono del padre.
Nonostante il regime Inca fosse piuttosto autoritario e repressivo, essi portarono diversi benefici, costruendo reti viarie, sviluppando agricoltura, allevamento e commercio. Alla morte di Huayna Capac l'impero fu diviso tra i suoi due figli: mentre Atahualpa, il primogenito, ricevette la parte settentrionale, con capitale Quito, il fratello Huáscar ricevette quella meridionale mantenendo l'originale capitale Cuzco. Nel 1530 Atahualpa sconfisse Huascar riunificando l'impero, tuttavia, i conquistadores spagnoli erano ormai alle porte.

### Colonizzazione spagnola

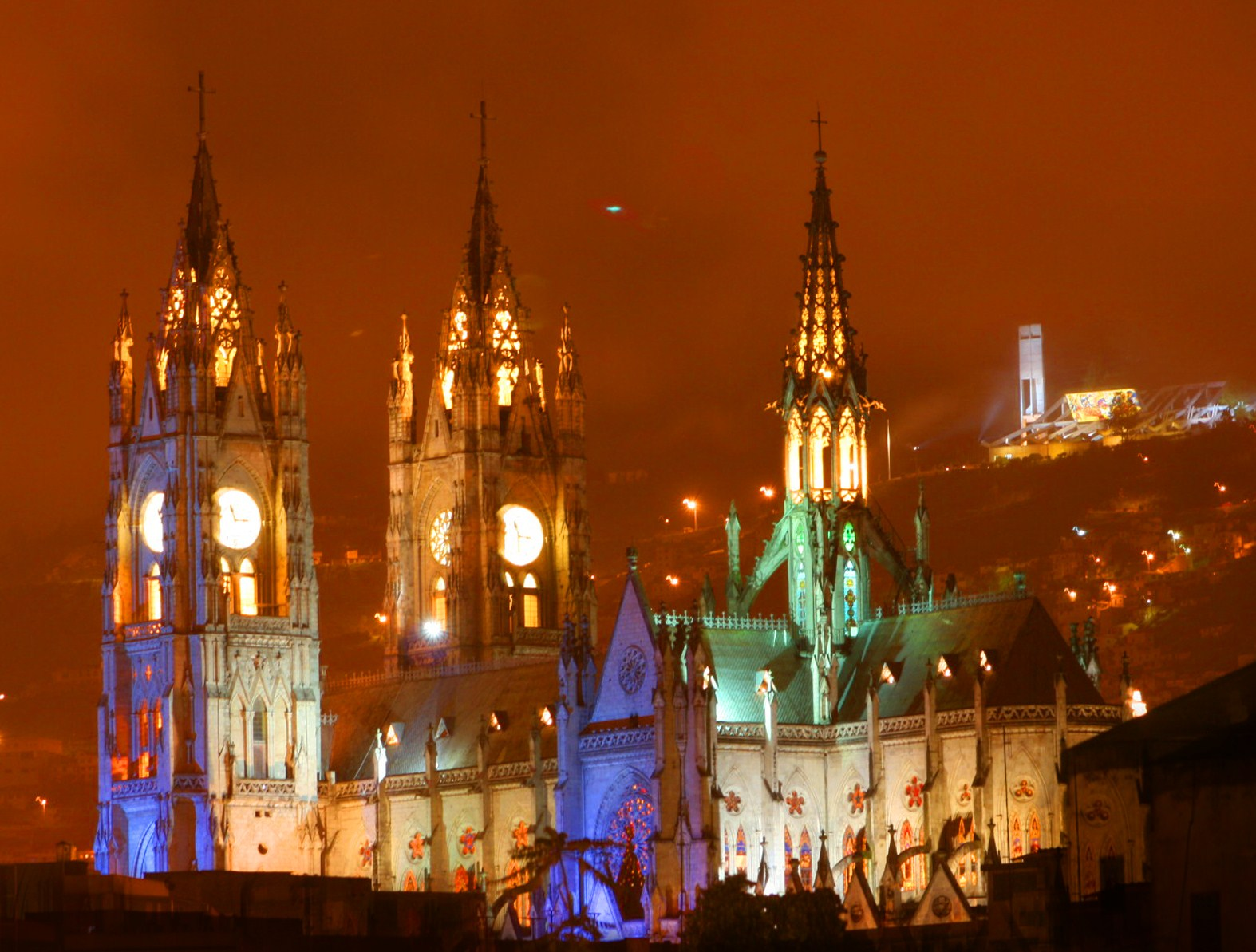
Basílica del voto nacional Quito

Nel 1526 arrivarono i conquistadores spagnoli, guidati da Francisco Pizarro, diretti inizialmente a Cusco. Al loro arrivo gli spagnoli trovarono una società dilaniata dalla guerra civile. L'anno seguente, mentre Atahualpa cercava di ripristinare l'unità dello Stato, gli spagnoli animati da intenti di conquista, si stabilirono in un forte a Cajamarca. Qui il 16 novembre 1532 avvenne l'incontro con l'imperatore Inca, nella battaglia di Cajamarca, dove gli spagnoli presero di sorpresa gli Inca disarmati: Atahualpa venne catturato e minacciato di morte, ma si salvò momentaneamente promettendo di riempire d'oro gli spagnoli in cambio della vita. Successivamente gli spagnoli uccisero ugualmente Atahualpa, fuggirono dal forte cannoneggiando gli assedianti che li avevano circondati.
Dalle parti di Quito intanto giungeva il capitano Sebastián de Belalcázar, guidato e aiutato dai cañari, nemici di Atahualpa, intraprese la conquista del Nord dell'impero Inca, nelle terre ecuadoriane. A Quito il condottiero Rumiñahui aveva preso potere, saputa della morte di Atahualpa, e nascosto l'oro che i parenti dell'ex imperatore dovevano mandargli per salvargli la vita. Prima di lasciare Quito in mano agli spagnoli e dopo cruente battaglie, Rumiñahui incendiò la città, ma fu catturato e imprigionato. Gli spagnoli erano giunti a Quito con l'intenzione di cercare il tesoro di Atahualpa, e non trovandolo, torturano Rumiñahui e, nel 1535, lo uccisero assieme ai suoi compagni di battaglia.
Più complessa la fondazione di Guayaquil; sono citate almeno quattro fondazioni di quella città, anche se quella ritenuta ufficiale è del 1538 avvenuta da parte di Francisco de Orellana. Ambato fu occupata dagli spagnoli tra il 1534 e il 1536, mentre Loja e Cuenca furono fondate qualche anno più tardi, rispettivamente nel 1548 e 1557. L'ultima città importante fondata dagli spagnoli fu Ibarra, nel 1606.
La popolazione a quei tempi nel territorio dell'Ecuador era di circa 300-350 000 abitanti; negli anni seguenti i colonizzatori divennero la nuova élite dominante, mentre la popolazione indigena era già stata decimata nei primi decenni di dominio spagnolo, anche a causa delle malattie virulente portate dagli stessi spagnoli. Nel 1563 Quito divenne sede di un distretto amministrativo spagnolo incluso dapprima nel Vicereame del Perù e in seguito in quello di Nuova Granada.
Durante il dominio spagnolo, Guayaquil fu più volte attaccata dai pirati; prima Thomas Cavendish, nel 1586, poi il francese Jacques L'Hermite nel 1624, quindi ancora gli inglesi con William Dampier nel 1684 e George d'Hout nel 1687, quando anche i francesi Picard y Groniet assaltarono la città. Quest'ultimo assalto lasciò la città semidistrutta e saccheggiata; i pirati presero delle donne come concubine e Quito dovette negoziare con i pirati perché questi non la incendiassero. Un altro assalto di pirati alla città avvenne nel 1709 da parte di Woodes Rogers, che chiese un riscatto ma se ne andò anticipatamente dal momento che in città si diffuse la peste.

### Indipendenza

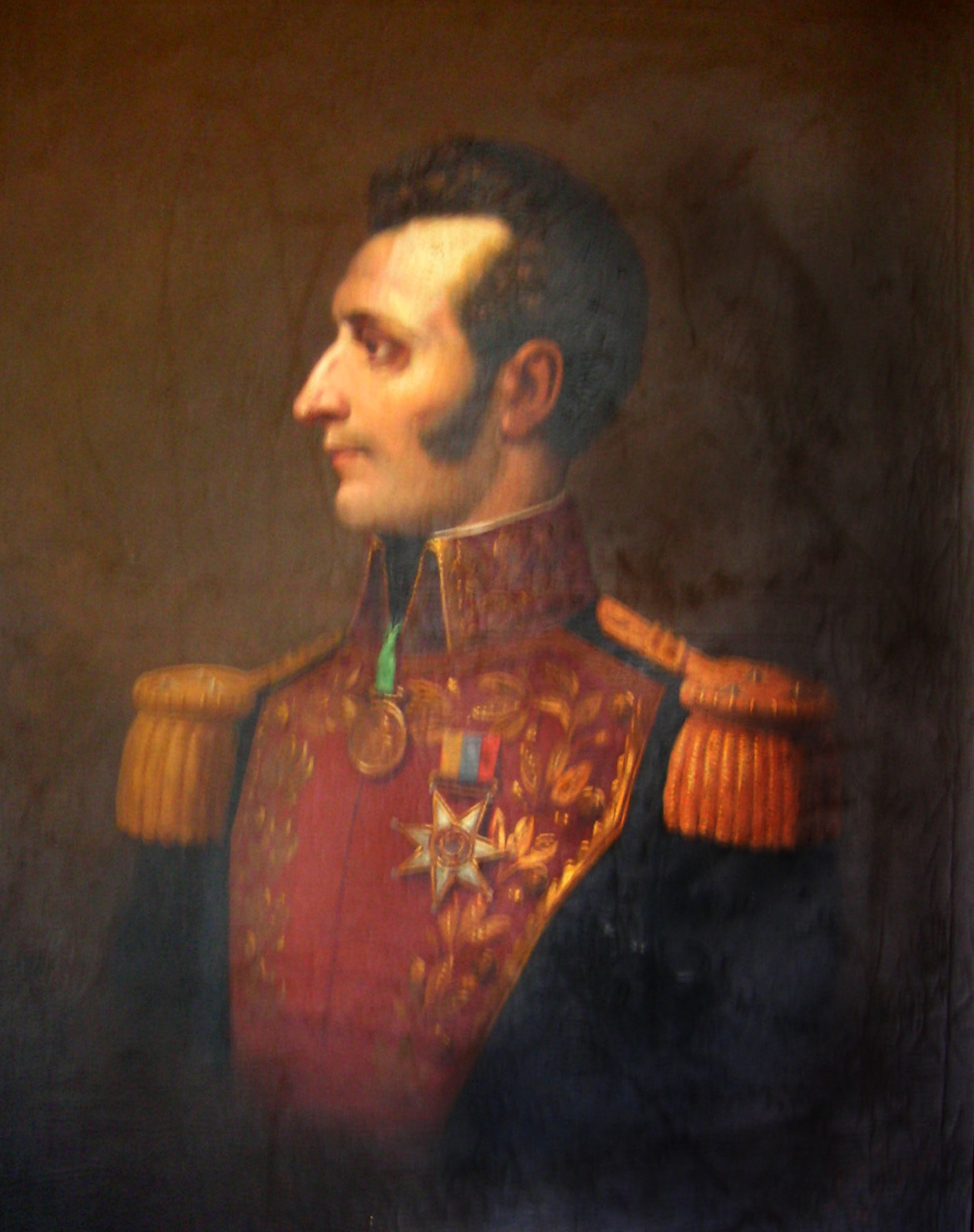
Il Mariscal Sucre

I primi tentativi di ottenere l'indipendenza dalla Spagna iniziano nel 1809; prima in marzo una cospirazione fu scoperta dalle autorità spagnole che imprigionarono i ribelli, poi rilasciati perché giurarono fedeltà a Ferdinando VII. Il 10 agosto, data conosciuta con il nome di "el primer grito de la independencia", scoppia la ribellione a Quito, dove i rivoluzionari guidati da Juan de Salinas instaurano una Giunta suprema provvisoria. Tuttavia, qualche mese più tardi, in novembre, le truppe comandate dal colonnello Arredondo sedarono la rivolta e l'anno successivo i ribelli furono condannati e giustiziati.
Nel 1820 iniziò la guerra d'indipendenza dell'Ecuador. Quell'anno infatti Esmeraldas dichiara l'indipendenza e a Guayaquil un gruppo di civili aiutati da truppe peruviane hanno facilmente la meglio sulle autorità spagnole, e il poeta e politico José Joaquín de Olmedo viene proclamato Capo di quella che venne definita Provincia Libera di Guayaquil. Anche Cuenca, un mese più tardi, si dichiara indipendente, così come altre città; tuttavia Quito e le zone limitrofe restavano ancora in mani spagnole.
L'emancipazione dell'Ecuador dalla Spagna arrivò il 24 maggio 1822, grazie alla vittoria ottenuta nella decisiva battaglia di Pichincha dagli indipendentisti, al comando di Antonio José de Sucre, luogotenente di Simón Bolívar, contro la Spagna. Successivamente Guayaquil e Cuenca si unirono agli attuali Colombia, Panama e Venezuela, con il nome di Distretto del sud, nella confederazione costituita da Bolívar nel 1819 della Grande Colombia.

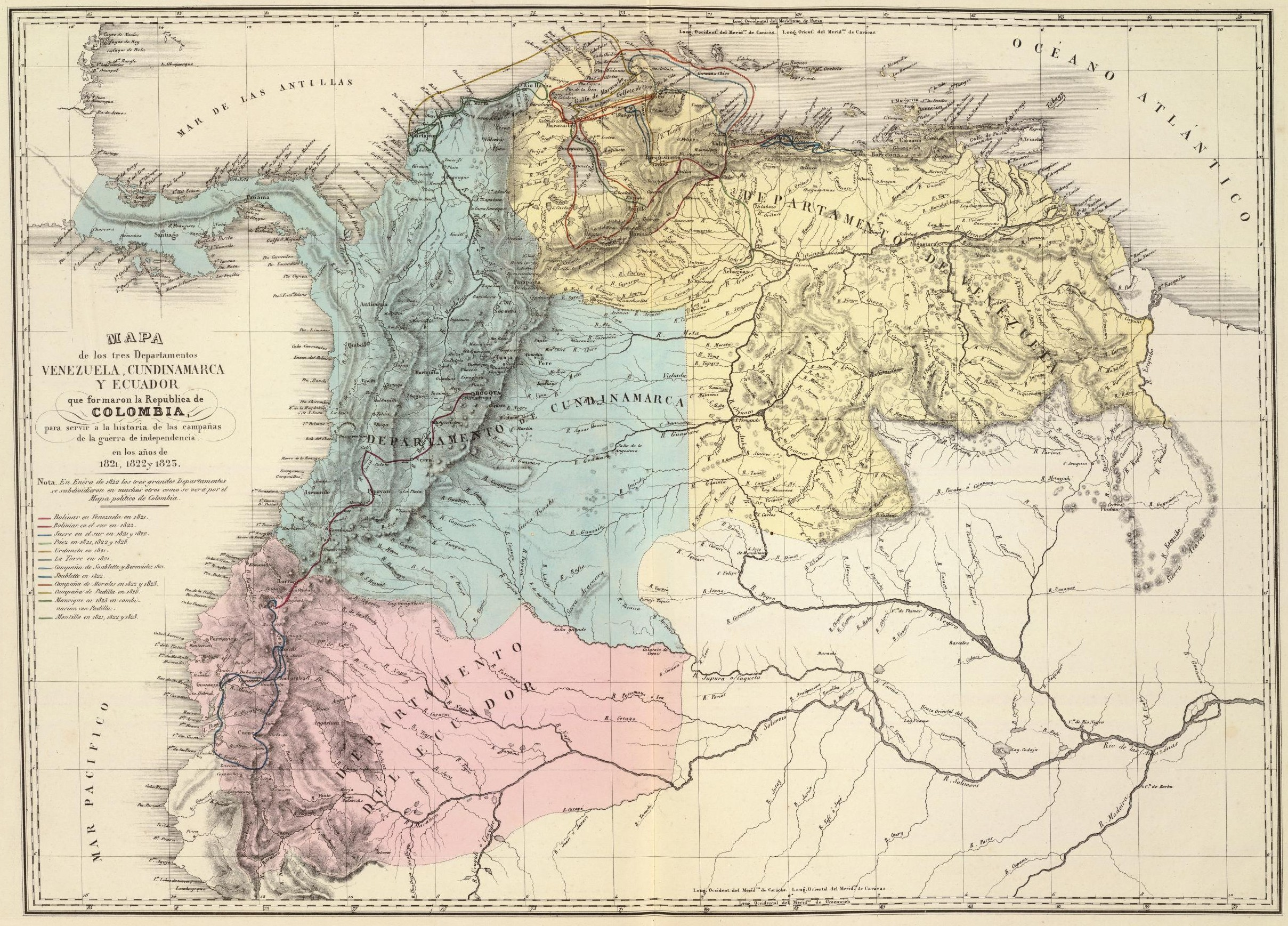
Ecuador nella Grande Colombia 1821

Nel 1830 il paese si separa dalla confederazione ormai disgregata della Grande Colombia, proclamandosi autonomo con il nome di Ecuador.
Il generale conservatore Juan José Flores, primo presidente dello Stato, si trovò ad affrontare l'opposizione frontale dei liberali, e nel 1883 la tensione culminò in una guerra civile, che vide contrapposti i conservatori di Quito ai liberali di Guayaquil.
Questo fu il primo di una serie di conflitti che portarono all'alternarsi di vari presidenti liberali e conservatori: Gabriel García Moreno (conservatore) che firmò un concordato con la Santa Sede fu assassinato il 6 agosto 1875, durante il suo secondo mandato per mano dei sicari della Massoneria, ed Eloy Alfaro che, al contrario, durante il suo secondo periodo di governo (1907-1911) fece promulgare una nuova e più liberale Costituzione che stabiliva, tra l'altro, una decisa separazione tra Stato e Chiesa, improntando il Paese a una laicità che, mantenuta nelle successive costituzioni del 1945, 1967 e 1978, è tuttora vigente.
Durante la prima metà del XX secolo, il movimento operaio emerse e si strutturò nel Paese: si tennero due "Congressi dei lavoratori" nel 1909 e di nuovo nel 1922. Lo sciopero generale di Guayaquil del novembre 1922 fu represso nel sangue dall'esercito il 15 novembre, uccidendo diverse centinaia di persone. Secondo lo storico Jorge Salvador Lara, questa sanguinosa repressione segnò l'inizio delle lotte sindacali in Ecuador. Nel 1926 fu fondato il Partito Socialista dell'Ecuador, una cui scissione si unì alla Terza Internazionale nel 1931 con il nome di Partito Comunista dell'Ecuador.

### Storia contemporanea
Nel 1941, durante la seconda guerra mondiale, il Perù invase la provincia di El Oro e si innescò la guerra ecuadoriano-peruviana che durò più di un anno. Causa del conflitto fu la scoperta di giacimenti petroliferi nella zona di confine; i peruviani, militarmente più numerosi, conquistarono parte del territorio ecuadoriano e la pace apparente venne fatta solo con il Protocollo di Rio de Janeiro del 1942. Tuttavia nessun politico ecuadoriano firmò mai il trattato ritenendolo illegittimo e l'Ecuador continuò a riportare due confini nelle proprie carte: uno precedente e uno posteriore al Trattato di Rio.
Negli anni sessanta inizia un periodo di caos e iniziarono i colpi di Stato militari; nel 1963 il presidente Monroy fu deposto da una giunta militare; tornato José María Velasco Ibarra (più volte presidente dell'Ecuador in precedenza) al potere nel 1968 tramite regolari elezioni, nel 1972 questi fu deposto da un colpo di Stato del generale Guillermo Rodríguez Lara, che instaurò un regime di dittatura poi continuato fino al 1979, quando venne eletto presidente Jaime Roldós Aguilera, che riportò nel paese un sistema democratico.

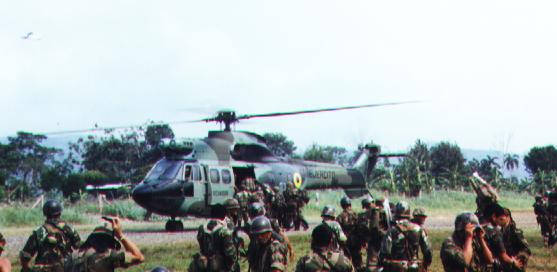
Truppe ecuadoriane durante la guerra del Cenepa

Nel 1981 Ecuador e Perù riaprirono una disputa ormai secolare per alcune zone di confine, che entrambi i paesi rivendicavano. Vi fu il rischio di una guerra aperta poi scongiurata dall'intervento della OEA. Il presidente ecuadoriano all'epoca era Jaime Roldós che, poco tempo dopo la crisi con il Perù, morì per una misteriosa esplosione dell'aereo sul quale viaggiava. Gli succedette, dopo un periodo di potere del vice presidente del governo Roldós, León Febres Cordero, che attuò una politica repressiva e austera creando malcontento nella popolazione; così che, nel 1988, le elezioni furono vinte dal socialdemocratico Rodrigo Borja Cevallos. Durante la sua presidenza il movimento indigeno ottenne la distribuzione di 1 700 000 ha di terreno alle popolazioni autoctone, e Borja incentivò anche l'alfabetizzazione e l'educazione bilingue.
Nel 1992, sotto la presidenza del conservatore Sixto Durán Ballén, l'Ecuador si distacca dall'OPEC, l'organizzazione che regola la produzione di petrolio tra i paesi membri, per decidere in modo autonomo la produzione, che è stata notevolmente aumentata.
Nel 1995 ci fu l'ennesimo conflitto con il Perù, conosciuto come guerra del Cenepa, conclusosi con l'Atto di Brasilia, firmato dal presidente peruviano Alberto Fujimori e dal suo collega ecuadoriano Jamil Mahuad il 24 ottobre 1998, nel quale l'Ecuador rinunciava alle zone di Tumbes, Jaén e Maynas in cambio dell'accesso all'Amazzonia, al diritto di navigazione, a due zone franche e a due parchi naturali nella zona del conflitto.
All'inizio del 2000 la grave crisi che stava attanagliando il paese dovuta al fallimento del sistema finanziario ecuadoriano sotto la presidenza di Jamil Mahuad, complici la caduta del prezzo del petrolio e il vincolo che il governo stesso aveva con banche corrotte, portarono alla dollarizzazione, e alla scomparsa del sucre ecuadoriano.
Nel 2007 l'Ecuador è stato il primo Paese della regione a formare un proprio programma spaziale senza l'aiuto delle potenze straniere (Agenzia spaziale civile ecuadoriana).
Nell'ottobre 2023 il candidato di destra Daniel Noboa vinse il ballottaggio, battendo la candidata della sinistra Luisa González e divenne il nuovo presidente della Repubblica, fino al termine del maggio 2025
.

#### La rivolta dei poliziotti del 30 settembre 2010
Il 30 settembre 2010 migliaia di poliziotti occuparono caserme e luoghi pubblici, dando luogo a una violenta protesta contro i tagli agli stipendi e ai benefit stabiliti dal presidente Rafael Correa nell'ambito di una riforma economica e fiscale. Il governo dichiarò lo stato d'emergenza per una settimana, l'aeroporto di Quito venne chiuso, e i trasporti pubblici bloccati.
Correa riferì di essere rimasto intossicato dai gas lacrimogeni lanciati da poliziotti in rivolta durante una riunione in cui arringava i propri sostenitori, e fu costretto al ricovero in ospedale.
L'ospedale fu assediato dai poliziotti ribelli, ma il 1º ottobre 2010 Correa fu posto in salvo grazie a un'incursione delle truppe speciali fedeli al presidente, che nel frattempo aveva ricevuto il sostegno del capo di stato maggiore dell'esercito, Ernesto González. Un conteggio delle vittime fu di 8 morti e 274 feriti. Correa accusò i suoi avversari politici di aver fomentato la rivolta, e di aver tentato di innescare un vero e proprio golpe: per diversi commentatori invece fu solo una rivolta grossolanamente organizzata, senza una vera e propria direzione politica. La rivolta fu unanimemente condannata, anche all'estero, come fatto destabilizzante; alla fine il capo della polizia si dimise, e la protesta rientrò.

## Geografia

### Morfologia
L'Ecuador confina a nord con la Colombia, a est e sud con il Perù mentre a occidente si affaccia sull'oceano Pacifico. Nella parte settentrionale il territorio dello Stato è attraversato dall'equatore. Da un punto di vista geografico si possono distinguere quattro regioni con caratteristiche molto differenti:
- La Costa
- La Sierra
- El Oriente
- Insular (la regione insulare che comprende le isole Galápagos).

#### La costa

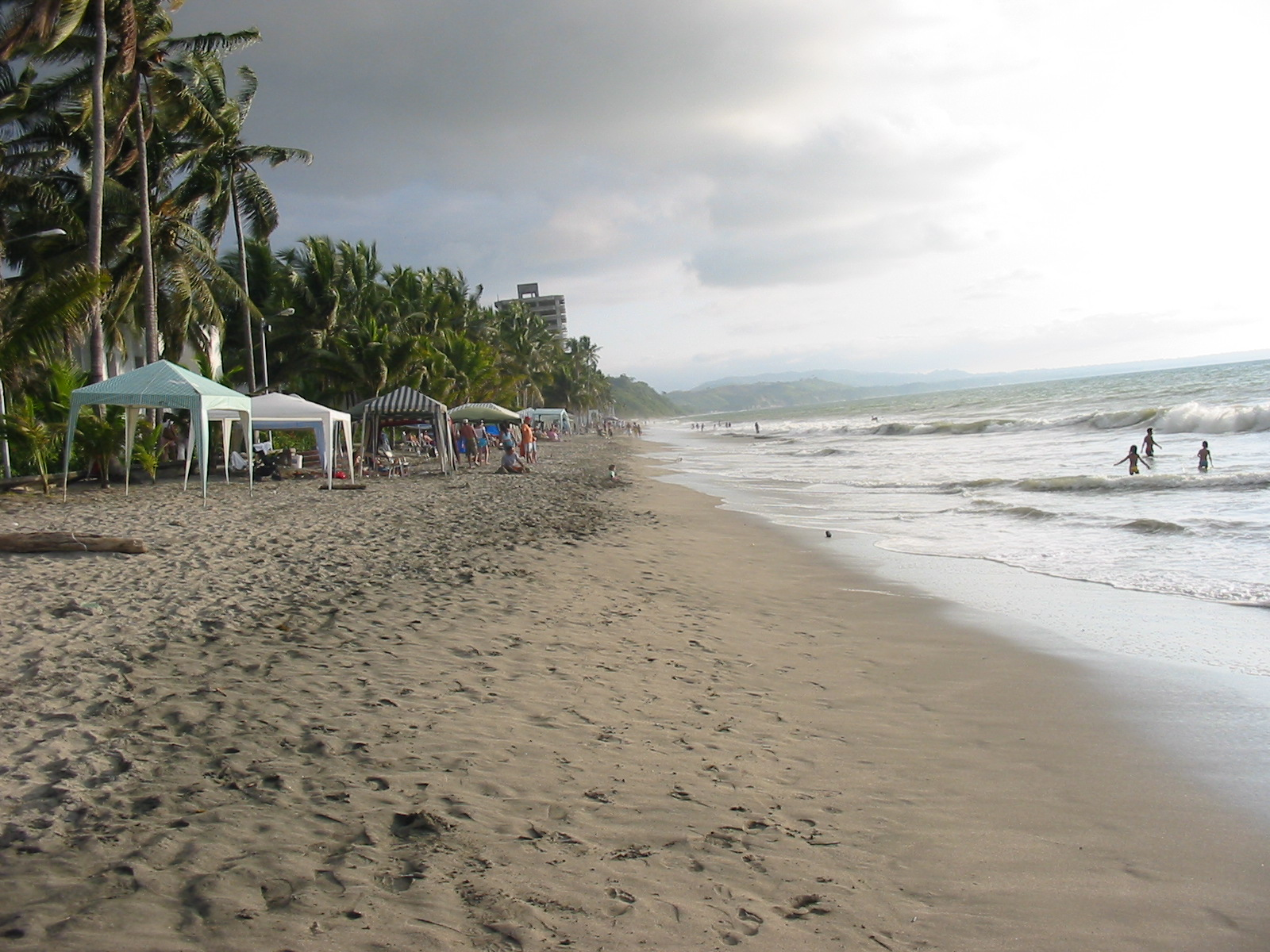
Una delle spiagge della provincia di Esmeraldas (costa)

La costa comprende l'area costiera costituita dalla zona litoranea situata nella parte occidentale del paese e caratterizzata da una fascia di pianure costiere di origine alluvionale seguita, inoltrandosi nell'interno, dalla catena montuosa della Cordillera Costanera (max 800 m s.l.m.). Un tempo la Cordillera era ricoperta di foreste, mentre ora è sfruttata con vaste piantagioni di banane, palme, cacao e caffè, che si estendono fino ai piedi delle Ande, che, più a sud prende il nome di Cordillera Chongón-Colonche. La folta vegetazione di mangrovie che un tempo caratterizzava la costa è stata in parte eliminata per far spazio ad allevamenti di crostacei in acquacoltura.
Nella parte settentrionale della costa si trovano i porti di Esmeraldas, terminale di un oleodotto utilizzato per l'esportazione di petrolio, mentre il porto di Manta era usato dalla United States Air Force come base di appoggio nella lotta al traffico di narcotici.
La parte meridionale della costa e la penisola di Santa Elena a occidente di Guayaquil, città più popolosa e principale porto dello Stato, appartengono geograficamente alla zona desertica che si estende verso il Perù, mentre il clima in questa zona è notevolmente più arido rispetto alla regione costiera settentrionale.

#### La Sierra

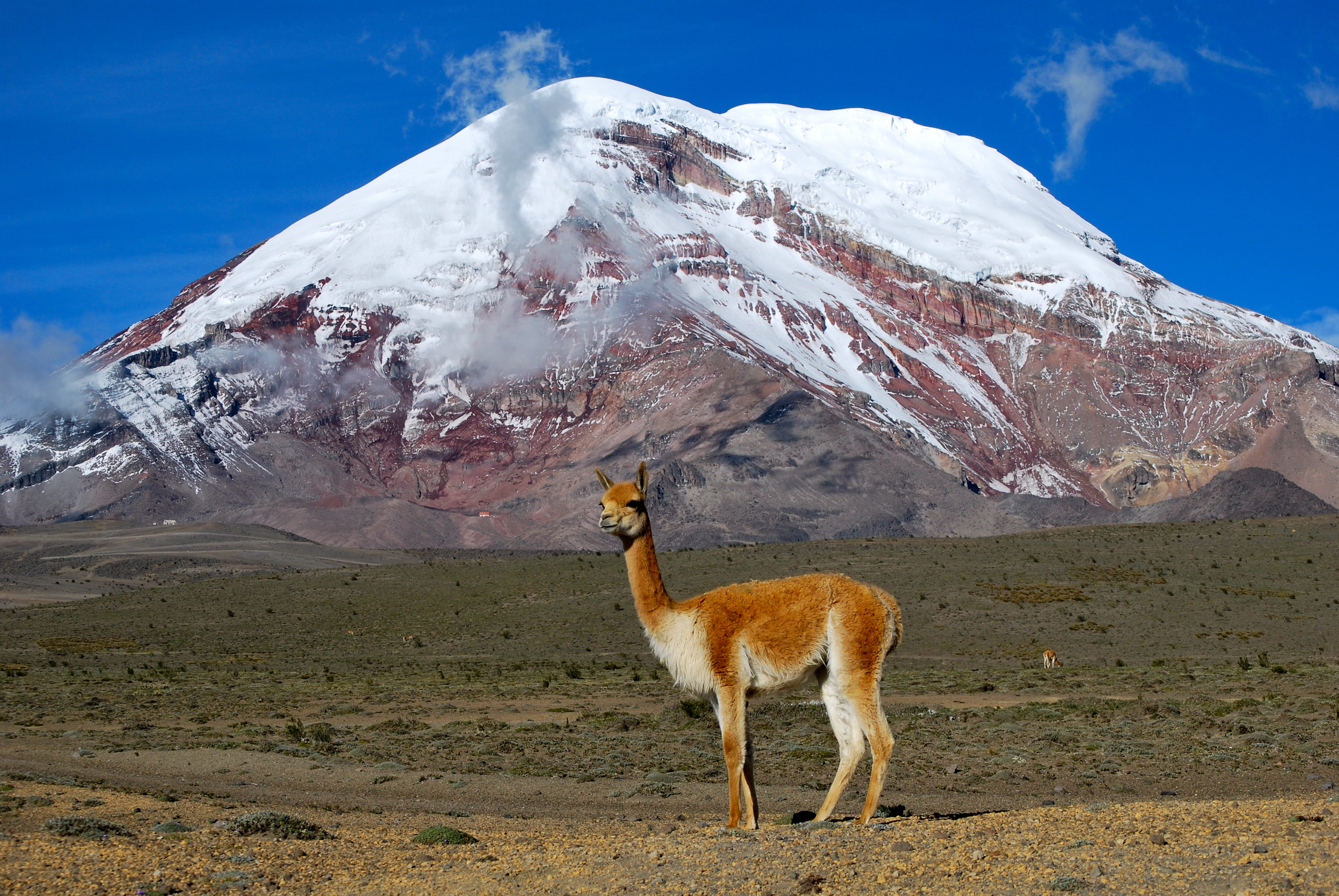
Una vigogna sul vulcano più alto del mondo (dal centro del pianeta) Chimborazo (La Sierra)

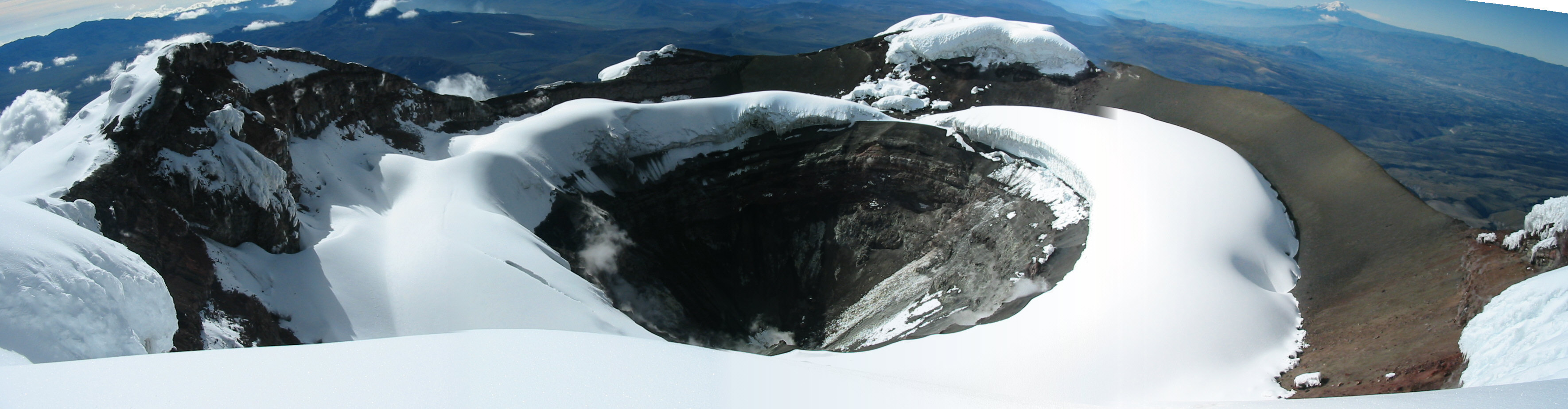
Il vulcano Cotopaxi (La Sierra)

La parte centrale del paese è attraversata da nord a sud dalla Cordigliera delle Ande; questo territorio montagnoso, costituito da numerosi altopiani, è chiamato la Sierra. È costituita da due catene parallele: la Cordigliera Centrale (chiamata anche Cordillera Real) e la Cordigliera Occidentale, separate da un'ampia vallata la cui altezza media supera i 2 000 m s.l.m. e nella quale si trovano le principali città dell'area, tra cui Quito, capitale del paese, situata a circa 2 800 m s.l.m. su un vasto altopiano collocato ai piedi del vulcano Guagua Pichincha.
Le vette situate nella parte settentrionale della Sierra sono costituite per lo più da vulcani ancora attivi. In quest'area si trova uno dei più alti vulcani attivi del mondo, il Cotopaxi (5 897 m s.l.m.). La cima più elevata è il monte Chimborazo (6 130 m s.l.m.), un vulcano estinto. Nella stessa area si trova anche il vulcano Cayambe, punto più elevato sul parallelo dell'equatore. Numerosi sono anche i laghi vulcanici come ad esempio il lago Quilotoa.

#### L'Oriente

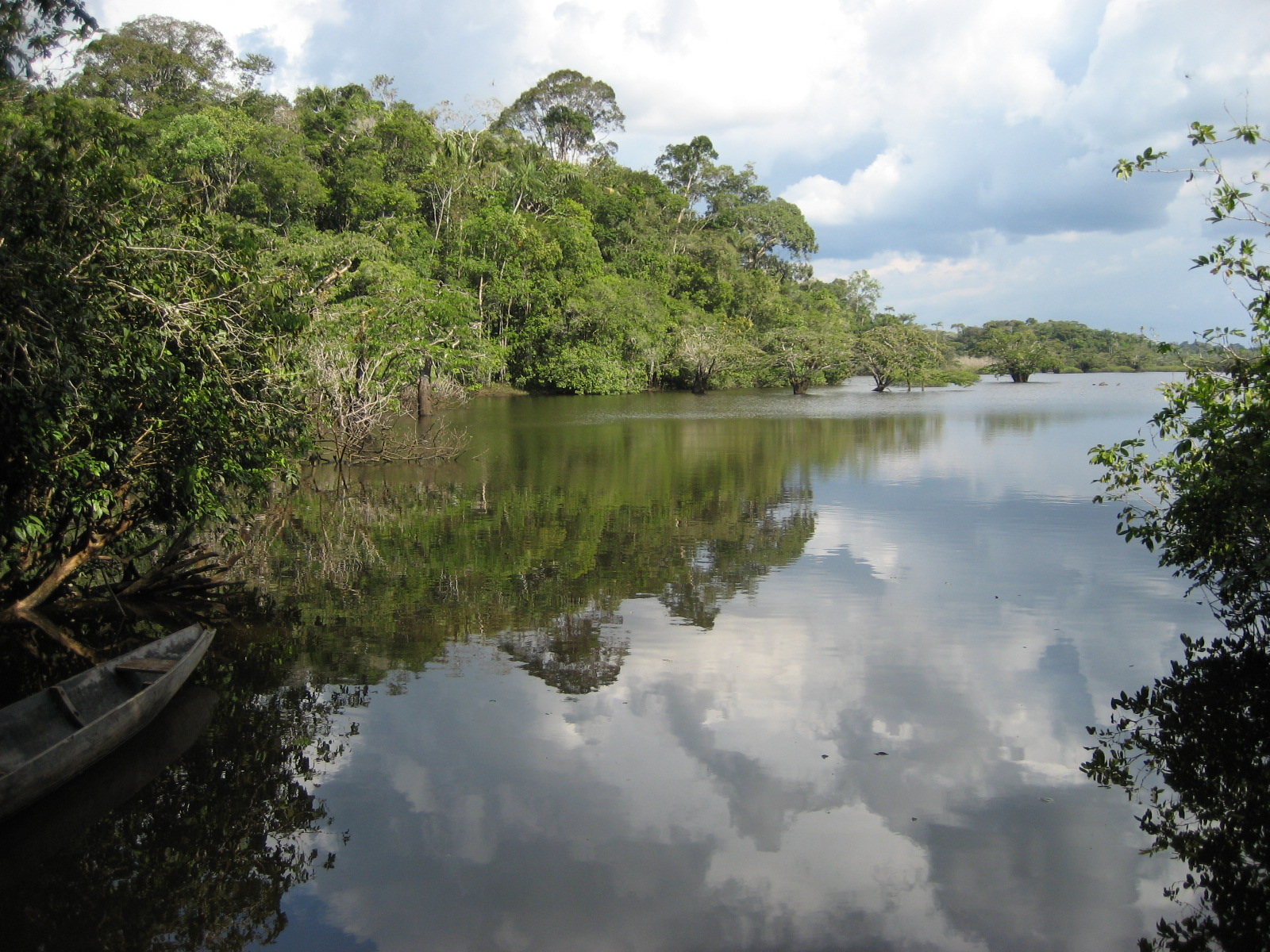
Parco nazionale di Cuyabeno (Oriente)

È chiamata Oriente la zona costituita dalle pianure del bacino del Rio delle Amazzoni situate a est delle Ande, in quest'estesa area (poco meno del 50% della superficie complessiva dello Stato) vive poco meno del 5% della popolazione totale. L'area è ricoperta da un'impenetrabile foresta pluviale. I numerosi fiumi che attraversano questa zona sono tutti affluenti del Rio delle Amazzoni: il Rio Napo (850 km), il Rio Coca, il Rio Pastaza, il fiume Putumayo e l'Aguarico. La maggior parte di questi nascono in una regione andina molto umida, situata ai piedi del Cotopaxi.
Questa regione ospita anche gran parte dei campi petroliferi, soprattutto nell'area del Lago Agrio.

#### Regione insulare

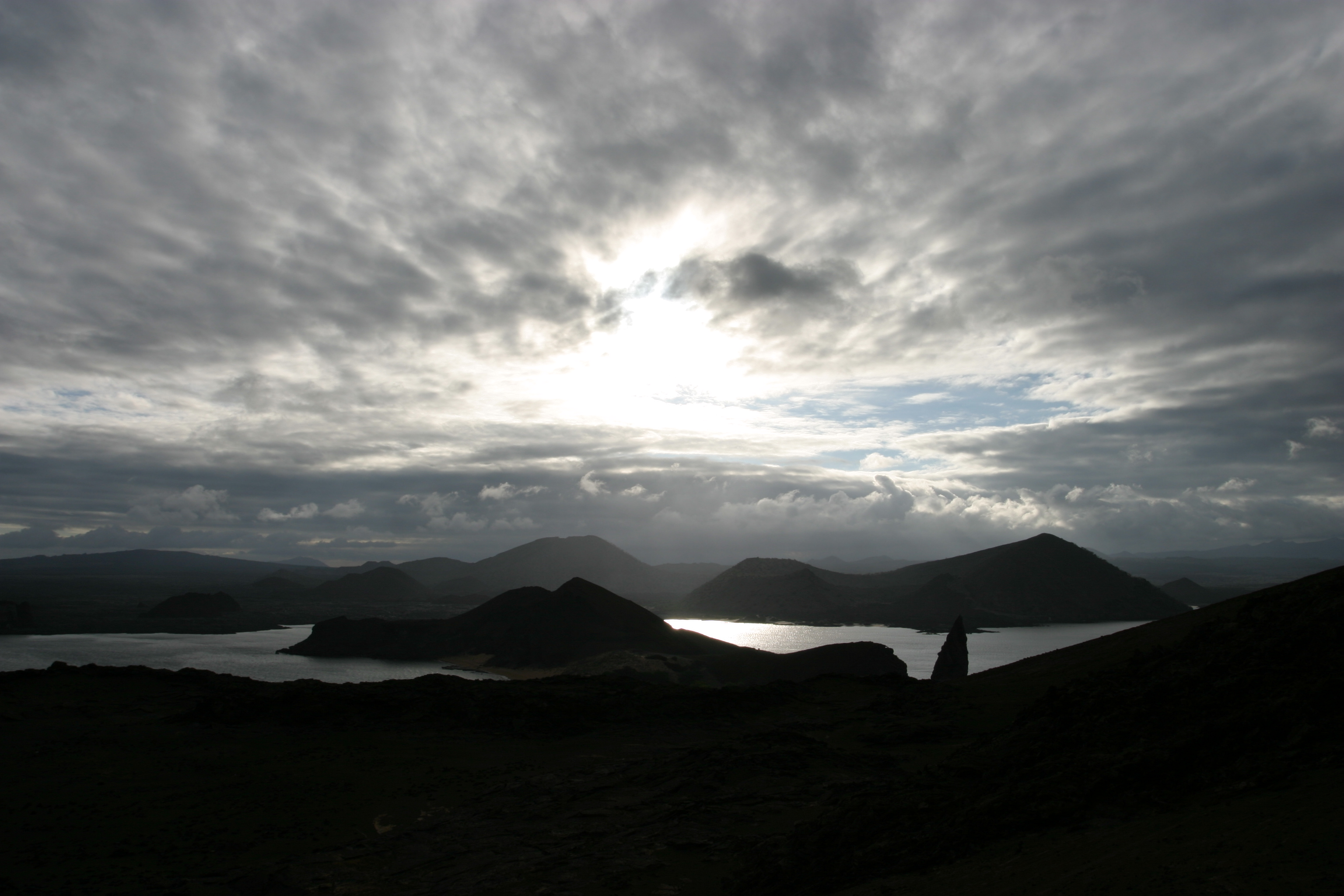
Isole Galápagos, Isla Bartolomé

La regione insulare è la zona che comprende le isole Galápagos situate nell'oceano Pacifico a circa 1 000 km dalla terraferma. Il nome ufficiale dell'arcipelago è Archipélago de Colón, la cui superficie totale è di circa 8 000 km², oltre metà dei quali occupati dall'isola principale, Isabela. Le isole hanno origine vulcanica, e, dato il loro isolamento naturale, sono interessate da importanti endemismi botanici e faunistici, già segnalati da Charles Darwin, nella famosa spedizione dell'HMS Beagle. La constatazione delle diversità morfologiche enfatizzate delle isole (soprattutto di tartarughe e uccelli terrestri) portò all'elaborazione da parte di Darwin della rivoluzionaria teoria della evoluzione delle specie.

### Idrografia
Quasi tutti i fiumi dell'Ecuador sorgono nella Cordigliera Andina e scendono o verso l'oceano Pacifico, a ovest, o verso il Rio delle Amazzoni, verso est. Nella regione più esterna della costa i fiumi più piccoli sono alimentati dalle piogge che vanno da novembre a maggio, e possono restare in secca nella stagione secca. Fanno eccezione i più lunghi, che nascendo in alta montagna sono alimentati sia dal disgelo delle nevi sulle cime più alte della cordigliera sia dalle piogge che cadono nella sierra. La costa più interna invece è attraversata da fiumi perenni, e le abbondanti piogge della stagione invernale portano spesso inondazioni che talvolta possono portare alla formazione di paludi. Il sistema fluviale principale del versante pacifico è quello corrispondente al bacino del fiume Guayas che comprende un'area pari a 40 000 km².
Nel versante orientale, verso il Rio delle Amazzoni, i fiumi più importanti sono il Rio Napo, il Putumayo e il Pastaza.

### Clima
Nonostante il territorio ecuadoriano non sia particolarmente vasto, esiste una diversa varietà di climi. In generale, esistono quattro diverse regioni climatiche in Ecuador, con climi e stagioni contrastanti tra loro, condizionati dall'altitudine e dalle correnti oceaniche, mentre l'insolazione, trovandosi all'equatore, rimane la stessa durante tutto l'anno e non influenza il clima. Le stagioni sono solamente due e vengono contraddistinte dall'abbondanza e dalla frequenza delle precipitazioni: la stagione umida è chiamata inverno e presenta generalmente temperature più elevate della stagione secca, chiamata estate.
La costa, che comprende oltre alla zona costiera anche la parte interna del paese a ovest della cordigliera andina, è caratterizzata da un clima tropicale e una temperatura media di 25 °C. La stagione umida, caratterizzata da copiose piogge, va da dicembre a maggio, mentre la stagione secca va da giugno a novembre, periodo nel quale le temperature scendono di qualche grado, quando spirano correnti più fredde e secche provenienti da sud, ossia la corrente di Humboldt, che proveniente dall'Antartide fa sì che la temperatura nella costa sia mediamente 5 gradi in meno che in inverno, quando invece le umide correnti equatoriali sono portatrici di intense piogge.
La sierra ha un clima più fresco dovuto all'altitudine; la temperatura oscilla mediamente tra gli 8 °C e 20 °C, con valori massimi compresi tra 22 °C a 30 °. La stagione piovosa nella sierra va generalmente da ottobre ad aprile. Dal punto di vista di un europeo o di un qualsiasi altro abitante delle zone temperate, il clima della sierra appare simile a una primavera o un autunno, come nella stessa Quito, dove durante la giornata soffia un vento fresco e confortevole, seguito da una notte gelida che termina quando si alza il sole; a quell'altitudine l'aria è rarefatta, e la differenza di temperatura tra i luoghi al sole e quelli all'ombra è sensibile.
L'Oriente (regione amazzonica) ha un clima caldo-umido e non è influenzato dalle correnti oceaniche, trovandosi a est delle Ande, ma dal clima proprio del bacino dell'Amazzonia. Le temperature medie sono di 25 °C e la stagione piovosa va da aprile a novembre, anche se, a differenza che nella costa, le precipitazioni sono presenti pressoché tutto l'anno..
Le isole Galápagos hanno un clima più stabile delle regioni continentali dell'Ecuador, con temperature costantemente comprese tra 22 e 32 °C, anche se talvolta alcune correnti fredde provenienti dal Perù possono far calare la temperatura di qualche grado.

## Popolazione
La popolazione dell'Ecuador è in continua crescita e gli abitanti, che nel 1961 erano poco più di 4,5 milioni, sono stimati essere nel 2022 attorno ai 18 milioni. Circa 2-3 milioni di ecuadoriani sono emigrati all'estero negli anni passati; tuttavia, con la crisi dei paesi principali mete degli ecuadoriani, tra cui USA, Spagna e Italia, l'emigrazione si è arrestata e numerosi sono stati i rientri in patria. Presente anche un piccolo, ma costante, processo di immigrazione, in particolar modo di vicini colombiani in fuga dal loro paese. L'aspettativa di vita alla nascita è mediamente di 76 anni (73 anni gli uomini, 79 le donne) e l'età media della popolazione circa 26 anni.

### Demografia

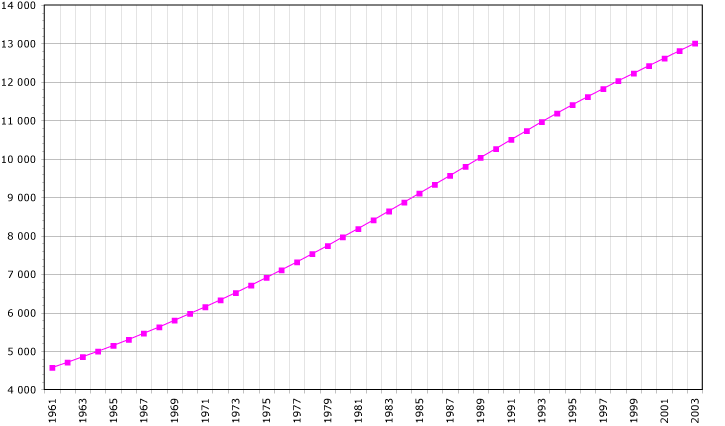
Incremento della popolazione ecuadoriana dal 1961 al 2003

Approssimativamente a luglio 2022 gli abitanti dell'Ecuador erano 17 995 882, dei quali il 49,4% era composta da uomini, mentre il 50,6% da donne. La popolazione era distribuita in modo non omogeneo, poiché solo il 5% della popolazione occupava la zona coperta dalla foresta pluviale. Il distretto metropolitano della capitale Quito contava 2 215 820 abitanti, mentre l'area metropolitana di Guayaquil, la città più popolosa dell'Ecuador, contava 3 328 534 abitanti: ne consegue che ben 5 544 354 degli ecuadoriani risiedeva nelle due principali città. Altre città importanti dell'Ecuador sono Cuenca, con circa 400 000 abitanti, Santo Domingo de los Colorados, Portoviejo, Machala, Ambato, Manta e Durán, città con oltre 200 000 abitanti. Quindi, in totale circa 8 780 000 abitanti, oltre il 61% della popolazione dell'Ecuador, risiedeva nelle grandi città. Nonostante il forte flusso migratorio, iniziato con la crisi economica degli anni 1990, oggigiorno si rileva che il numero di persone che emigrano dall'Ecuador verso altri paesi (attorno a 200 000 per anno) è circa eguale al numero di cittadini ecuadoriani che rientrano nel Paese. È inoltre alta l'immigrazione in Ecuador, specialmente dai paesi confinanti come Colombia e Perù, e da Cuba, tanto che in alcune località il numero di immigrati tocca oggi anche il 40% della popolazione totale. Alto anche il numero dei cittadini asiatici (in particolar modo cinesi), europei e statunitensi che negli ultimi anni si è stabilito in Ecuador, spesso avviando attività turistiche nelle provincie costiere.

### Etnie

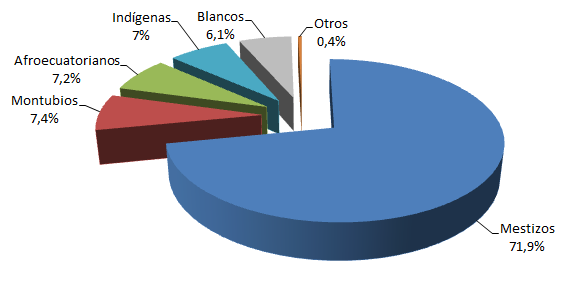
Distribuzione della popolazione ecuadoriana in base alla propria etnia nel censimento del 2010

Nel censimento del 2010 si ebbe un processo di autocertificazione dei cittadini, che si potevano identificare in un'etnia in base alla loro cultura e alle loro tradizioni, senza che fosse definita una distinzione puramente genetica.
Il 71,9% della popolazione è costituito da meticci (ossia la combinazione tra indigeni e bianchi),
il 7,4% della popolazione è composto da montubi, etnia mista di bianchi, neri e indigeni, nella quale si identifica la popolazione dell'interno della costa ecuadoriana,
il 7,2% della popolazione è formato dalla comunità afro-ecuadoriana,
il 7,0% da etnie indigene che vivono in Ecuador da oltre un millennio,
il 6,1% è costituito da bianchi (spagnoli, tedeschi, italiani, polacchi),
lo 0,4% della popolazione è costituito da altre etnie minori.

### Religioni
Secondo il censimento del 2012, il 91,95% degli ecuadoriani è credente in una religione, il 7,94% si dichiara ateo e lo 0,11% agnostico. Dei credenti, l'80,44% si dichiara cattolico e l'11,3% evangelico. Altri gruppi religiosi presenti sono i mormoni (0,37%), i buddisti (0,29%) e gli spiritisti (0,12%). Il 31,3% degli intervistati afferma di seguire una funzione religiosa almeno una volta alla settimana, il 21,6% una volta al mese e il 15% solo in occasioni speciali.
Gli ebrei, arrivati in Ecuador durante la persecuzione da parte dei nazisti, sono per lo più concentrati a Quito, dove vivono 250 famiglie, mentre altre 100 vivono a Guayaquil. L'unica sinagoga è presente a Quito ed è stata costruita nel 1938; tuttavia il numero degli ebrei è in calo perché la maggior parte di essi ha preferito trasferirsi negli ultimi decenni negli Stati Uniti. 1 800 circa sono invece i musulmani, che hanno a disposizione quattro moschee in territorio ecuadoriano: due a Quito, una a Guayaquil e una a Macas.

### Lingue
La maggior parte degli ecuadoriani parla spagnolo; le varianti dello spagnolo parlate in Ecuador differiscono a seconda della regione. Nella regione costiera si parla lo spagnolo andino nella sua variante costeña, mentre nella Sierra, cioè nella regione montuosa, si parla la variante andina del serrano.. Nella regione orientale si parla invece lo spagnolo amazzonico. Vengono tuttavia parlate, soprattutto nella Sierra e in Amazzonia, diverse lingue amerinde, come il quechua, che, assieme al shuar, allo tsafiki e ad altre lingue amerinde, vengono considerate ufficiali dalla legge e parlate all'interno dei gruppi indigeni. Secondo il censimento del 2001 lo spagnolo era parlato dal 94% della popolazione, il quechua dal 4,1% e lo shuar dallo 0,55%.

### Salute
L'aspettativa di vita è di 75,8 anni.
La mortalità infantile, da 24,4 per mille nel 2005, è scesa a 18,3 nel 2015.
Tra il 2008 e il 2016 il governo ha aumentato di cinque volte la spesa sanitaria media annua per il periodo 2000-2008. Sono stati costruiti nuovi ospedali pubblici, il numero di dipendenti pubblici è aumentato significativamente e gli stipendi sono stati aumentati. Nel 2008 il governo ha introdotto una copertura previdenziale universale e obbligatoria.
Nel 2015 la corruzione rimane un problema. La sovrafatturazione è registrata nel 20% degli esercizi pubblici e nell'80% degli esercizi privati.

## Ordinamento dello Stato

### Suddivisione amministrativa
Da un punto di vista amministrativo l'Ecuador è suddiviso in 24 province (provincias) a loro volta suddivise in cantoni (cantones). L'ultimo livello amministrativo sono i comuni (parroquias).
| #  | Provincia                      | Capoluogo                    |
| -- | ------------------------------ | ---------------------------- |
| 1  | Azuay                          | Cuenca                       |
| 2  | Bolívar                        | Guaranda                     |
| 3  | Cañar                          | Azogues                      |
| 4  | Carchi                         | Tulcán                       |
| 5  | Chimborazo                     | Riobamba                     |
| 6  | Cotopaxi                       | Latacunga                    |
| 7  | El Oro                         | Machala                      |
| 8  | Esmeraldas                     | Esmeraldas                   |
| 9  | Galápagos                      | Puerto Baquerizo Moreno      |
| 10 | Guayas                         | Guayaquil                    |
| 11 | Imbabura                       | Ibarra                       |
| 12 | Loja                           | Loja                         |
| 13 | Los Ríos                       | Babahoyo                     |
| 14 | Manabí                         | Portoviejo                   |
| 15 | Morona-Santiago                | Macas                        |
| 16 | Napo                           | Tena                         |
| 17 | Orellana                       | Puerto Francisco de Orellana |
| 18 | Pastaza                        | Puyo                         |
| 19 | Pichincha                      | Quito                        |
| 20 | Santa Elena                    | Santa Elena                  |
| 21 | Santo Domingo de los Tsáchilas | Santo Domingo                |
| 22 | Sucumbíos                      | Nueva Loja                   |
| 23 | Tungurahua                     | San Juan de Ambato           |
| 24 | Zamora Chinchipe               | Zamora                       |

La capitale dell'Ecuador è Quito, situata nella provincia di Pichincha nella regione Sierra (o centro-nord).

### Regioni
Con la promulgazione della Costituzione del 2008 è stata creata in Ecuador una nuova divisione territoriale, le regioni, al fine di decentralizzare le funzioni amministrative da Quito. La nuova divisione è stata fatta accorpando due o più province e ha portato alla creazione di sette regioni, due distretti metropolitani e una regione a regime speciale (Galápagos).
Le sette regioni sono quelle elencate nella tabella sottostante:
| 1 Regione nord | 2 Regione centro-nord | 3 Regione centro | 4 Regione pacifica             | 5 Regione litorale | 6 Regione centro-sud | 7 Regione sud    |
| -------------- | --------------------- | ---------------- | ------------------------------ | ------------------ | -------------------- | ---------------- |
| Carchi         | Napo                  | Chimborazo       | Manabí                         | Bolívar            | Azuay                | El Oro           |
| Esmeraldas     | Pichincha             | Cotopaxi         | Santo Domingo de los Tsáchilas | Guayas             | Cañar                | Loja             |
| Imbabura       | Orellana              | Pastaza          |                                | Los Ríos           | Morona Santiago      | Zamora Chinchipe |
| Sucumbíos      |                       | Tungurahua       |                                | Santa Elena        |                      |                  |

Inoltre, furono creati due distretti metropolitani e una regione a regime speciale:
8:  Distrito Metropolitano de Guayaquil: Guayaquil, Durán, Samborondón
9:  Distrito Metropolitano de Quito: Quito
10:  Regime speciale delle Galápagos

### Città principali
Le due principali aree metropolitane dell'Ecuador sono Guayaquil e la capitale Quito.
Di seguito la lista delle prime venti città più popolose del paese con i dati dei censimenti del 28 novembre 1982, del 25 novembre 1990 e del 25 novembre 2001, una stima del 2010 e la provincia di appartenenza.
| Città dell'Ecuador |               |            |            |            |            |               |
| #                  | Città         | Abitanti   | Abitanti   | Abitanti   | Abitanti   | Provincia     |
| #                  | Città         | Cens. 1982 | Cens. 1990 | Cens. 2001 | Cens. 2010 | Provincia     |
| 1.                 | Guayaquil     | 1.199.344  | 1.508.444  | 1.985.379  | 2.291.158  | Guayas        |
| 2.                 | Quito         | 866.472    | 1.100.847  | 1.399.378  | 1.619.146  | Pichincha     |
| 3.                 | Cuenca        | 152.406    | 194.981    | 277.374    | 331.888    | Azuay         |
| 4.                 | Santo Domingo | 69.235     | 114.422    | 199.827    | 305.632    | Santo Domingo |
| 5.                 | Machala       | 105.521    | 144.197    | 204.578    | 241.606    | El Oro        |
| 6.                 | Durán         | 51.023     | 82.359     | 174.531    | 235.769    | Guayas        |
| 7.                 | Portoviejo    | 102.628    | 132.937    | 171.847    | 223.086    | Manabí        |
| 8.                 | Manta         | 100.338    | 125.505    | 183.105    | 221.122    | Manabí        |
| 9.                 | Loja          | 71.652     | 94.305     | 118.532    | 180.617    | Loja          |
| 10.                | Ambato        | 100.454    | 124.166    | 154.095    | 178.538    | Tungurahua    |
| 11.                | Esmeraldas    | 90.360     | 98.558     | 95.124     | 154.035    | Esmeraldas    |
| 12.                | Quevedo       | 42.266     | 50.285     | 76.869     | 150.827    | Los Ríos      |
| 13.                | Riobamba      | 75.455     | 94.505     | 124.807    | 146.324    | Chimborazo    |
| 14.                | Milagro       | 77.010     | 93.637     | 113.440    | 133.508    | Guayas        |
| 15.                | Ibarra        | 53.428     | 80.991     | 108.535    | 131.856    | Imbabura      |
| 16.                | La Libertad   | 41.955     | 53.108     | 77.646     | 95.942     | Santa Elena   |
| 17.                | Babahoyo      | 69.023     | 93.910     | 76.869     | 90.191     | Los Ríos      |
| 18.                | Sangolquí     | 15.004     | 35.386     | 56.794     | 75.080     | Pichincha     |
| 19.                | Daule         | 18.923     | 24.399     | 31.763     | 65.145     | Guayas        |
| 20.                | Latacunga     | 28.764     | 39.882     | 51.689     | 63.842     | Cotopaxi      |

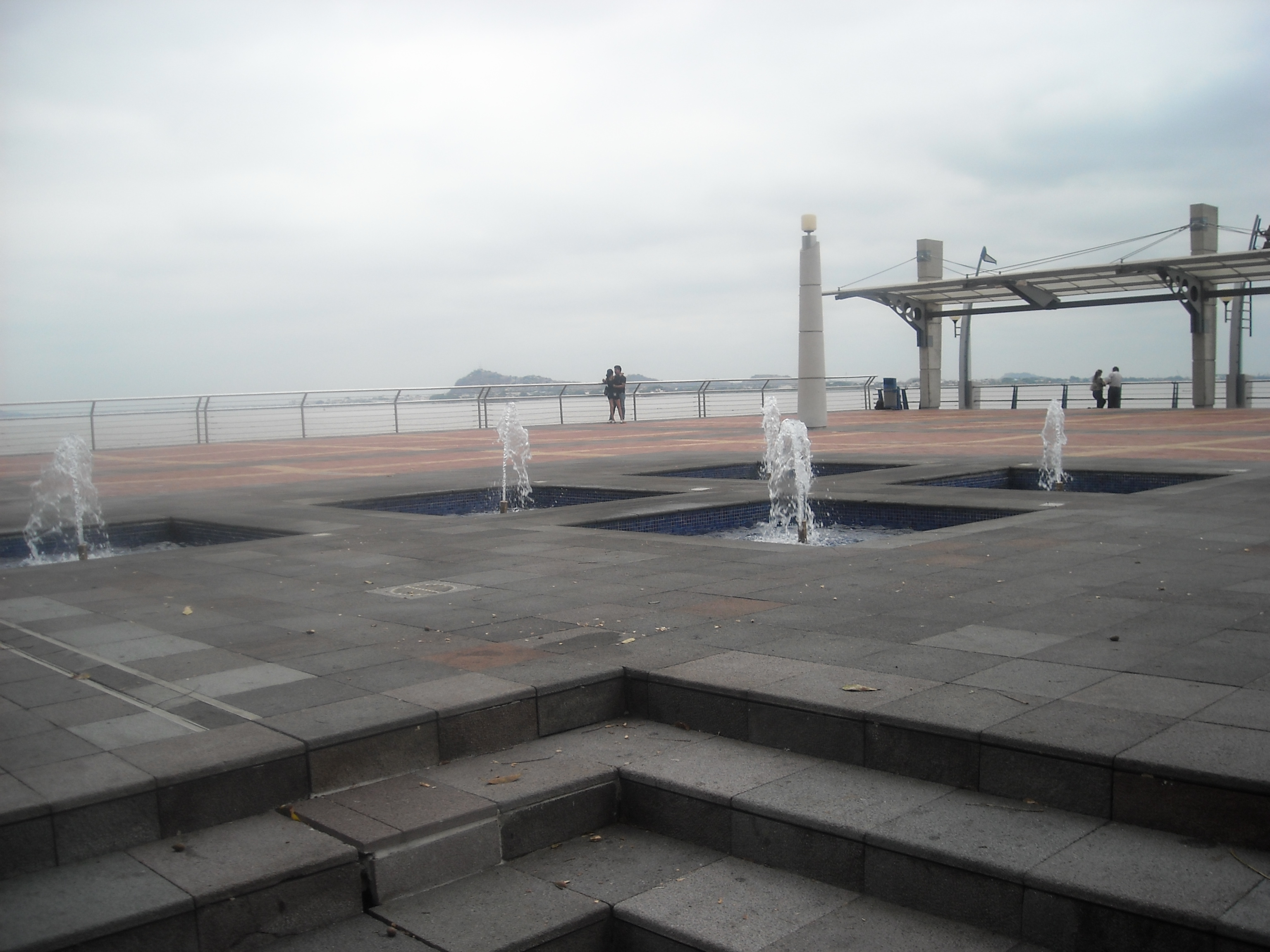
Guayaquil
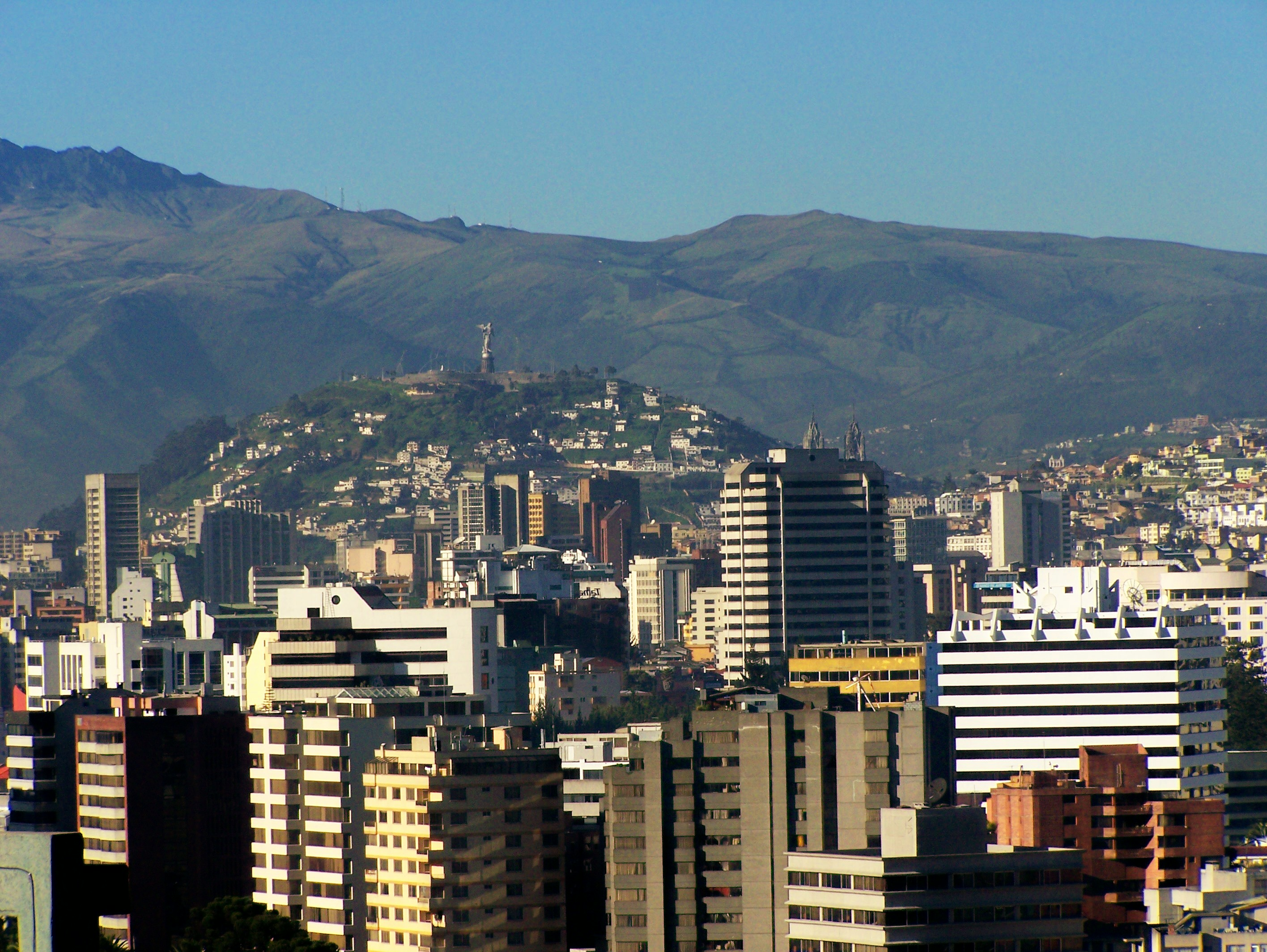
Quito
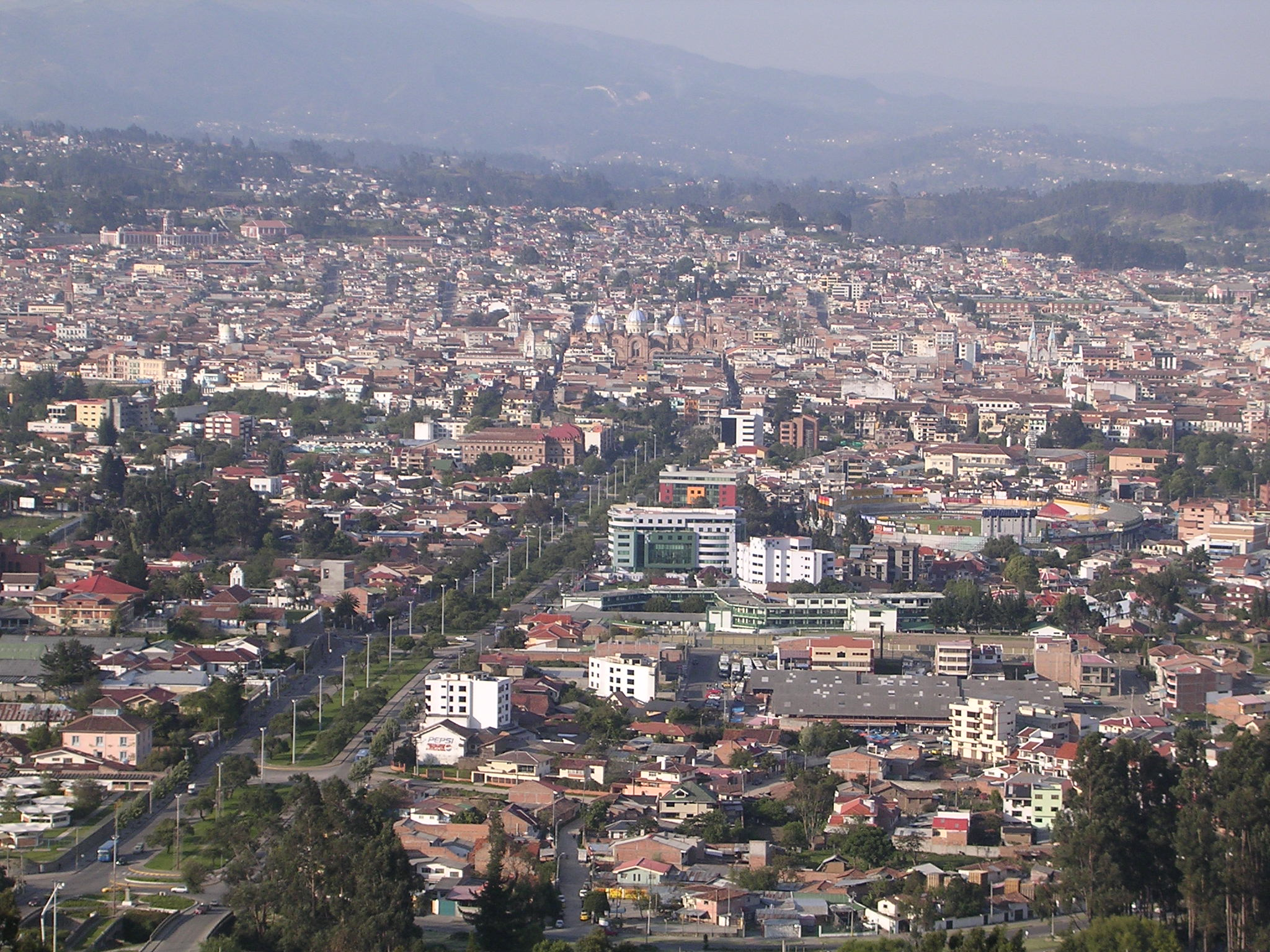
Cuenca
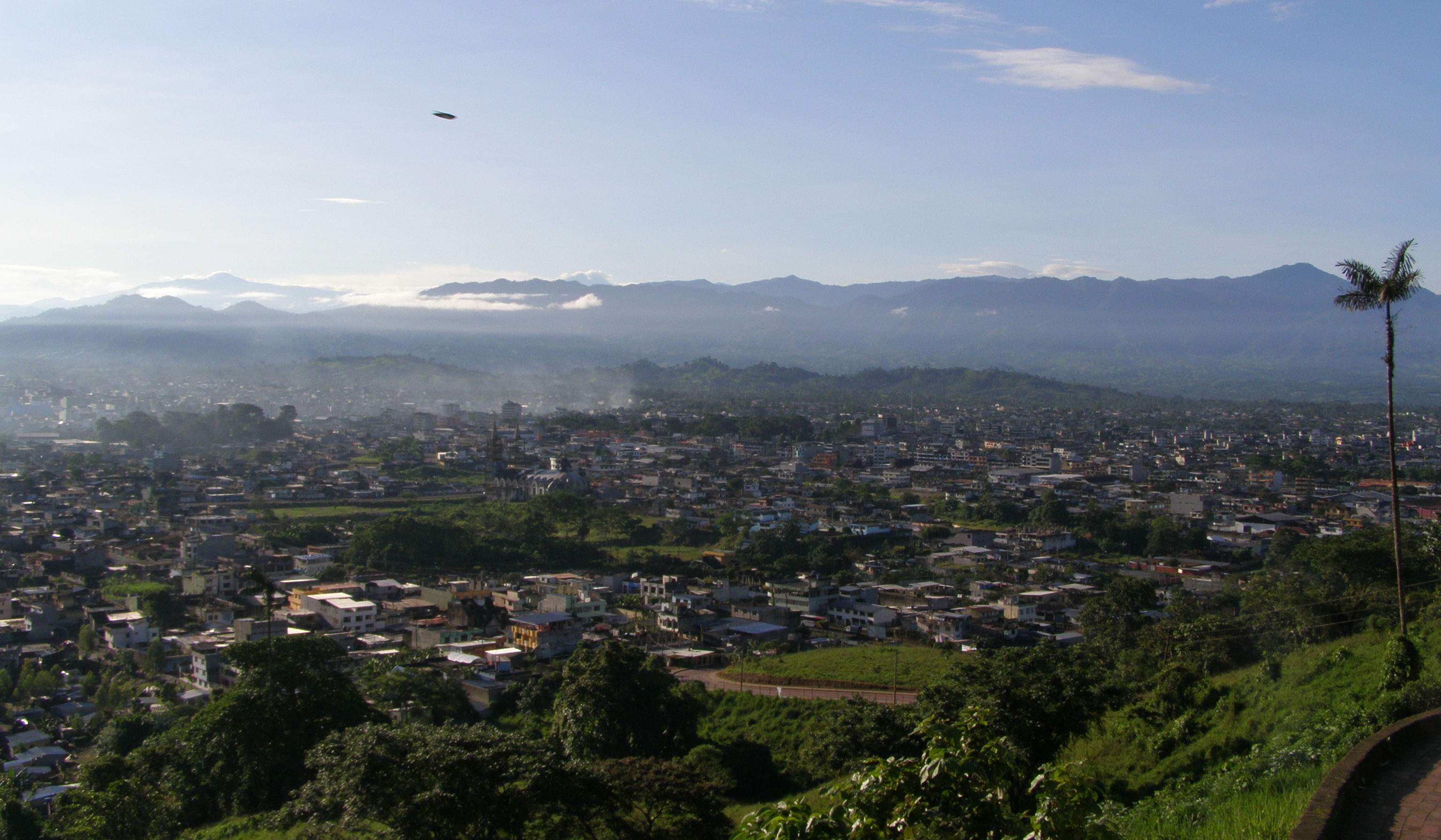
Santo Domingo
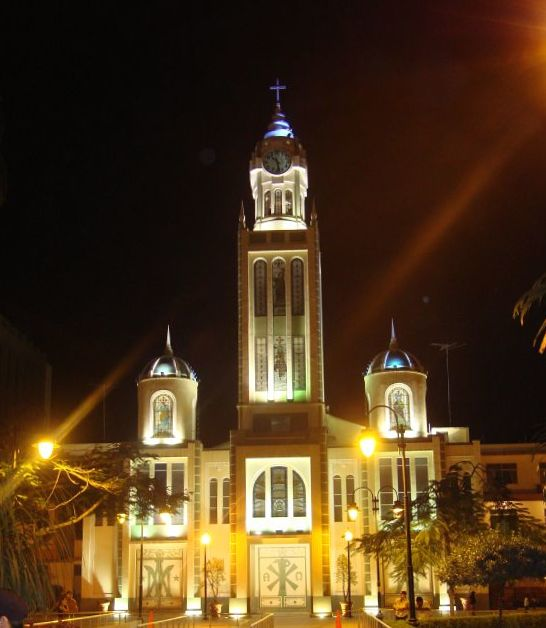
Machala, la Cattedrale
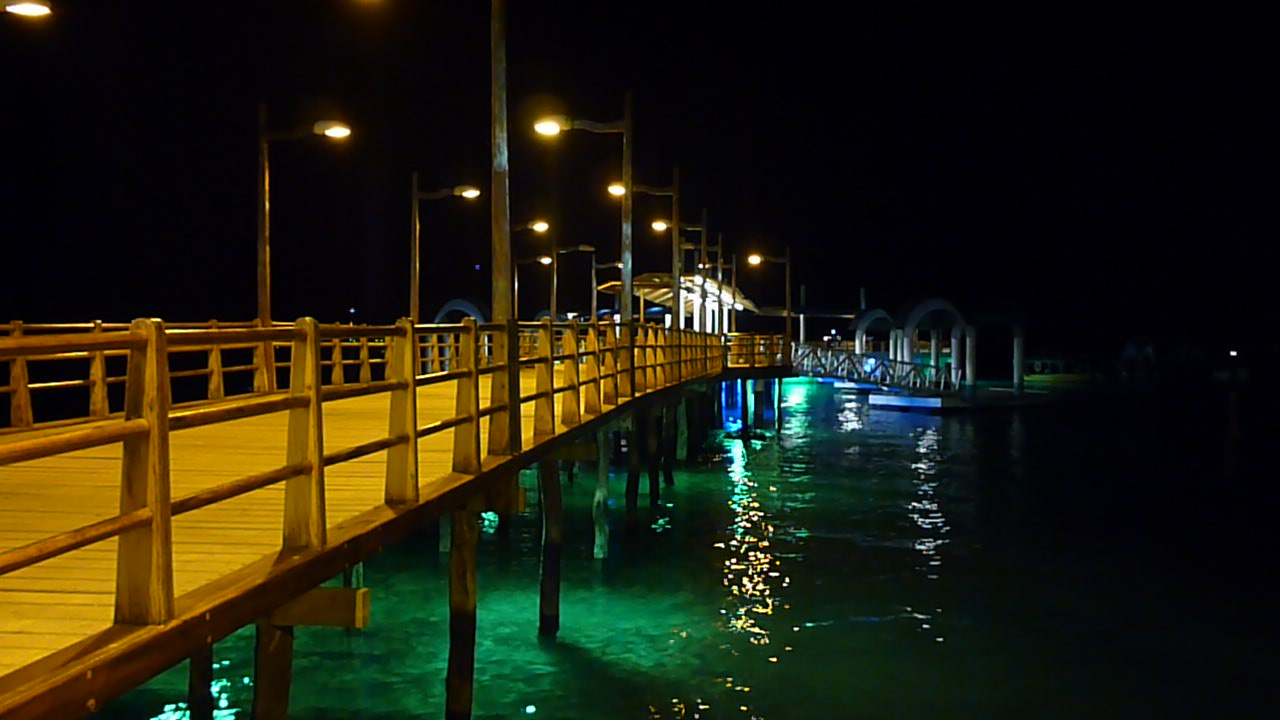
Puerto Ayora

### Istituzioni
L'Ecuador è una repubblica presidenziale con un mandato quadriennale per il Presidente, il vice presidente, e i membri del Congresso. Il presidente, eletto direttamente dal popolo, è rieleggibile una sola volta; i membri del Congresso possono essere immediatamente rieletti. L'attuale presidente è Daniel Noboa.
Il potere esecutivo è demandato a 28 ministeri. Le Giunte e i Consigli provinciali sono eletti direttamente.
I giudici della Corte Suprema sono nominati a vita dal Congresso.
Il suffragio è universale e si diventa elettori a 18 anni. Per i cittadini alfabetizzati tra 18 e 65 anni il voto è obbligatorio, per tutti gli altri è un diritto, ma non un dovere.

#### Ordinamento scolastico

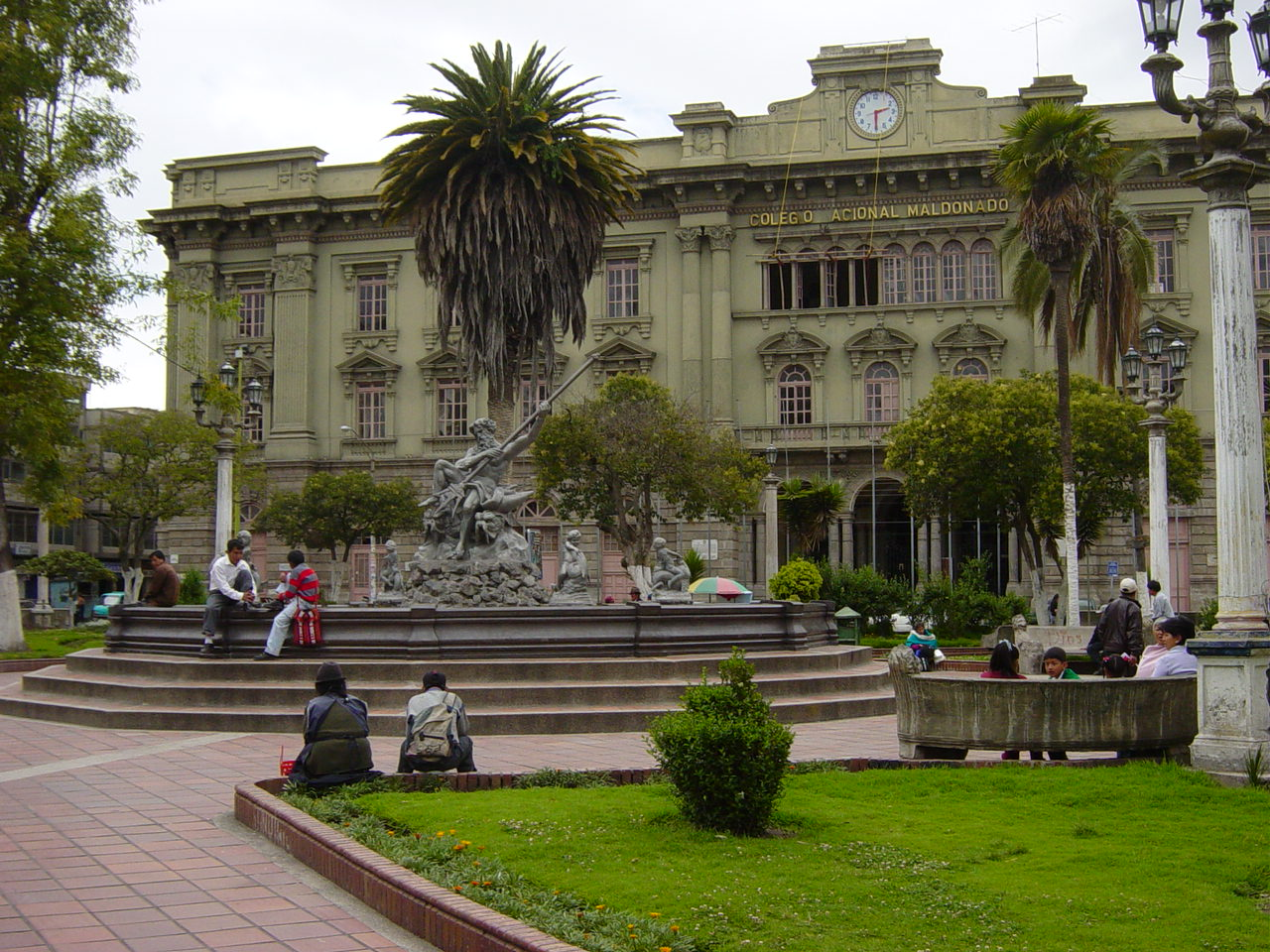
Il Colegio Maldonado a Riobamba, edificato negli anni venti in stile neoclassico sotto l'influenza di architetti italiani arrivati durante la Grande Guerra

Il tasso di alfabetizzazione in Ecuador al 2009 è del 93,2%, 2,2 punti in più rispetto al censimento del 2001. Il numero di studenti universitari è di 464 787.
Il sistema scolastico è suddiviso in tre settori: la scuola materna, o preprimaria (non obbligatoria) per bambini dai 3 ai 5 anni; la scuola primaria, o basica (obbligatoria) dura 6 anni (dai 6 ai 12 anni) e la secondaria (obbligatoria) altri 6 anni, fino ai 18 anni di età. La frequenza della primaria è di 5 giorni alla settimana, con ore di lezione di 50 minuti. Gli studenti entrano a scuola alle 7:00/7:30 per uscirne alle 13:00/13:30, con una ricreazione dopo la 3ª ora. Alcune scuole primarie danno la possibilità di tre orari giornalieri possibili: oltre la sessione mattutina, è possibile frequentare la sessione "vespertina" (pomeridiana) e quella notturna, dalle 19:00 alle 22:30. Chi frequenta il turno notturno normalmente va a scuola anche il sabato. L'inglese, seconda lingua ufficiale, viene insegnata a partire dal primo anno di scuola obbligatoria (basica).
L'educazione superiore comprende scuole professionali (non universitarie) e le scuole universitarie e politecniche: le scuole non universitarie durano due-tre anni e offrono specializzazioni di livello intermedio preparando i giovani a entrare nel mondo del lavoro, come ad esempio le scuole per infermiere e quelle per maestro di scuola preprimaria e primaria, della durata di tre anni. Le università danno il titolo di laurea di pregado e hanno una durata variabile a seconda della facoltà intrapresa; dai quattro anni come ad esempio per il titolo di docente di educazione secondaria, ai sei anni per i titoli di avvocato, farmacista, medico, dentista e altri. Dopo l'università per l'ulteriore specializzazione ci sono corsi di dottorato e maestria della durata di due-tre anni
I calendari scolastici sono diversificati a seconda delle regioni di residenza: nella sierra e in Amazzonia la scuola inizia ai primi di settembre e termina nel giugno dell'anno seguente, mentre nella costa e alle Galápagos inizia in aprile e termina in gennaio dell'anno seguente.
Dopo la riforma costituzionale, le spese, l'alimentazione e la sanità scolastica vengono pagate dallo Stato. Le scuole statali (fiscales) coprono la fascia di età dai 4 a 18 anni; esistono inoltre scuole particular e fiscomissional cioè private o a carattere religioso o militare, e comunque a pagamento. Con la riforma costituzionale tutte le scuole statali diventeranno gratuite.
Le scuole sono numerosissime nei grandi centri, ma sono per lo più a carattere privato, mentre l'insegnamento è impartito non sempre da personale specializzato. Le Università sono statali, private o per corrispondenza e si trovano nei grandi centri cittadini, a Guayaquil e a Quito e nelle maggiori città del paese. Il 93% dei professori universitari è a sua volta laureato.

#### Università
Tra le università più rinomate e antiche dell'Ecuador spicca l'Universidad Central del Ecuador, fondata da re Filippo IV di Spagna  il 5 settembre 1620, come Real y Pontificia Universidad de San Gregorio Magno.

#### Sistema sanitario
L'attuale struttura del sistema di assistenza sanitaria pubblica ecuadoriana risale al 1967. Il Ministero della salute pubblica (Ministerio de Salud Pública del Ecuador) è l'ente responsabile della regolamentazione della sanità pubblica ed è nominato direttamente dal Presidente della Repubblica. Il ministro attuale è Carina Vance.
La filosofia del Ministero della Salute Pubblica è sostenere le popolazioni più vulnerabili e il suo piano d'azione principale riguarda la salute comunitaria e medicina preventiva, e permette ai pazienti di essere ricevuti quotidianamente nelle strutture pubbliche anche senza appuntamenti, senza passare da visite ambulatoriali e senza costi. Questo per quattro specialità in particolare, ossia pediatria, ginecologia, medicina clinica e chirurgia.
Esistono anche gli ospedali pubblici specializzati per il trattamento di malattie croniche, o a disposizione verso un particolare gruppo di popolazione, o che forniscono maggior attenzione in alcune specialità mediche, come ad esempio gli ospedali ginecologici o di maternità, quelli per bambini, gli ospedali geriatrici e oncologici. Anche se gli ospedali più attrezzati si trovano nelle grandi città o nei capoluoghi di provincia, esistono ospedali di base anche nelle città più piccole, adatti per la consultazione familiare e per i trattamenti di base più semplici.
Gli ecuadoriani hanno un'aspettativa di vita di 76 anni, 73,2 anni per gli uomini e 79,3 per le donne. Il tasso di mortalità infantile è di 13 bimbi ogni mille nati vivi, notevolmente più basso rispetto ai 76 su mille dei primi anni 1980 e 140 per mille del 1950. Il 23% dei bambini sotto i cinque anni sono cronicamente malnutriti. Le popolazioni di aree rurali non hanno accesso all'acqua potabile il cui rifornimento è assicurato per mezzo di autobotti o con il prelievo diretto dai fiumi. Ci sono 686 casi di malaria ogni 100 000 persone. L'assistenza sanitaria di base, tra cui le visite mediche, gli interventi chirurgici e i farmaci di base, sono forniti gratuitamente dal 2008. Tuttavia, alcuni ospedali pubblici sono in cattive condizioni e spesso non hanno le necessarie forniture per soddisfare la forte domanda dei pazienti. Ospedali e cliniche private sono ben attrezzate, ma ancora costose per la maggior parte della popolazione.
Il sistema sanitario dell'Ecuador si è sviluppato in modo significativo durante la presidenza di Rafael Correa (2007-2017). La spesa pubblica per la sanità è passata dall'1,81% del PIL nel 2007 al 4,21% nel 2016. Il numero totale di medici è passato da 16 ogni 10.000 persone nel 2009 a 20,5 nel 2016, il numero totale di letti di emergenza da 473 nel 2006 a 2.535 nel 2018 e il numero totale di letti ospedalieri da 19.945 a 24.359 nello stesso periodo. Tuttavia, il sistema sanitario ha risentito delle politiche di austerità dopo il cambio di governo nel 2017. Il presidente Lenín Moreno ha inoltre fatto espellere più di 400 medici e personale sanitario cubano nel novembre 2019, seguendo le orme dei suoi omologhi in Bolivia e Brasile.

#### Forze armate
La difesa del paese è a carico delle Forze armate dell'Ecuador, responsabile dell'integrità della sovranità del territorio nazionale. Gli effettivi nel 2010 erano circa 37 000, di cui 23 500 nell'esercito, 7 500 nella forza navale e 6 000 nella forza aerea. L'età minima per il servizio militare (obbligatorio o volontario) è di 18 anni, mentre l'obbligo del servizio per gli uomini è del periodo di un anno. I suoi compiti comprendono la lotta contro la criminalità organizzata, il traffico di droga (proveniente spesso da Colombia e Perù), e le operazioni di lotta contro l'immigrazione clandestina.
Nel 2009 la nuova amministrazione presso il ministero della Difesa ha avviato una profonda ristrutturazione all'interno delle forze armate, aumentando la spesa di bilancio a 1 691 776.803 dollari, con un incremento del 25%, tanto che, rispetto al proprio PIL, l'Ecuador è il paese che spende maggiormente in Sudamerica per la difesa: il 2,74% del PIL è difatti destinato alle forze armate.
Le icone delle forze militari ecuadoriane sono il generale Antonio José de Sucre, Gran Mariscal de Ayacucho, e Eloy Alfaro.

## Politica

### Politica interna
Il 30 settembre 2007 si sono tenute le elezioni per un'Assemblea Costituente così come richiesto dagli elettori con il referendum del 15 aprile dello stesso anno. Tali elezioni, le più complesse nella storia del Paese, hanno registrato la presenza di un enorme numero di liste (nazionali, provinciali e di emigrati), e hanno sancito una larghissima vittoria per il partito del presidente Correa, che ha ottenuto 80 dei 130 seggi in palio. L'Assemblea Costituente, i cui lavori iniziarono il 30 ottobre 2007 e si sono svolti a Montecristi (Provincia di Manabí) sotto la presidenza dell'arch. Fernando Cordero Cueva, ha elaborato una nuova Carta Costituzionale approvata tramite un referendum popolare il 28 settembre del 2008.
La nuova Costituzione comprende 444 articoli, incorpora e riconosce sia il diritto della cultura indio (tra cui il principio del "Buen Vivir" - non mentire, non rubare, non oziare) sia la lingua quechua (e altre lingue indie) come lingua nazionale, il diritto dello Stato al controllo sui servizi essenziali, sulle attività produttive che possono costituire un rischio per l'ambiente e la salute dei cittadini e sullo sfruttamento delle risorse non rinnovabili. I rappresentanti delle varie etnie indio fecero parte di detta Assemblea Costituente, per la prima volta nella storia del Paese. Inoltre stabilisce che i vari gruppi etnici debbano essere egualmente rappresentati nelle istituzioni come nel settore pubblico, mirando al superamento di un problema che già Simón Bolívar rilevava essere un grave freno alla crescita economica e democratica dei paesi dell'America Latina.
La nuova Costituzione ecuadoriana definisce la separazione dei poteri del governo ecuadoriano in cinque rami. Delle cinque funzioni dello Stato, tre erano presenti anche nella costituzioni precedenti: la funzione legislativa, assegnata all'Assemblea Nazionale, la funzione esecutiva, guidata dal Presidente della Repubblica e la magistratura, presieduta dal giudice nazionale della giustizia. Furono poi istituiti due nuovi rami del governo: la funzione elettorale, amministrata dal Consiglio Nazionale Elettorale, e la funzione di trasparenza e del controllo sociale.

#### Funzione esecutiva

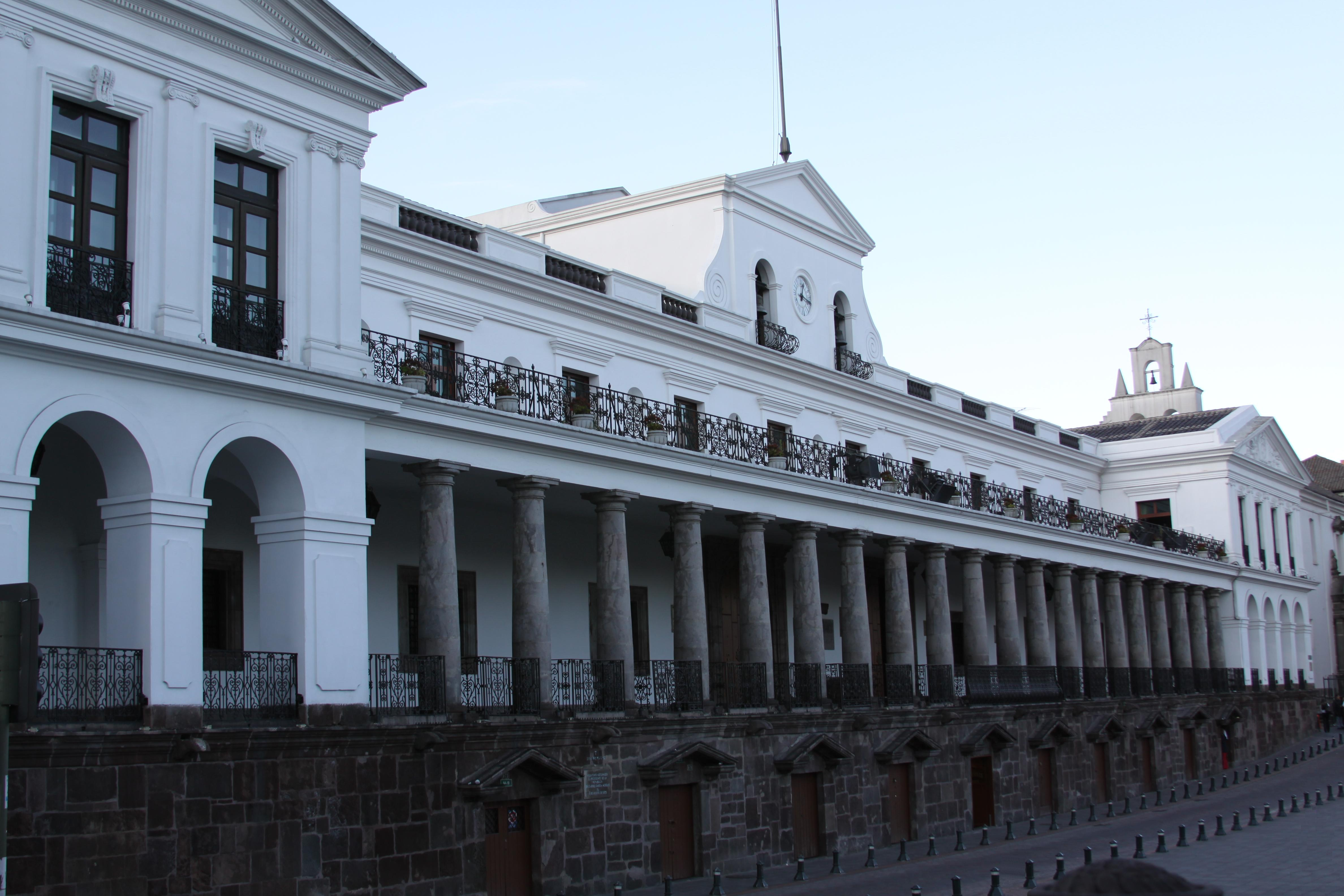
Il Palacio de Carondelet a Quito, sede del governo

Il potere esecutivo è nelle mani del Presidente della Repubblica, che attualmente è Daniel Noboa, affiancato dal suo vice presidente, Verónica Abad Rojas, entrambi eletti nel Novembre 2023 per due anni. Egli è il Capo di Stato e di governo, ed è responsabile dell'amministrazione pubblica, di creare o sopprimere ministeri, di far rispettare la costituzione e le leggi, i trattati internazionali. Il presidente nomina i ministri coordinatori, i ministri di Stato, i funzionari pubblici e, in politica estera, il cancelliere della Repubblica e gli ambasciatori e i consoli. Esercita anche l'autorità finale sulle Forze Armate dell'Ecuador e sulla Polizia Nazionale.

#### Funzione legislativa
La funzione legislativa è esercitata dall'Assemblea Nazionale unicamerale, che ha sede nella città di Quito nel Palazzo Legislativo, e si compone di 137 membri, suddivisi in dieci commissioni, eletti per un periodo di quattro anni. Quindici componenti sono eletti nella circoscrizione nazionale, più due per ogni provincia e uno per ogni duecentomila abitanti o per frazioni che eccedono i centocinquantamila abitanti, secondo l'ultimo censimento della popolazione.

#### Funzione giudiziaria
Il potere giudiziario del paese è esercitato dal Consiglio Giudiziario, come suo ente principale, dalla Corte Nazionale di Giustizia, dai tribunali provinciali, e dai tribunali e giudici di pace. La Corte nazionale di giustizia è composta da 21 giudici, eletti per un mandato di nove anni. La Corte Nazionale è rinnovata di un terzo del loro numero ogni tre anni, come previsto dal Codice organico del potere giudiziario. Essi vengono eletti dal Consiglio Giudiziario ai sensi del procedimento di opposizione e meriti e non è possibile la loro rielezione. Organismi indipendenti dalla magistratura sono il procuratore generale e il difensore pubblico. Inoltre vi è un regime speciale di giustizia indigena.

#### Funzione elettorale
Le funzioni e i poteri elettorali sono esercitati solo ogni quattro anni, in caso elezioni, o quando vengono indetti referendum. Le sue funzioni principali sono di organizzare e controllare le elezioni, e punire eventuali violazioni delle leggi elettorali. Il corpo principale è il Consiglio Nazionale Elettorale, che ha sede nella città di Quito, composto da sette membri dei partiti politici più votati. Questo organismo gode di completa autonomia finanziaria e amministrativa e, assieme al Tribunal Contencioso Electoral esercita la funzione elettorale, uno dei cinque poteri dello Stato ecuadoriano.

#### Funzione di trasparenza e controllo sociale
La trasparenza e il controllo sociale sono esercitati dal Consiglio di partecipazione cittadina e controllo sociale, dai difensori civici, dal Controllore Generale dello Stato e dalle soprintendenze. Le sue autorità rimangono in carica per cinque anni e hanno la responsabilità di promuovere la trasparenza e il controllo di progetti pubblici, programmare piani per la lotta alla corruzione, designare alcune autorità ed essere il meccanismo di regolazione dei conti pubblici del paese.

### Politica estera
L'Ecuador è uno dei 51 Stati che hanno dato vita all'ONU nel 1945. Fa parte dell'OAS ed è membro di alcuni gruppi regionali come la Unione delle nazioni sudamericane, il Gruppo Rio e il Patto andino.

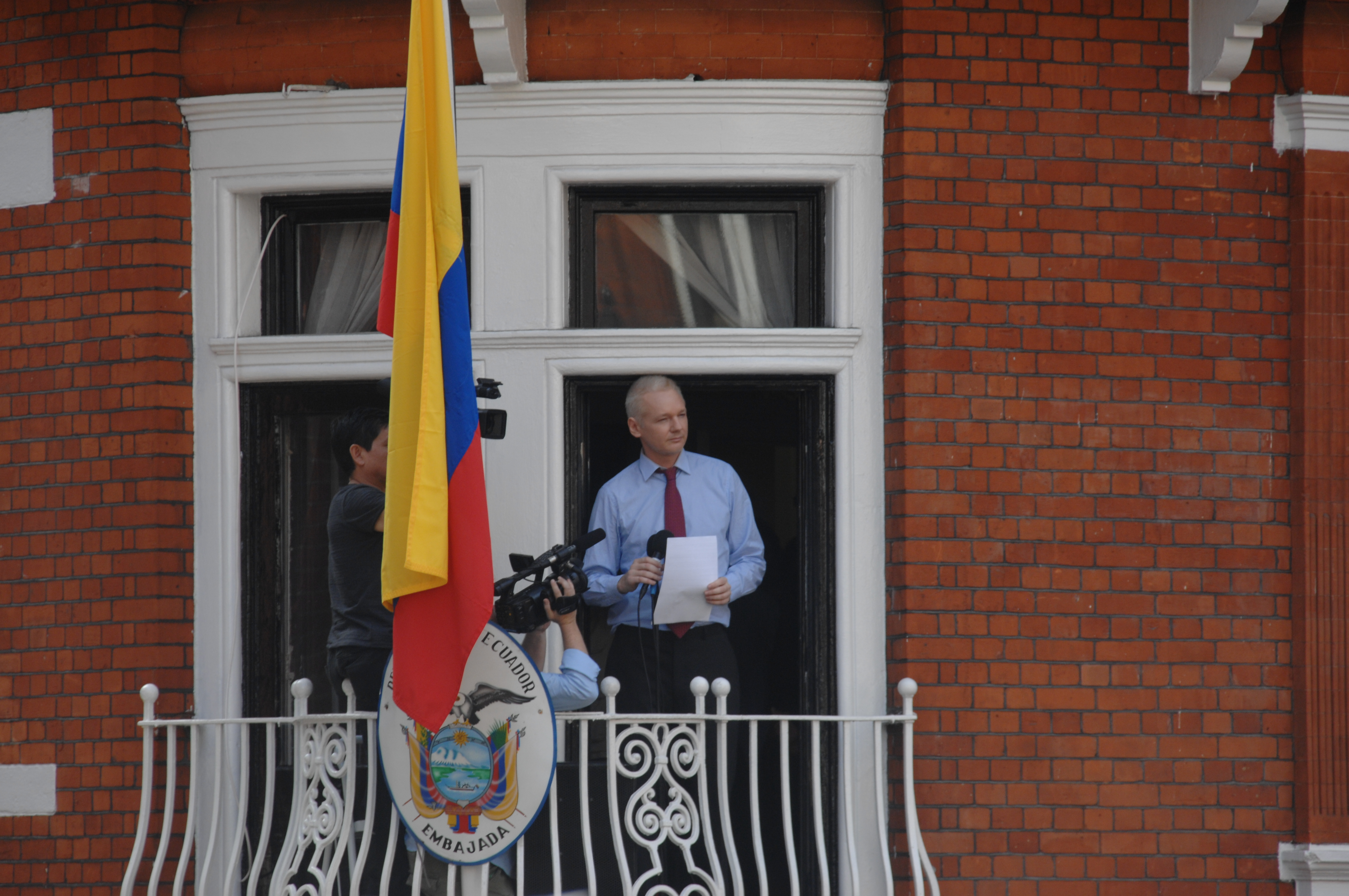
Julian Assange dal balcone dell'Ambasciata dell'Ecuador a Londra. Nel 2012 Ecuador e Regno Unito rischiarono una grave crisi diplomatica, a causa dell'asilo concesso a Julian Assange da parte del governo ecuadoriano.

I principali obiettivi di politica estera ecuadoriana tradizionalmente sono stati mirati alla difesa del proprio territorio dalle aggressioni esterne e dalle sovversioni interne. Anche se le relazioni estere dell'Ecuador sono state tradizionalmente incentrate sugli Stati Uniti, l'adesione dell'Ecuador all'OPEC negli anni settanta hanno permesso ai leader ecuadoriani una maggiore autonomia in politica estera.
L'affinità politica e la similarità di vedute di Correa con gli attuali presidenti di Venezuela, Cuba, Bolivia e Nicaragua lo ha portato a sottoscrivere, nel dicembre 2006, l'impegno di adesione dell'Ecuador all'ALBA. Le politiche del governo Correa hanno portato a un raffreddamento dei rapporti con gli USA, che Correa ha più volte criticato per la politica estera già nel 2007 nella campagna per le elezioni presidenziali, quando qualificò il presidente statunitense George W. Bush di essere un imbarazzante presidente che ha fatto danni al proprio paese e al mondo.
Nel 2008 avvenne la crisi andina, a causa delle incursioni colombiane in territorio ecuadoriano per la cattura del militante delle FARC Raúl Reyes, e che portarono a una tensione con i rapporti con la vicina Colombia, poi risoltisi dopo una riunione del Gruppo Rio, un'organizzazione internazionale degli Stati dell'America Latina e dei Caraibi.
Sebbene i rapporti con il Regno Unito non fossero particolarmente stretti essi erano comunque rimasti cordiali nel corso della storia; tuttavia, nel 2012 avvenne una crisi diplomatica senza precedenti tra i due paesi, a causa della protezione data dall'Ecuador a Julian Assange nell'ambasciata ecuadoriana a Londra, quando questi si trovava agli arresti domiciliari e con una richiesta di estradizione del governo svedese. Correa ribadì la sua volontà di concedere asilo politico al fondatore di WikiLeaks anche quando i britannici minacciarono un blitz all'interno dell'ambasciata per prelevare il giornalista australiano, accusato infondatamente di stupro – essendo poi le accuse cadute – in Svezia ma su cui grava anche l'accusa statunitense di aver pubblicato migliaia di messaggi coperti da segreto di Stato.
L'11 aprile 2019 l'Ecuador ha revocato l'asilo politico a Julian Assange che è stato arrestato da Scotland Yard.
L'Ecuador è uno degli Stati aderenti alla Banca del Sud, partecipando al suo capitale.

## Economia

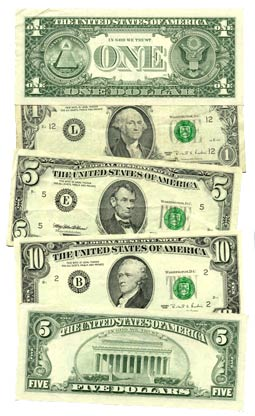
Il dollaro statunitense è la moneta ufficiale in Ecuador

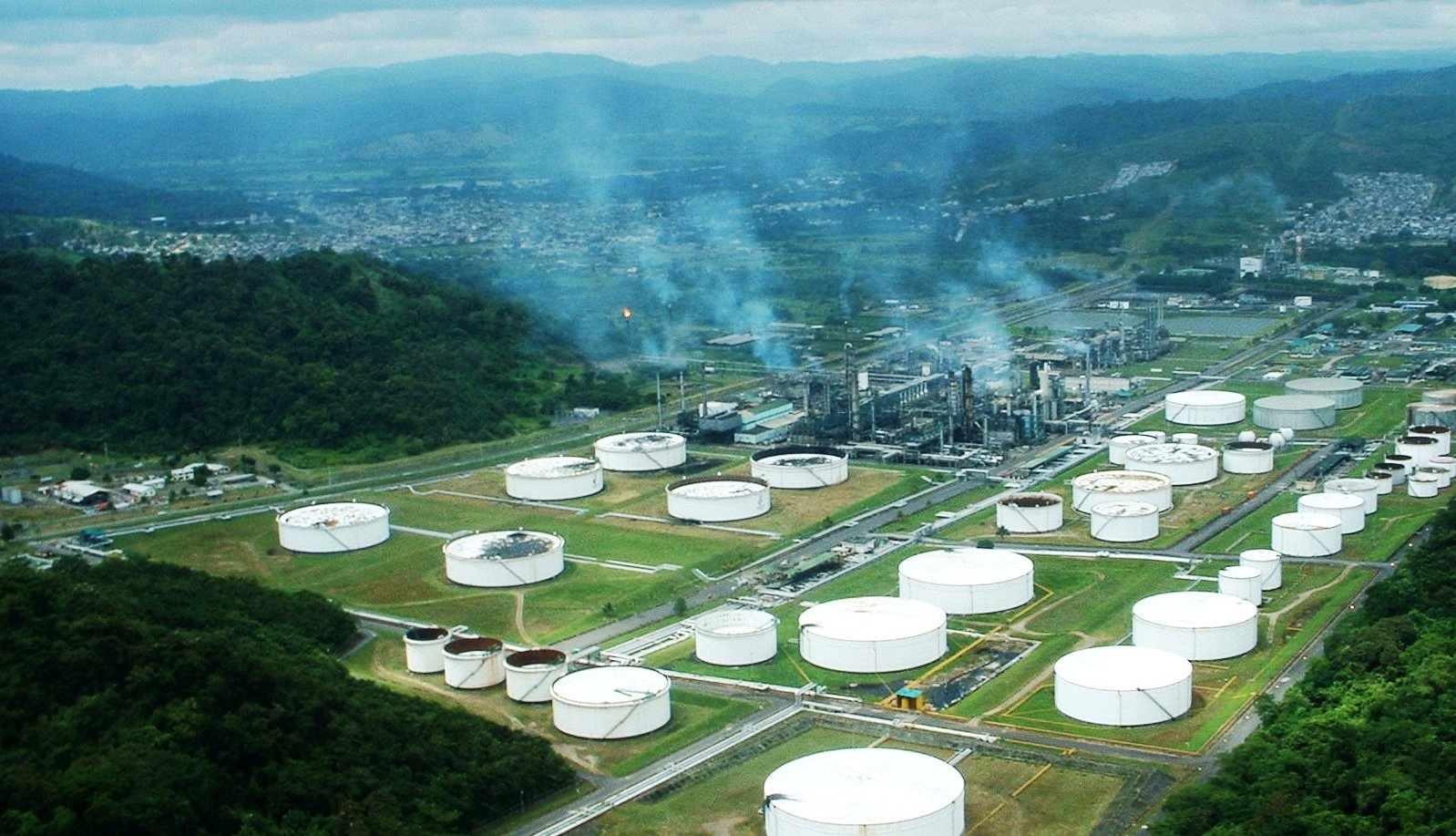
Raffinerie a Esmeraldas

L'Ecuador ha l'ottava maggior economia nell'America Latina e la 61ª al mondo, con un PIL che nel 2012 è stato di circa 150 miliardi di dollari (PPA), con un prodotto pro-capite di 10 215 $. Dal 2007 al 2012 l'economia ecuadoriana è cresciuta a una media annua del 4,3%, al di sopra della crescita media degli altri paesi dell'America Latina, nonostante la crisi internazionale mondiale avvenuta a partire dal 2008. Il tasso di povertà è diminuito, dal 2001 al 2011, dal 40% al 17,4%. In un'indagine del 1998 risultava che la povertà era sostanzialmente maggiore tra le popolazioni indigene, in particolar modo tra le popolazioni rurali della sierra, dove arrivava al 96% della popolazione indigena, contro il 61% della popolazione non indigena, mentre di estrema povertà era affetto il 56% della popolazione indigena contro il 25% della non-indigena. Anche il lavoro infantile è maggiore tra le popolazioni indigene: nel 2001 solo il 57% dei minori tra i 5 e 18 anni tra gli indigeni andavano a scuola senza lavorare, contro il 73% dei non indigeni. Il petrolio, le cui riserve accertate sono state stimate a 6,51 miliardi di barili a partire dal 2011, rappresenta il 40% delle esportazioni e contribuisce al mantenimento di un saldo commerciale positivo. L'inflazione al consumatore è salita dal 4,5% al 5,3% dal 2011 al 2012, mentre il tasso di disoccupazione negli stessi anni è calato dal 4,2 al 4,1%, il più basso di sempre, nonostante la maggioranza della popolazione dell'Ecuador sia in età lavorativa, in quanto relativamente giovane.
Il paese ha subito in questi ultimi anni una notevole trasformazione, passando da un'economia prevalentemente agricola a una industriale e sviluppata soprattutto nel settore terziario; nel 2012 infatti i servizi incidono per il 57,6% del PIL, contro il 6% dell'agricoltura e il 36,1% dell'industria, nonostante la forza lavoro sia ancor più rilevante nell'agricoltura (27%) che nell'industria (19%), mentre nei servizi occupa il 54%.
Tra il 2006 e il 2016, la povertà è diminuita dal 36,7% al 22,5%. Allo stesso tempo, il coefficiente di Gini è diminuito da 0,55 a 0,47.

### Risorse
La produzione di energia elettrica è di 21 840 miliardi di kWh.
Petrolio: 504 000 barili prodotti, di cui 198 700 raffinati nel 2012.
Il paese è ricco di risorse minerarie, oltre a quelle petrolifere. Vi sono enormi giacimenti di rame; dal 2002 al 2012 è stato infatti estratto rame per un equivalente di 167,2 miliardi di dollari. Anche molibdeno, oro e argento sono presenti in notevoli quantità nel sottosuolo ecuadoriano, così come presenti sono zinco, piombo e zolfo.

#### Agricoltura
L'Ecuador è il maggior esportatore di banane al mondo, anche se rispetto ad altri paesi latinoamericani le sue esportazioni sono in leggero calo; in particolare le esportazioni sono calate dell'11% nel 2012 verso gli Stati Uniti e del 3% verso l'Europa, per via del prezzo più elevato rispetto, ad esempio, alla frutta colombiana, honduregna o costaricana. Altri prodotti esportati sono i fiori tropicali, il cacao (ottavo produttore al mondo), il caffè e il palmito. Significativa anche la produzione di riso, canna da zucchero, mais.

#### Pesca
L'Ecuador è un grosso esportatore di gamberi, che rappresentano il 13,2% delle vendite ad altri paesi di prodotti non petroliferi; questo mercato è in crescita, con un aumento delle esportazioni del 9% dal 2011 al 2012.

#### Industria
Le attività industriali sono prevalentemente concentrate a Quito e Guayaquil, e ha i punti di forza nel settore petrolchimico, tessile, farmaceutico e del cemento.

### Esportazioni
USA 37,8%, Panamá 9,9%, Perù 6,2%, Venezuela 5,2%, Cile 4,9%, Russia 4,6% (2011).

### Importazioni
USA 27,6%, Cina 10,1%, Colombia 9%, Panamá 4,6%, Perù 4,5%, Brasile 4,3%, Corea del Sud 4% (2011).

### Trasporti

#### Strade
La rete viaria dell'Ecuador è di circa 44 000 km; il 20% delle strade sono statali, il 24% provinciali e il 51% cantonali. Dei 155 progetti che negli ultimi anni il governo ha finanziato, il 58% riguarda il rifacimento e il miglioramento di strutture esistenti precedentemente costruite con materiale di bassa qualità. Il governo non impone pedaggi e finanzia di tasca propria il mantenimento delle vie di comunicazione. Tra le vie di comunicazione primarie la più importante che passa per l'Ecuador è la panamericana, che taglia il paese da nord a sud collegando Colombia e Perù, passando per importanti città ecuadoriane, tra le quali Quito, Ibarra, Latacunga, Ambato, Riobamba, Cuenca e Loja. La qualità delle strade è piuttosto variabile; quelle di nuova costruzione, come ad esempio quella che collega Guayaquil a Salinas, sono moderne, ampie e con fondo stradale in buono stato, mentre altre più trascurate necessitano di grossa manutenzione per l'alto numero di buche presenti. Il servizio principale di spostamento rimane l'autobus, che collega le città ecuadoriane tramite servizi offerti da diverse compagnie diariamente e a diversi orari del giorno e della notte.

#### Aeroporti
L'Ecuador dispone di cinque aeroporti internazionali: il Mariscal Sucre di Quito, l'Aeroporto Internazionale José Joaquín de Olmedo di Guayaquil, l'Eloy Alfaro di Manta e l'Aeropuerto Internacional Cotopaxi di Latacunga, Aeropuerto Coronel Carlos Concha Torres di Esmeraldas. Nel febbraio 2013 è stato inaugurato il nuovo Aeroporto Internazionale di Quito, a 18 km dal centro della città in località Tababela, mentre il vecchio Mariscal Sucre sarà trasformato in parco pubblico e spazi culturali e sociali. Altri importanti aeroporti ecuadoriani sono il Mariscal Lamar di Cuenca e il Seymour situato nelle isole Galapagos.

#### Ferrovie
La ferrovia, nonostante di antica costruzione e praticamente abbandonata negli ultimi decenni, sta subendo una ristrutturazione per poter consentire un servizio moderno, almeno nella tratta principale (Ferrocaril Transandino) che da Durán, alle porte di Guayaquil, arriva a Quito. Attualmente serve più per tratte verso luoghi di interesse turistico che per reali necessità della popolazione comune.

### Turismo

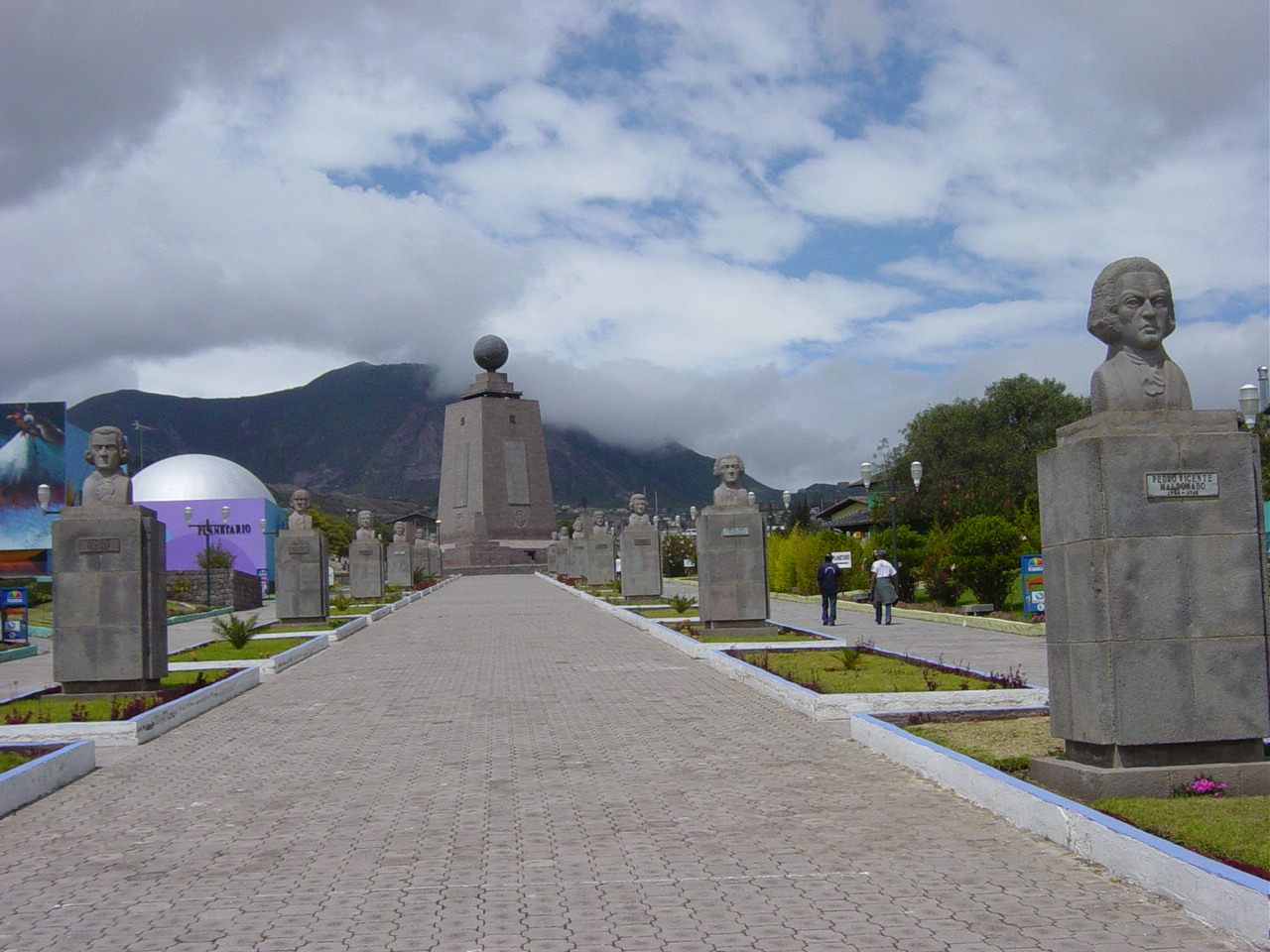
Città della metà del Mondo (provincia del Pichincha)

Il Ministero dell'Informazione e del Turismo è stato creato il 10 agosto 1992, all'inizio del governo di Sixto Durán Ballén, prevedeva il turismo come attività fondamentale per lo sviluppo economico e sociale dei popoli. Di fronte al settore turistico in forte crescita, nel giugno 1994 fu deciso di rafforzare e favorire questa attività. L'Ecuador è un paese con grandi ricchezze naturali. La diversità delle Quattro Regioni dà origine a migliaia di specie di flora e fauna. Ci sono circa 1 640 specie di uccelli. Le specie di farfalle sfiorano i 4 500, 345 rettili, 358 anfibi e 258 mammiferi. Non sorprende che l'Ecuador sia considerato uno dei 17 paesi in cui è presente la maggiore biodiversità del pianeta, ed è il paese più grande del mondo per biodiversità per ogni chilometro quadrato. La maggior parte della sua fauna e della flora vivono in 26 aree protette dallo Stato. Il paese è sede anche di una vasta gamma di culture.
Con il governo Correa lo slogan turistico dell'Ecuador è divenuto "Ecuador Ama la Vida".
In uno studio del Ministero del Turismo, l'entrata di turisti stranieri in Ecuador è passato da 840 500 nel 2006 a oltre 1 milione di unità nel 2010. I maggiori visitatori nel 2010 sono risultati gli statunitensi, con quasi il 24% delle presenze totali straniere, seguiti dai colombiani (20%), peruviani (15%), spagnoli (5,6%), venezuelani e argentini (3%), cileni (2,7%), cubani (2,6%), tedeschi (2,4%), canadesi (2,3%), britannici (2,2%), francesi (1,9%), messicani (1,5%), italiani e brasiliani (1,44%).

## Ambiente

### Flora e fauna

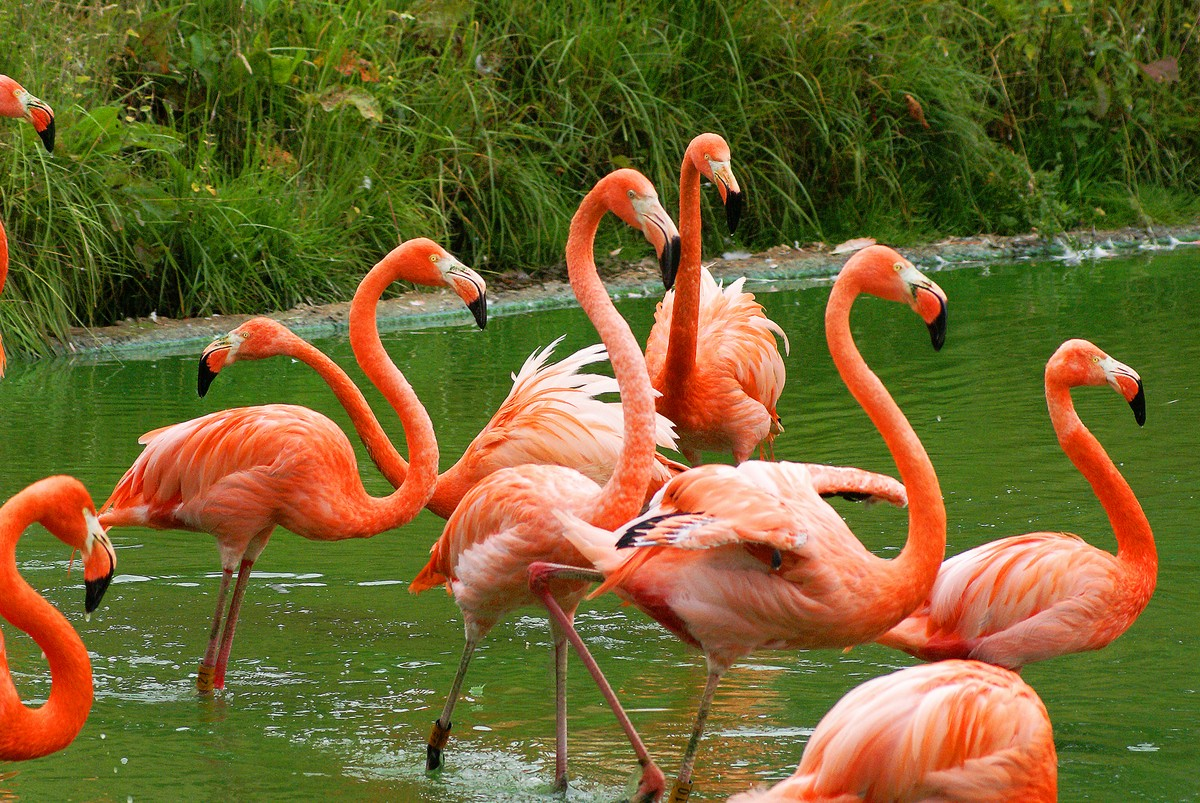
Fenicottero rosso nelle Galápagos Phoenicopterus ruber

L'Ecuador è sede di una notevole biodiversità, e fa parte dei 17 paesi cosiddetti megadiversi e ha la più alta concentrazione di biodiversità per chilometro quadrato. Infatti il bioma della foresta pluviale e della foresta tropicale si estende su gran parte del suo territorio, mentre a ovest, vicino alla costa, è presente la foresta di mangrovie, e, della provincia di Esmeraldas, in una zona chiamata Majagual, si trovano le mangrovie più alte del mondo. Le isole Galápagos hanno una grande varietà di specie endemiche, un tempo oggetto di studio del celebre naturalista inglese Charles Darwin, studio che gli ha permesso di sviluppare la nota teoria dell'evoluzione. Le isole sono diventate famose in tutto il mondo grazie alle originali caratteristiche della sua fauna, in particolare le tartarughe. Nel 1978 l'UNESCO dichiarò le isole e la riserva marina come patrimonio dell'umanità, e nel 1986 il mare che circonda le isole è stato dichiarato riserva marina. Tuttavia, una ventina d'anni dopo, nel 2007, la stessa UNESCO inserì l'ecosistema in pericolo a causa di fattori come la proliferazione di specie invasive e per l'aumento indiscriminato del turismo e dell'immigrazione. Nel 2010 comunque, la stessa UNESCO ha tolto dalla lista dei siti in pericolo le isole dopo che l'Ecuador ha mostrato un maggior impegno nel far fronte ai problemi che compromettevano l'integrità delle Galápagos.

### Riserve naturali
Il Parco nazionale Yasuní, che in lingua waorani significa "terra sacra", si estende su un'area di 9 820 km² ed è compreso tra le province di Pastaza, Napo e Orellana, tra il fiume Napo e il fiume Curaray. Il parco è prevalentemente boschivo ed è considerato dall'UNESCO nel 1989 Riserva della biosfera, e fa parte del territorio dove si trova il popolo Waorani e i gruppi Tagaeri e Taromenane, tribù mai contattate dalla civiltà moderna. Secondo uno studio recente, il Parco Nazionale Yasuni e la zona circostante sono considerate le zone che possiedono la più vasta biodiversità del mondo, grazie alla sua ricchezza di anfibi, uccelli, mammiferi e piante. Questo parco ha più specie di animali per ettaro dell'intera Europa e, sempre in un solo ettaro, contiene 644 specie di alberi, cioè più di quelli presenti negli Stati Uniti e nel Canada messi assieme. Il sito è stato preso di mira dalle compagnie petrolifere per la gran quantità di greggio che è stato stimato essere presente nel sottosuolo; questo e l'aumento del turismo nella zona del Parco hanno portato a tensioni con gli indigeni nativi del luogo, in particolar modo con i Waorani, sfociati in violenze nel 2013 e che hanno portato gli stessi Waorani a chiedere a gran voce l'intervento delle autorità per la loro protezione e per quella dei loro "fratelli" Taromenane, tuttora mai contattati dalla civiltà.
Altre aree protette di particolare interesse sono il Parco nazionale di Sangay, Patrimonio dell'Umanità dal 1983, il Parco Nazionale El Cajas, il Parco Nazionale Podocarpus e il Parco Llanganates, situato nei pressi di Baños.

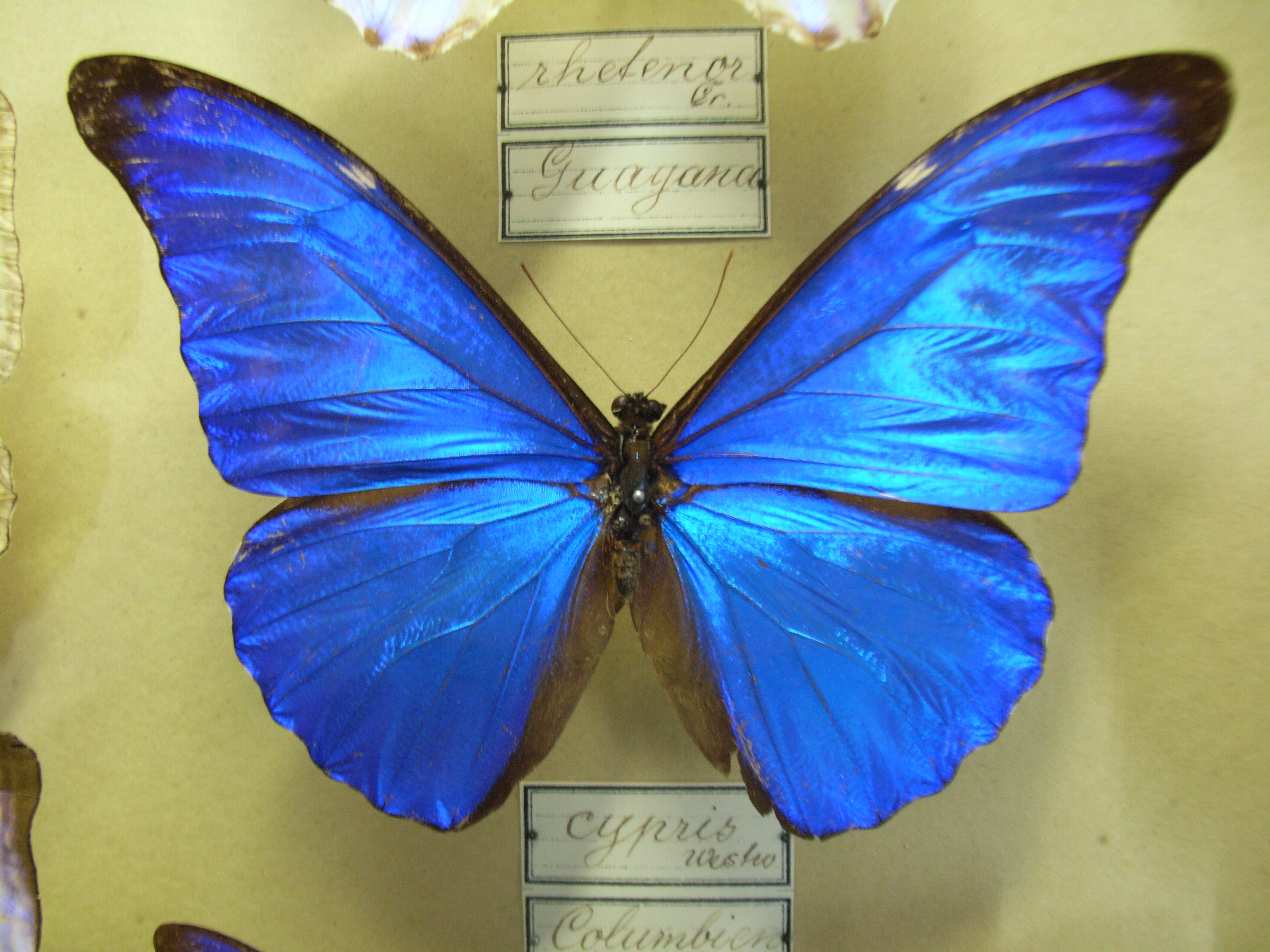
Morpho rhetenor
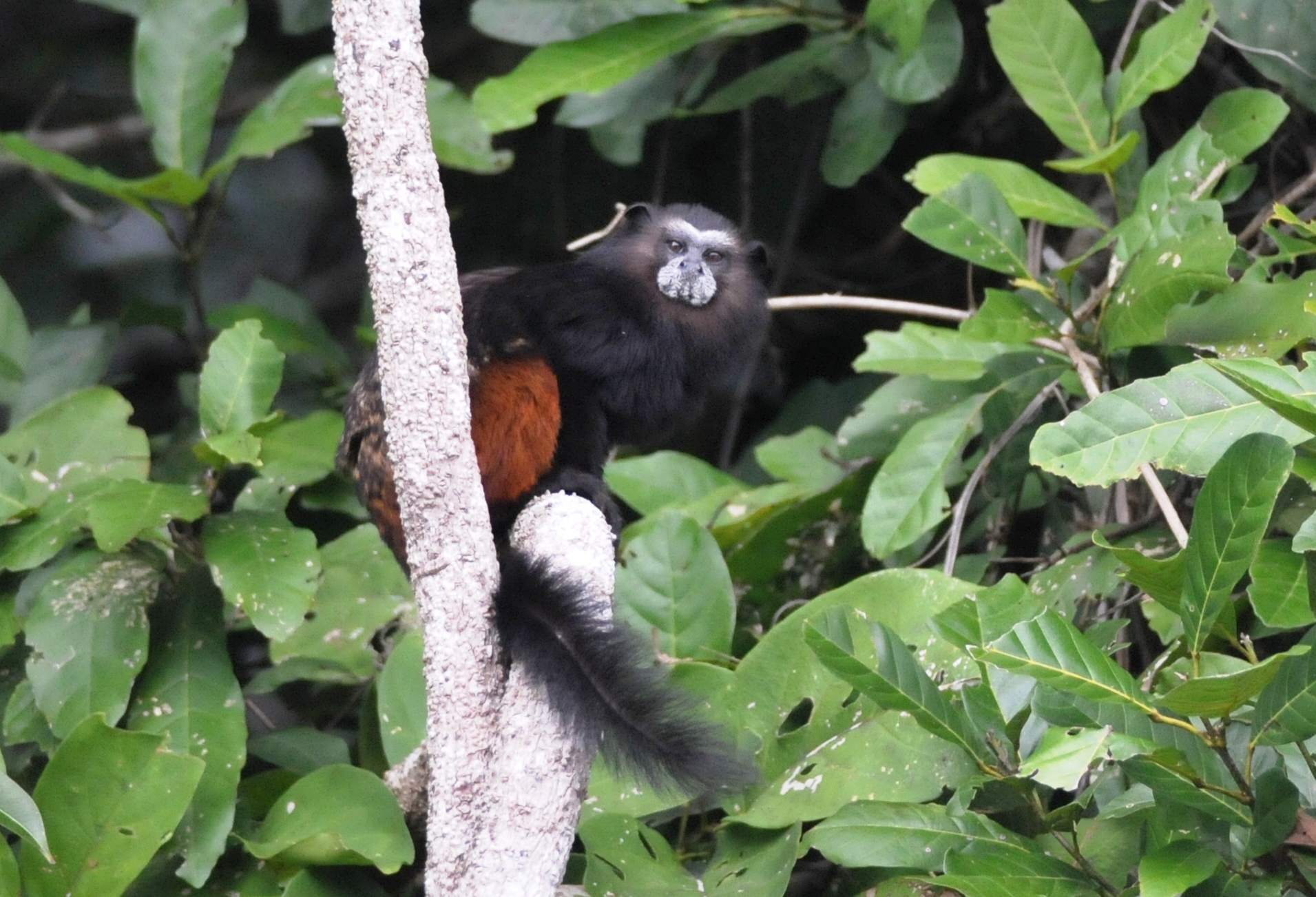
Saguinus (Saguinus fuscicollis)
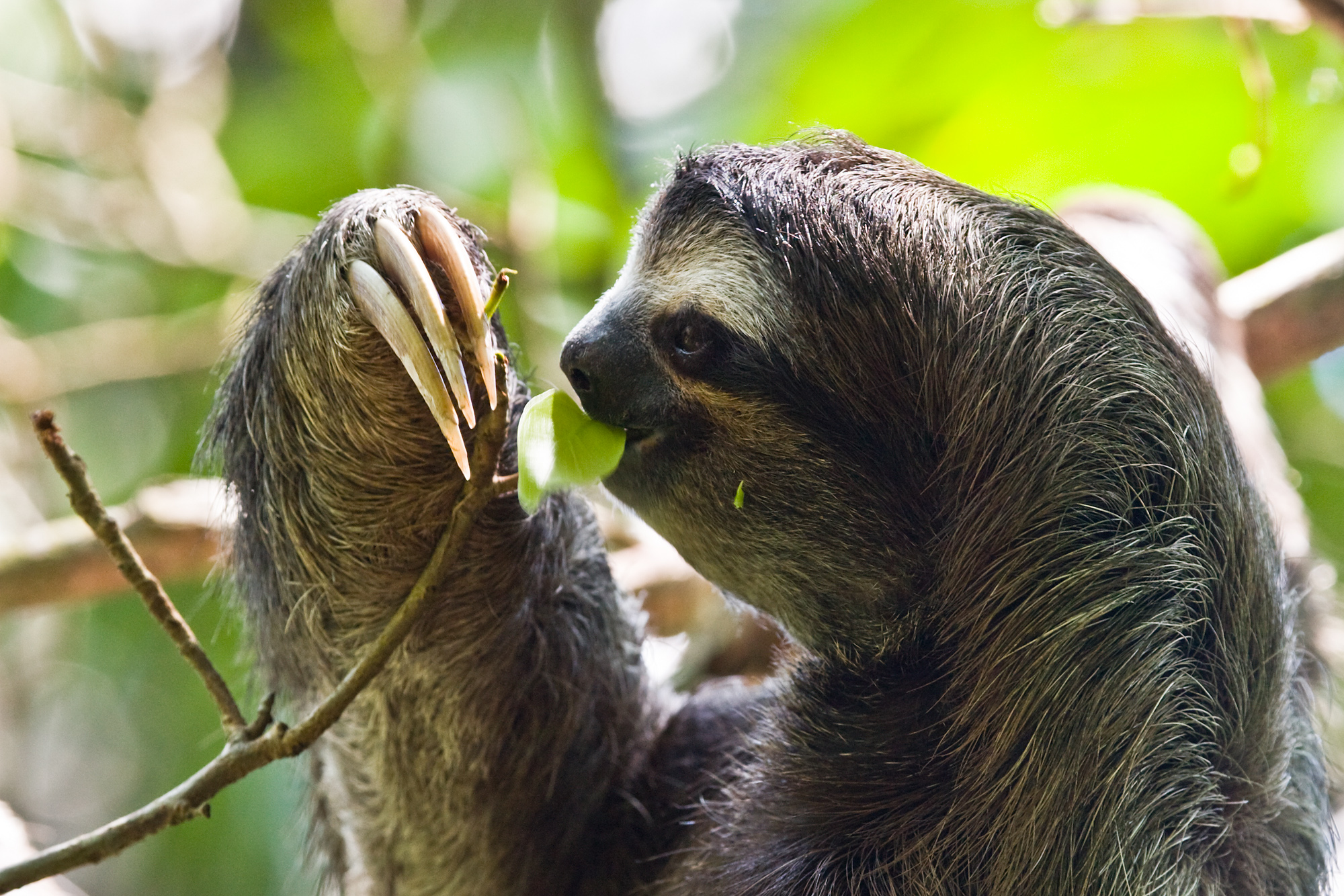
Bradipo
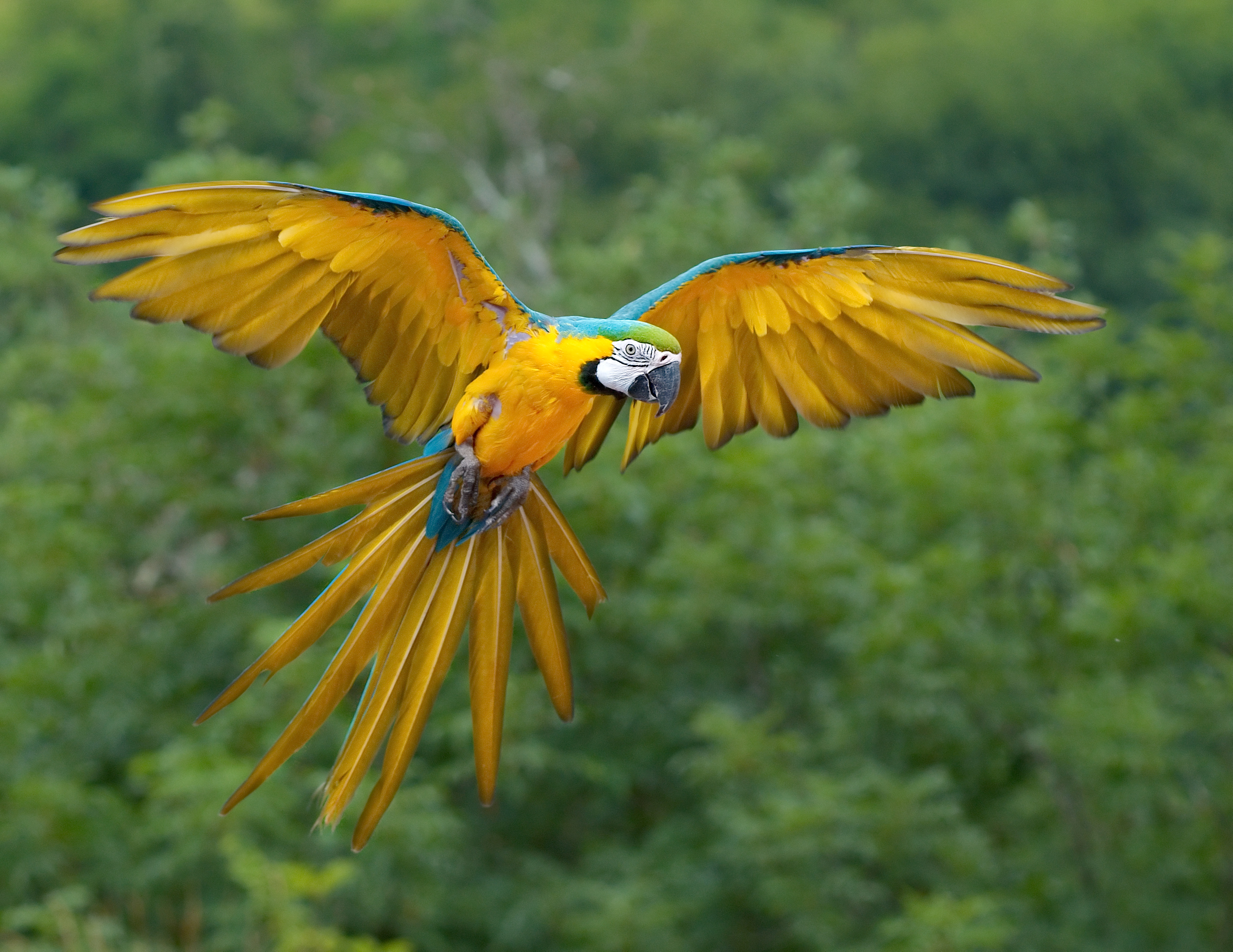
Ara ararauna
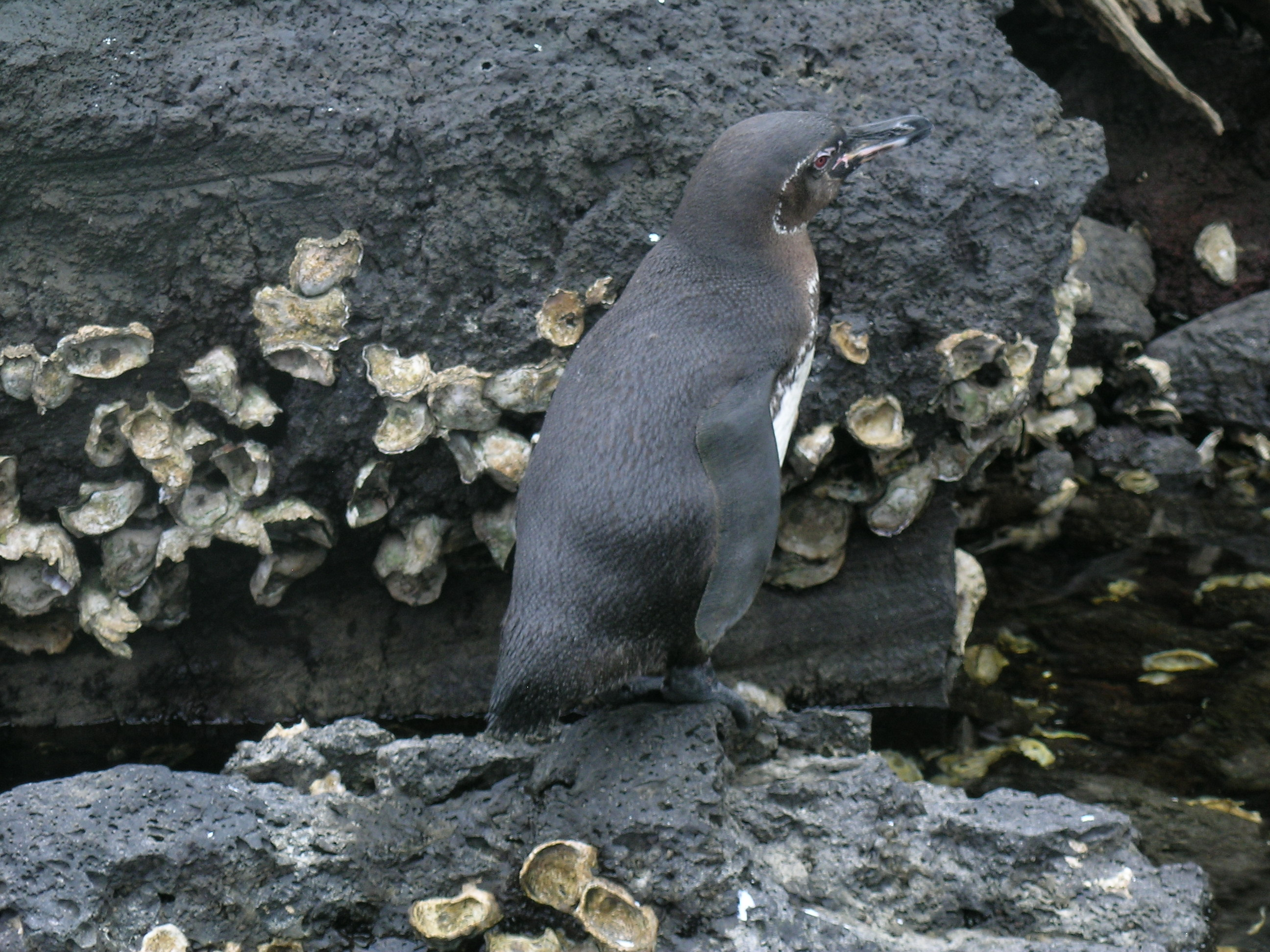
Pinguino delle Galapagos
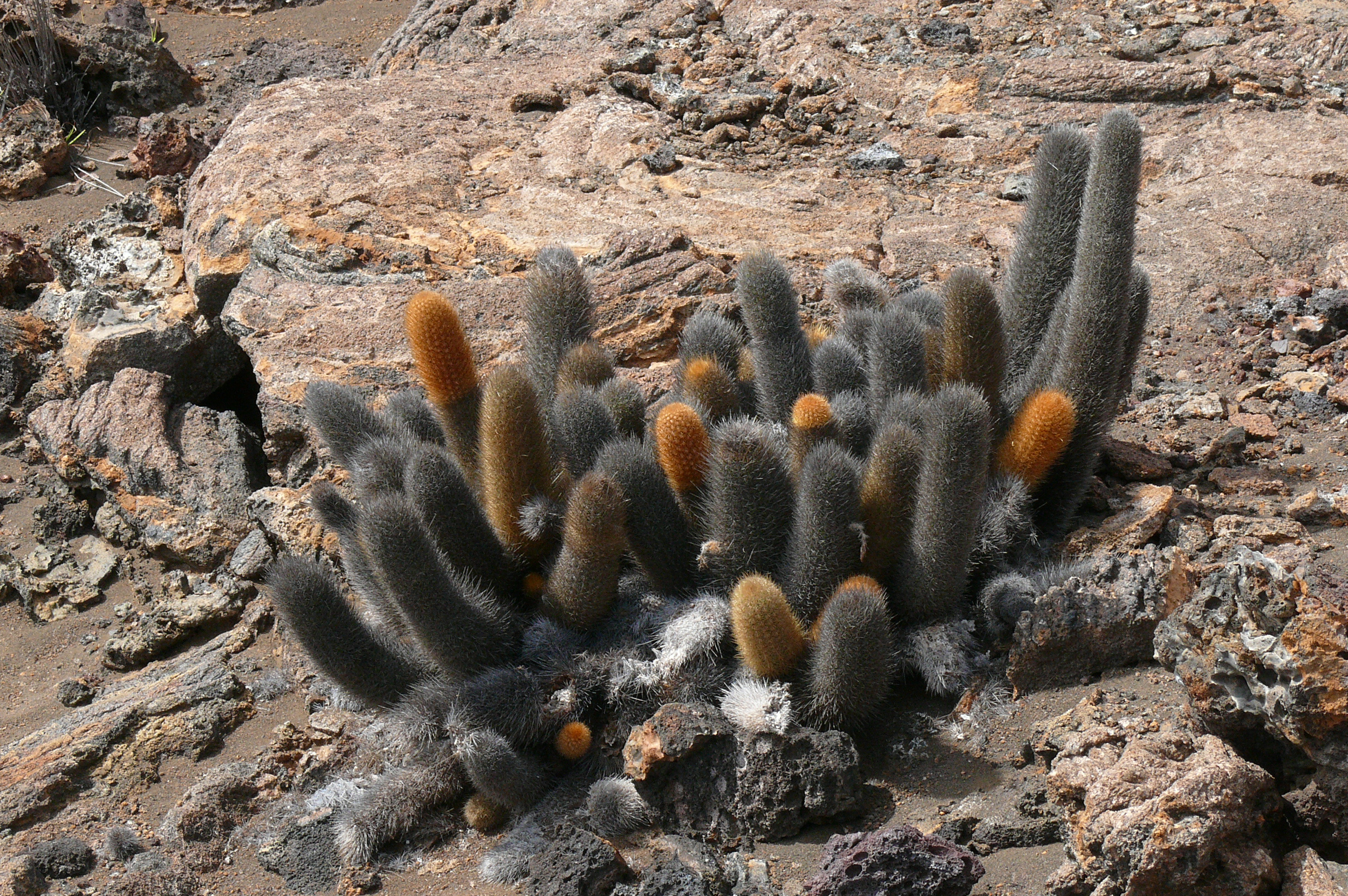
Cactus della lava
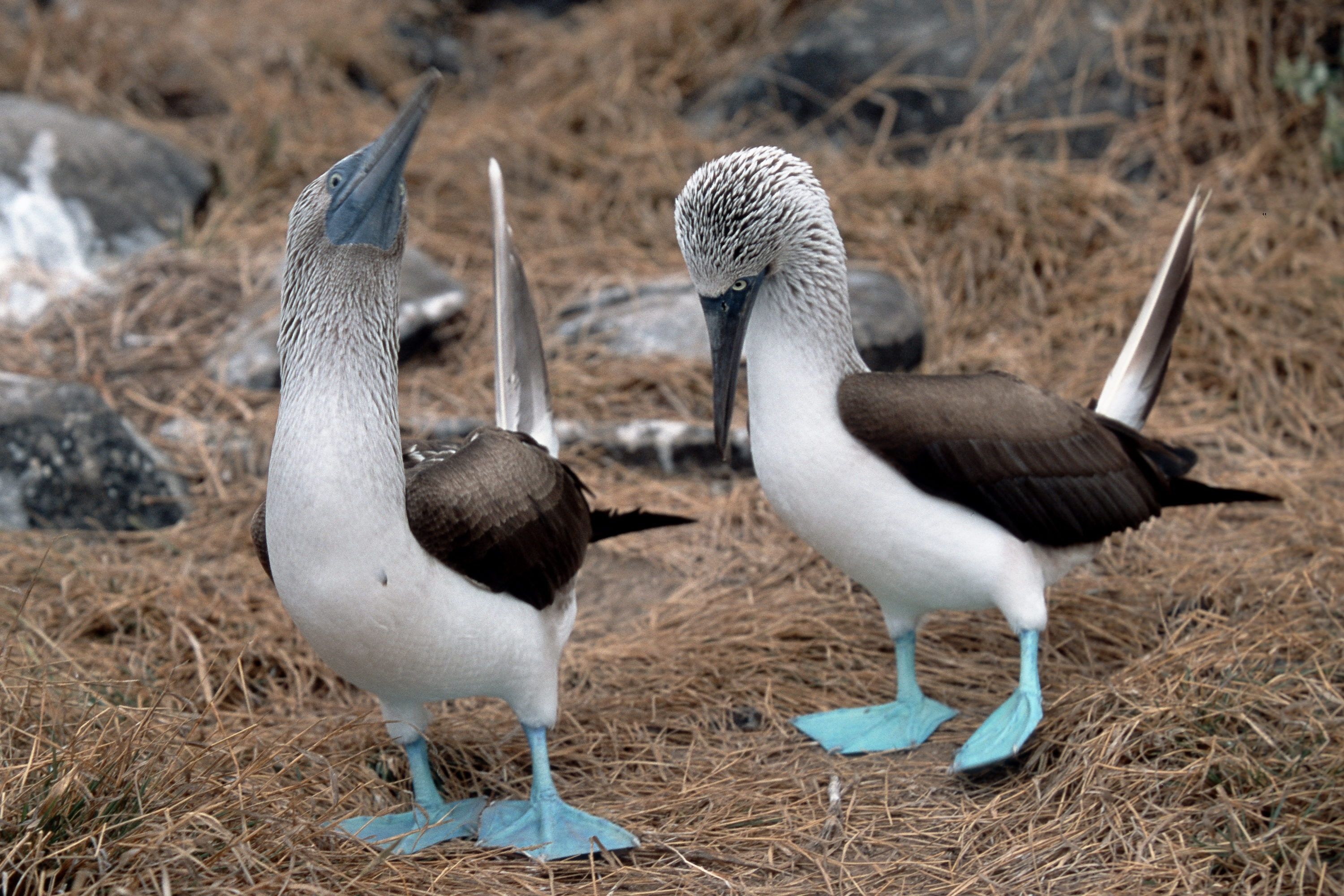
Sula dai piedi azzurri sull'isola di Española
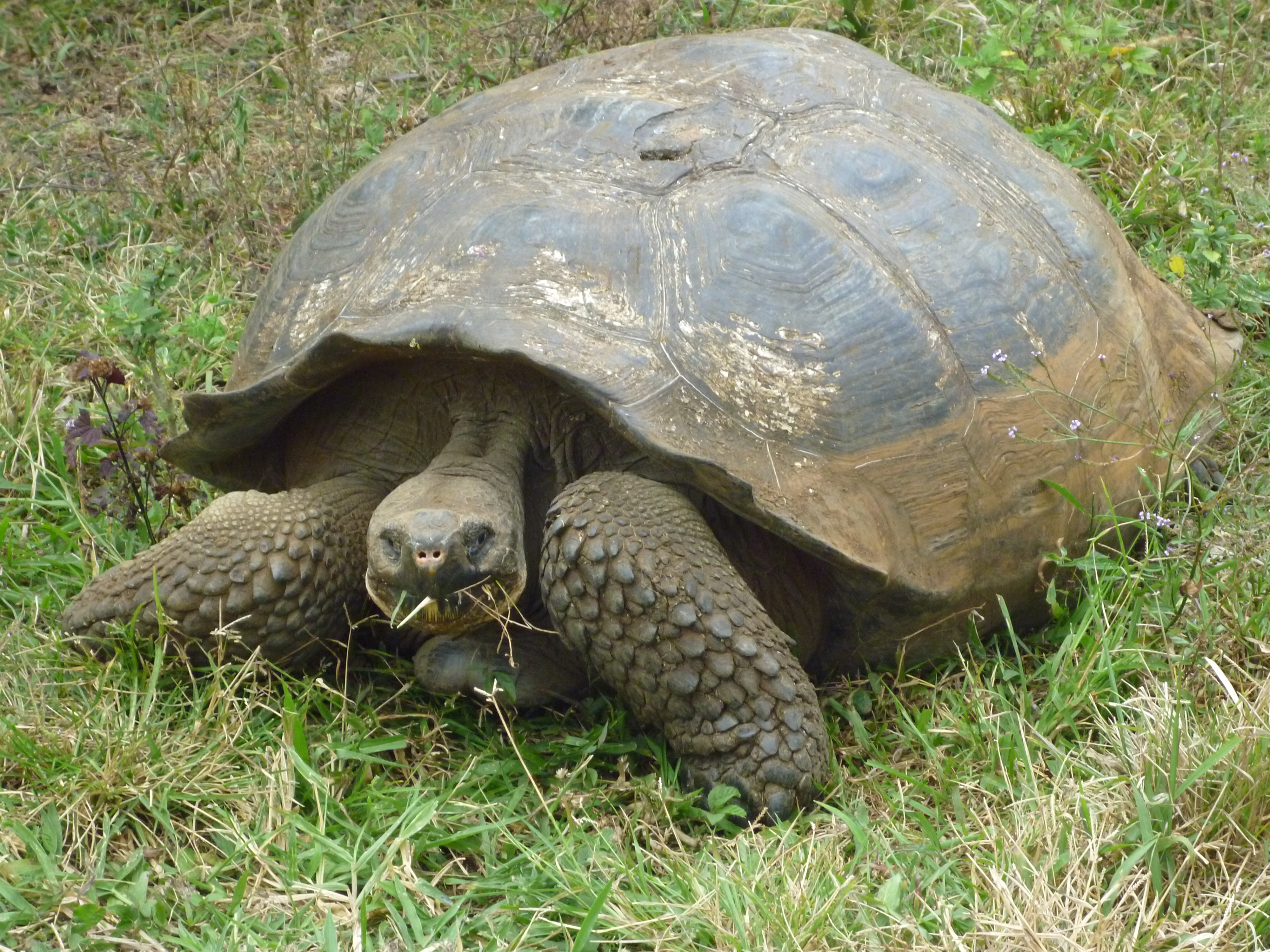
Chelonoidis nigra, Tartaruga sull'isola di Santa Cruz.
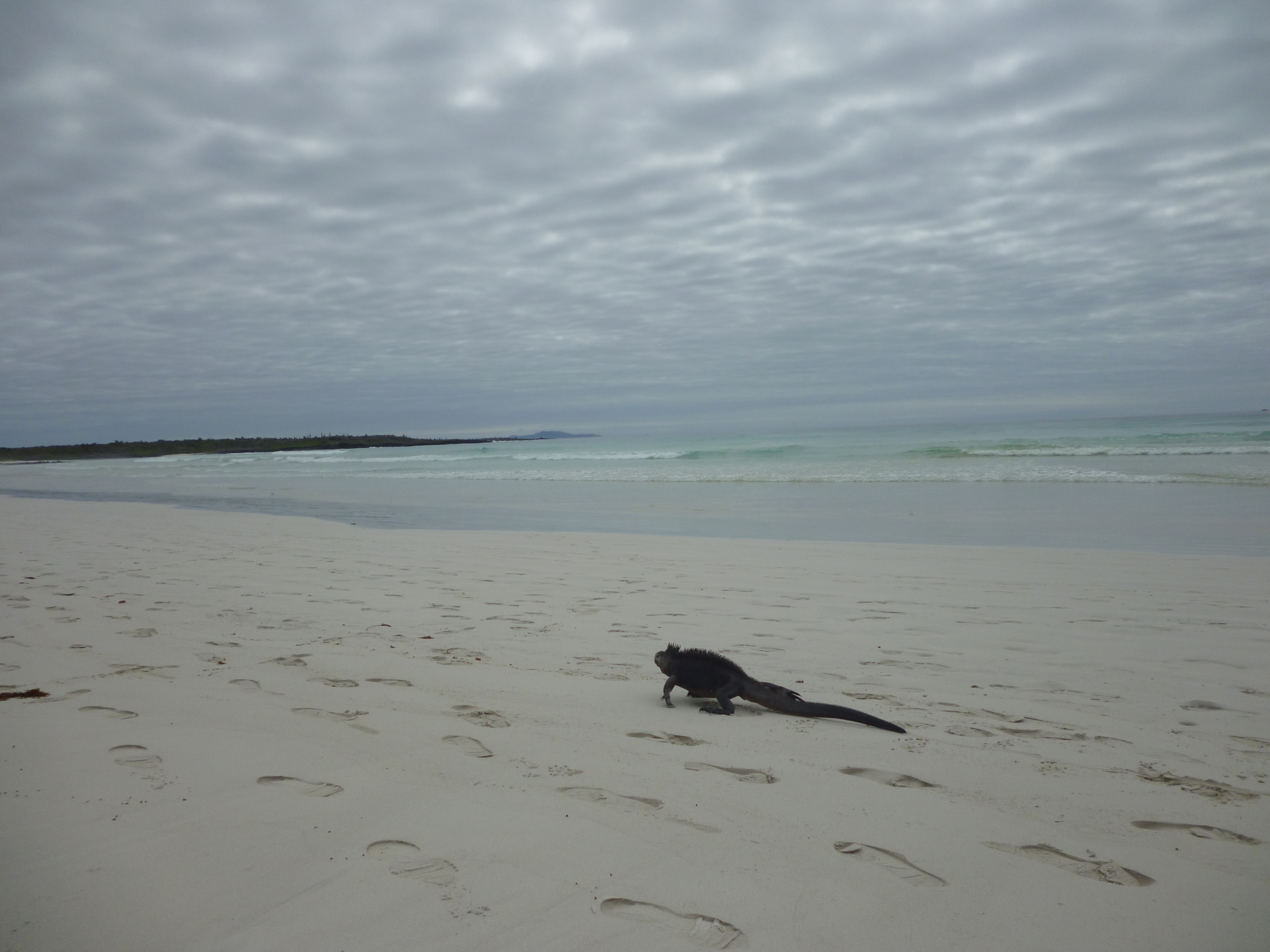
Iguana sulla spiaggia di Tortuga Bay (Galapagos)
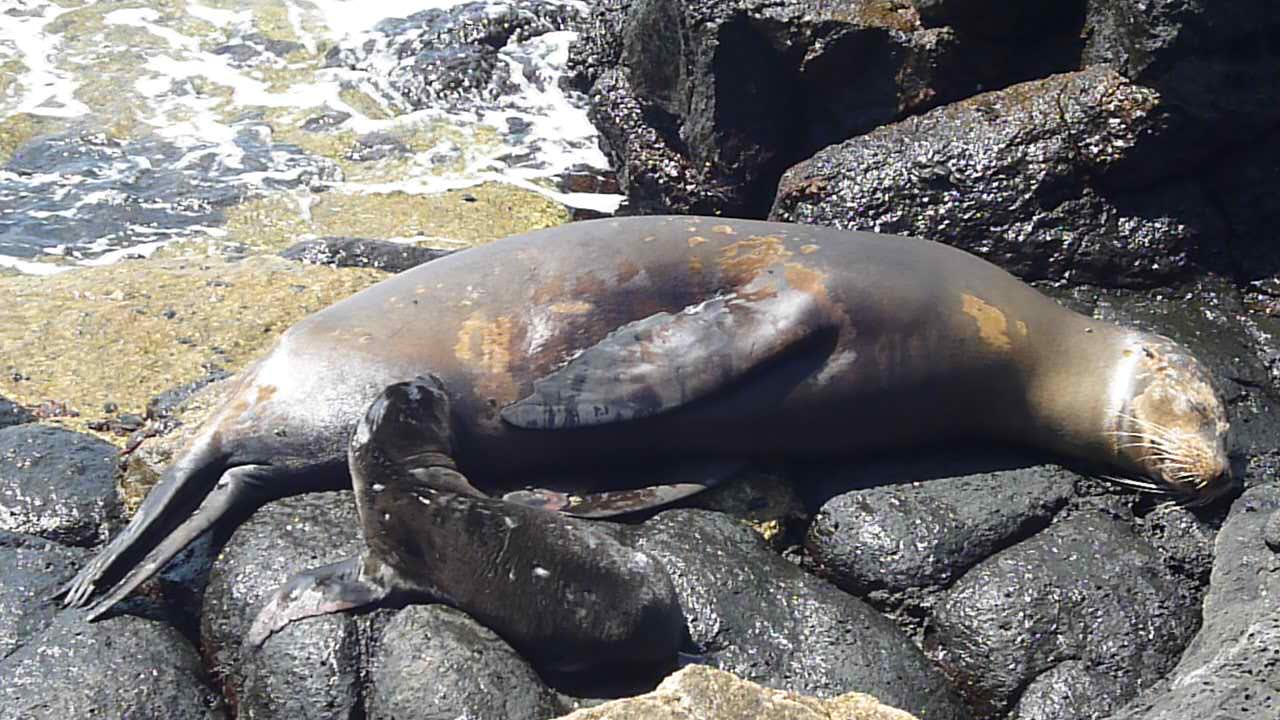
Leone marino con piccolo sull'isola del nord.
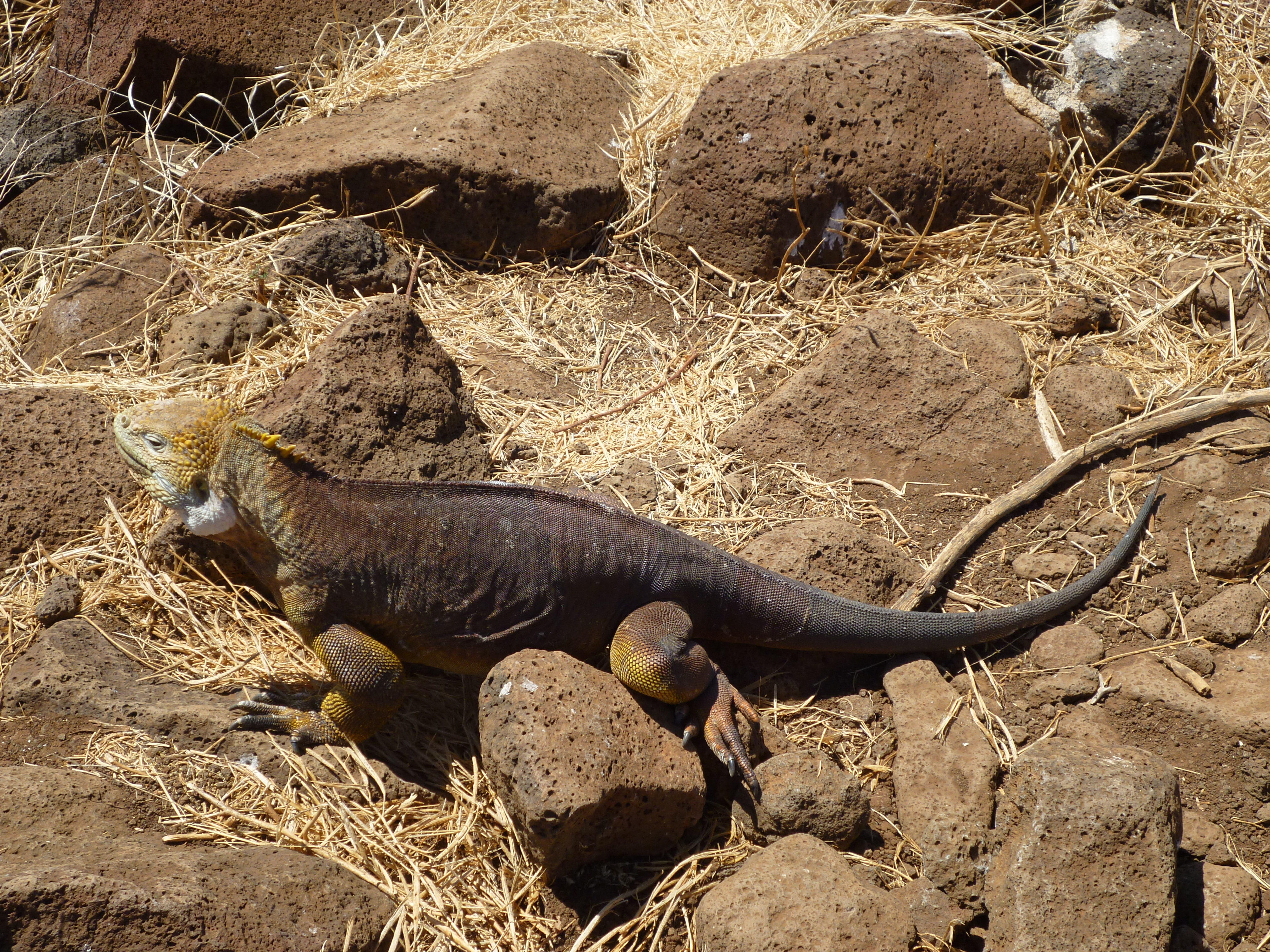
Un'iguana terrestre nell'isola North Seymour (Galapagos)

## Cultura

### Letteratura

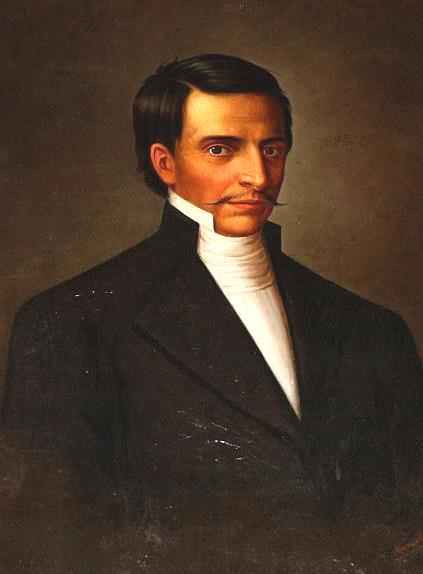
Eugenio Espejo

La prima letteratura nell'Ecuador colonizzato, così come in tutta l'America Latina, è stata influenzato dal Siglo de Oro spagnolo. Uno dei primi scrittori fu Jacinto Collahuazo, capo indigeno di Otavalo, che nonostante la repressione e la discriminazione dei popoli nativi da parte degli spagnoli, imparò a leggere e a scrivere in castigliano, anche se le sue opere furono scritte in lingua quechua. Gli spagnoli, ignorando il valore letterario dei suoi scritti, gli ordinarono di bruciarle nella piazza pubblica, dopodiché lo imprigionarono. Alcune parti dei suoi lavori furono ritrovate solo dopo molti secoli, come una poesia che descriveva l'impotenza e la tristezza del popolo Inca che aveva perso il loro re Atahualpa.
Altri scrittori ecuadoriani furono i gesuiti Juan Bautista Aguirre e Juan de Velasco, e soprattutto Eugenio Espejo, patriota che si potrebbe definire come il primo giornalista dell'epoca coloniale. Le sue idee ispirarono dopo la sua morte la rivoluzione del 1809, anche se all'epoca gli costarono il carcere, dove morì nel 1795. Un altro scrittore ricordato è José Joaquín de Olmedo, che fu anche presidente dell'Ecuador nel 1845 ma che, in precedenza, scrisse numerosi poemi, tra i quali il famoso La victoria de Junin: Canto a Bolivar, un'ode al liberatore delle americhe Simón Bolívar. Altri scrittori importanti del passato furono Juan Montalvo e Juan León Mera, famoso per il suo Cumandá e dell'inno nazionale dell'Ecuador, Salve, oh Patria, scritto per la prima volta nel 1866.
Scrittori contemporanei noti sono i poeti Jorge Carrera Andrade e Luis Costales, i romanzieri Jorge Icaza, Jorge Enrique Adoum, Jorge Queirolo Bravo, Gabriela Alemán, Rosalía Arteaga e Alicia Yanez, il saggista Benjamín Carrión.

### Musica
La musica ecuadoriana ha una lunga storia. Il Pasillo è un genere di musica latina indigena considerata musica nazionale in tutto il paese. Ci sono diversi tipi di musica tradizionale in Ecuador, come l'albazo, il pasacalle, la tonada, la capishca, la bomba (suonata particolarmente tra gli afro-ecuadoriani di Esmeraldas), e altri. La tecnocumbia e la rockola sono invece esempio di generi musicali con influenza straniera. Una delle forme più tradizionali di danze ecuadoriane è il sanjuanito, originario del Nord dell'Ecuador (Otavalo) e ballata nelle feste indigene. Secondo il musicologo ecuadoriano Segundo Luis Moreno, il sanjuanito era ballato dagli indigeni durante il compleanno di san Giovanni Battista. La data del culto del santo, il 24 giugno, fu introdotta dagli spagnoli, e casualmente coincide con la festa Inca del Inti Raimi, che in quechua significa "Festa del Sole".
Una delle più note cantanti ecuadoriane del XX secolo fu sicuramente Carlota Jaramillo (1904-1987), soprannominata spesso nel suo paese Regina della canzone nazionale o la regina del pasillo. E ancora, tra gli altri, spicca la figura di Julio Jaramillo.
E ancora tra i vari cantanti ecuadoriani si ricorda Max Berrú.

### Cinema
Registi ecuadoriani noti furono Tania Hermida, autrice del film En el nombre de la hija (2011),vincitore del Premio Marcaurelio della sezione "Alice nelle città sotto i 13 anni" al Festival internazionale del film di Roma 2011 e Carla Valencia Dávila, autrice del film documentario Abuelos (2010).

### Pittura
Alcuni dei più noti pittori ecuadoriani del passato sono Oswaldo Guayasamín, Eduardo Kingman, Camilo Egas, Ricardo Dávila, Rodrigo Viera, Oswaldo Viteri (anche scultore) e altri. Il più noto di essi è senza dubbi Guayasamín, pittore quiteño di origine indigena, le cui opere descrivevano l'origine, il dramma e la tenerezza dei popoli latinoamericani e le cui opere sono state esposte in vari luoghi del mondo.

### Patrimoni dell'umanità
Il ricco patrimonio culturale dell'Ecuador è testimoniato anche dalla presenza di diversi siti inseriti nella Lista dei patrimoni dell'umanità dell'UNESCO.

### Scienza e tecnologia

#### Medicina
In campo medico spicca la figura di Matilde Hidalgo (1889-1974), che non è ricordata solo per essere stata la prima donna medico in Ecuador, ma anche per essere stata la prima donna a votare in America Latina.

#### L'Ecuador nello spazio
25 aprile 2013: viene lanciato NEE-01 Pegaso, il primo satellite ecuadoriano.

## Sport

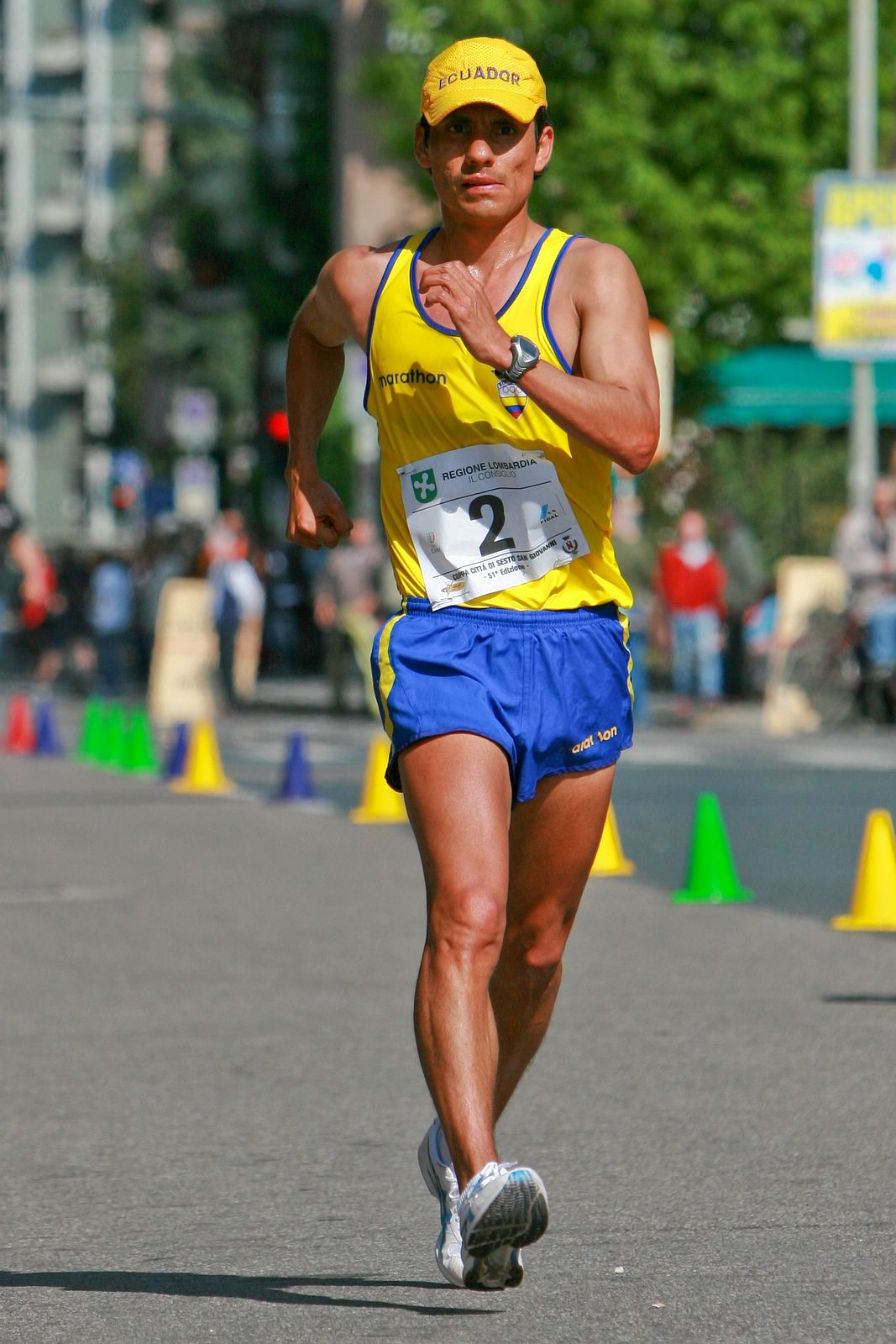
Il marciatore Jefferson Pérez, primo ecuadoriano medaglia d'oro ai Giochi olimpici di

Il tennista Andrés Gómez, vincitore del Roland Garros 1990

### Calcio
Il calcio è lo sport più popolare del paese. Le squadre calcistiche più importanti e maggiormente seguite sono il Barcelona Sporting Club di Guayaquil, che detiene il maggior numero di titoli nazionali vinti insieme al Nacional con 13 campionati nazionali vinti, il Deportivo Quito (4 titoli) e la LDU Quito, che oltre a 10 campionati nazionali vinti vanta essere il club ecuadoriano che ha avuto maggiormente successo in campo internazionale, vincendo la Coppa Libertadores 2008 (prima volta di una squadra ecuadoriana), la Recopa Sudamericana nel 2009 e 2010, la Copa Sudamericana 2009.
La Nazionale di calcio dell'Ecuador ha disputato le fasi finali in un mondiale di calcio nelle edizioni di Giappone-Corea 2002, di Germania 2006 (dove arrivò agli ottavi di finale venendo poi eliminata dall'Inghilterra), di Brasile 2014. Nel Campionato mondiale di calcio 2022 diventa la prima squadra a battere la squadra ospitante nella partita inaugurale. Uno dei calciatori più famosi della storia ecuadoriana è Alberto Spencer, che militava nel Peñarol ed è il maggior marcatore di sempre della Coppa Libertadores. Iván Hurtado è invece il recordman di presenze in nazionale, mentre Enner Valencia è il maggior goleador in nazionale con 38 reti.

### Atletica leggera
Uno dei più importanti sportivi ecuadoriani della storia è il marciatore Jefferson Pérez, l'unico ad aver vinto una medaglia d'oro ai Giochi olimpici per il suo paese, nel 1996 ad Atlanta. Conquistò anche un argento correndo la sua ultima gara a Pechino 2008 ed è l'unico marciatore al mondo ad aver vinto 3 mondiali consecutivi (2003-2005-2007).

### Giochi olimpici
L'Ecuador ai Giochi olimpici ha vinto cinque medaglie.
La prima medaglia olimpica è la medaglia d'oro, nell'atletica leggera, vinta da Jefferson Pérez, ad Atlanta 1996.

### Ciclismo
Il 2 giugno 2019 Richard Carapaz diventa il primo ciclista ecuadoriano a vincere un Grande Giro, trionfando nel Giro d'Italia 2019 davanti ai favoritissimi Vincenzo Nibali e Primož Roglič. Per la tappa finale il presidente Lenín Moreno ha proclamato la trasmissione dell'evento in chiaro sulle TV nazionali.

### Altri sport
Tra gli altri sport diffusi sono anche la pallacanestro, il tennis, la pallavolo e negli ultimi anni anche il surf. Tra gli sportivi del passato da ricordare i tennisti Pancho Segura e Andrés Gómez, che vinse tornei importanti fra i quali, nel 1990, il Roland Garros, battendo in finale Andre Agassi.

## Tradizioni

### Gastronomia

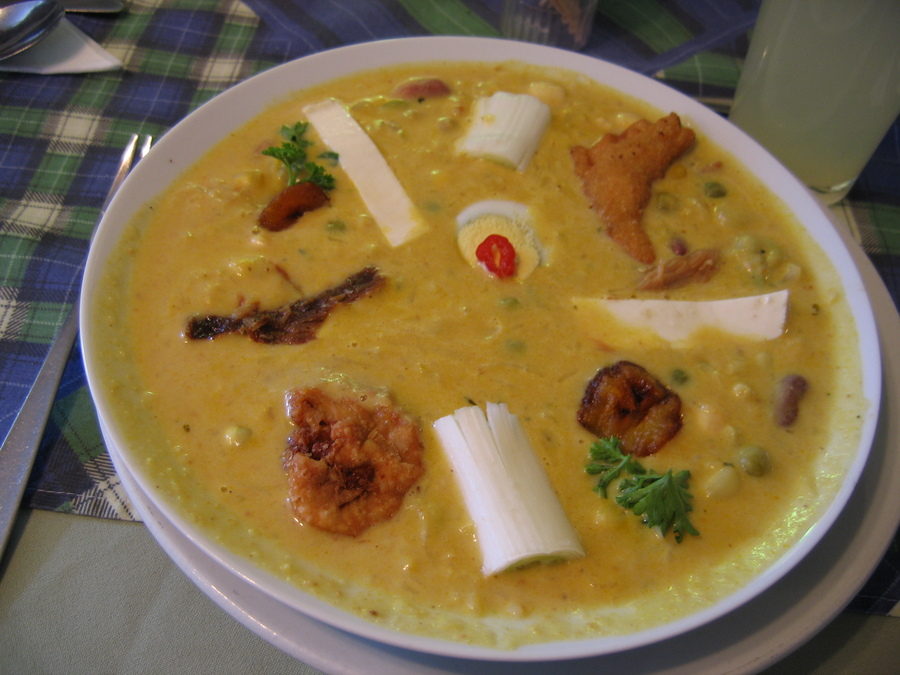
La fanesca è una tipica zuppa ecuadoriana servita durante la Settimana Santa

Nonostante non sia un paese vasto, la cucina ecuadoriana è piuttosto varia per via dei diversi climi del paese (costa, sierra, oriente e isole). Il pesce è consumato maggiormente nella costa, Picudo, Dorado, Trota, Corvina sono tra i più diffusi. I piatti più tipici e conosciuti di pesce sono: il ceviche, la zuppa di mare, l'encocado (stufato di pesce con cocco), l'encebollado, i bollos, lo stufato di pesce con arachidi. Il platano è quasi onnipresente nei piatti "costegni", il "platano verde" viene consumato fritto, bollito o alla griglia, così come il "maduro", più dolce e di color giallo simile alla banana, quest'ultima consumata cruda come frutta. Il verde è spesso mescolato con pesce o carne in alcune ricette tipiche.
La carne è consumata in tutto il paese, soprattutto quella di manzo, di maiale e di pollo, mentre agnello e capra sono maggiormente cucinati sulla sierra. Viene cotta alla griglia, al forno o, come un piatto tipico con carne di maiale, la fritada, fritta in padella.
Vegetali e legumi sono molto diffusi nella cucina ecuadoriana; oltre al largo consumo di platano, il riso viene servito quasi sempre con piatti di carne o pesce, la yuca è un'alternativa molto usata alle patate e al platano, esiste anche il pan de yuca. Anche il mais viene cucinato in forme diverse, dalla pannocchia bollita ai tortini di mais, così come notevole uso in cucina trovano i legumi in genere: fagioli, lenticchie e fave accompagnano spesso (insieme al riso) molti piatti unici di carne o pesce. Molto popolari sono anche le zuppe di vario tipo, dove pollo, carne e pesce sono abbinati a verdure diverse e talvolta a formaggio.

## Festività
Di seguito i giorni di festività in Ecuador a livello nazionale; da considerare che in certi casi alcune festività sono posticipate per convenienza di alcuni giorni per farle seguire da un fine settimana
- 1º gennaio - Anno Nuovo
- marzo - lunedì di Carnevale
- marzo - martedì di Carnevale
- marzo o aprile - Venerdì Santo
- 1º maggio - Festa del lavoro
- 24 maggio - Battaglia di Pichincha
- 10 agosto - Día del Primer Grito de Independencia de Quito: Proclamazione di indipendenza dalla Spagna, nel 1809
- 9 ottobre - Indipendenza di Guayaquil
- 2 novembre - Giorno dei Morti
- 3 novembre - Indipendenza di Cuenca
- 25 dicembre - Natale

### Esplicative
1. ↑  È uno dei 51 Stati che nel 1945 diedero vita all'ONU.
2. ↑  Il nome spagnolo significa equatore, e così ("la repubblica dell'Equatore", o simili) era in italiano comunemente chiamato il Paese in passato; ma l'esonimo è oggi perlopiù evitato, anche per evitare equivoci con il nome comune.

### Bibliografiche
1. ↑  (ES) Dirección General de Comunicación, Diplomacia Pública y Redes, Ecuador (PDF), su Ministero degli affari esteri (Spagna) . URL consultato il 9 agosto 2022.
2. 1 2   Contador Poblacional, su ecuadorencifras.gob.ec, Instituto Nacional de Estadística y Censos, 12 luglio 2022. URL consultato il 12 luglio 2022.
3. ↑   Population growth rate, 2020, su ourworldindata.org.
4. 1 2 3   Accademia della Crusca – Il nome degli abitanti dell'Ecuador, su accademiadellacrusca.it. URL consultato l'11 aprile 2021.
5. 1 2
6. ↑   data.worldbank.org,  https://data.worldbank.org/indicator/SP.DYN.TFRT.IN?most_recent_value_desc=true&locations=EC.
7. ↑  Secondo il Dizionario di pronuncia italiana del Canepàri, che mira soprattutto a una descrizione degli usi attuali, la variante sdrucciola è oggi più comune, mentre quella tronca, quasi uguale alla spagnola, era preferita un tempo: . Il Dizionario d'ortografia e di pronunzia della Rai (voce Ecuador) considera senz'altro errata la pronuncia sdrucciola È-.
8. ↑   Constituzione della Repubblica dell'Ecuador in shuar, su issuu.com, 27 giugno 2011 (archiviato dall'url originale il 4 aprile 2019).
9. ↑   ¡Iniuri seamkur!, Ayamrumamu nuyá Iniankasrik Ayamruma Papi (PDF), su INREDH (archiviato dall'url originale il 21 febbraio 2019).
10. 1 2   Ecuador o Equador, in Sapere.it, De Agostini. URL consultato il 31 ottobre 2024.
11. ↑   Chicham atiakur metek atin turakur, pénke takakainiachu tuke enentaimtusartiniaitji (PDF), su planificacion.gob.ec, Secretaría Nacional de Planificación y Desarrollo, 2014) (archiviato dall'url originale il 20 dicembre 2019).
12. ↑   Siro M. Pellizzaro e Fàusto Oswaldo Nàwech, Chicham: Dictionario Enciclopédico Shuar-Castellano, Wea Nekaptai, 2003.
13. ↑   Equador,Ecuador, su Google Ngram Viewer. URL consultato il 31 ottobre 2024.
14. ↑   Jivaro, in Treccani.it – Enciclopedie on line, Roma, Istituto dell'Enciclopedia Italiana. URL consultato il 31 ottobre 2024.
«vivono in Amazzonia, tra il Perù e l’Equador»
15. ↑   M. A. Perera e Lorenzo Bersezio, Leggende della Sierra in Equador, Padova, Muzzio, 2001.
16. ↑   Grande Atlante Geografico DeAgostini, 1922.
17. ↑  
 Bruno Migliorini et al., Scheda sul lemma "Ecuador", in Dizionario d'ortografia e di pronunzia, Rai Eri, 2010, ISBN 978-88-397-1478-7.
18. ↑   City of Quito. UNESCO.org
19. ↑   Historic Centre of Santa Ana de los Ríos de Cuenca. UNESCO.org
20. 1 2  (ES) Historia e Independencia del Ecuador, su en-ecuador.com (archiviato dall'url originale il 28 dicembre 2012).
21. ↑   Alejandro Justiparan, Ecuador y la costruccion de su nombre, su siemprehistoria.com.ar, marzo 2011. URL consultato il 7 giugno 2013 (archiviato dall'url originale il 25 luglio 2012).
22. ↑   Ecuador, latitud 0: una mirada a su proceso de construcción, su internacional.elpais.com, El País, agosto 2010. URL consultato il 7 giugno 2013 (archiviato dall'url originale il 7 aprile 2014).
23. 1 2   Antonio Fresco y Catálogo del Museo del Banco Central del Ecuador Sala de Arqueología, su exploringecuador.com. URL consultato il 20 luglio 2007 (archiviato dall'url originale il 26 maggio 2007).
24. ↑   La cultura Manteña, su revistas.arqueo-ecuatoriana.ec.
25. ↑   Historia Inca, su quitoadventure.com.
26. 1 2 3 4  (ES) Cronología de la Historia Resumida del Ecuador, su auto.ec, 3 febbraio 2015. URL consultato il 24 novembre 2022 (archiviato dall'url originale il 3 febbraio 2015).
27. 1 2 3   Conquista y colonizacion espanola, su paisdeleyenda.com.
28. ↑   Historia Ecuador, su guimsa.com.
29. ↑   Gabriel García Moreno. Catholic Encyclopedia
30. ↑   Don Eloy Alfaro, padre del laicismo [collegamento interrotto], su laicismo.org.
31. ↑  Jorge Salvador Lara, Breve historia contemporanea del Ecuador, Quito, Fondo De Cultura Economica, 2000,
32. 1 2   Ecuador - Perù: un conflitto strumentale, su conflittidimenticati.it (archiviato dall'url originale il 19 giugno 2013).
33. ↑   Historia Republicana del Ecuador, su monografias.com.
34. ↑   Guerra del Cenepa (Perú – Ecuador) – 1995, su tierralatina.wordpress.com.
35. ↑   Tesi di laurea triennale sulla dollarizzazione dell'Ecuador.
36. ↑   ser la primera agencia en América Latina y estar a la vanguardia del desarrollo y la innovación en tecnología aeroespacia, su sequoiaspace.com (archiviato dall'url originale il 30 giugno 2013).
37. ↑   Daniel Noboa, imprenditore di 35 anni, nuovo presidente dell’Ecuador, su ilsole24ore.com, 16 ottobre 2023. URL consultato il 13 gennaio 2024.
38. 1 2   Disordini in Ecuador, truppe controllano aeroporto Quito, in Reuters, 30 settembre 2010. URL consultato il 2 ottobre 2010 (archiviato dall'url originale il 2 ottobre 2010).
39. 1 2   Ecuador, golpe fallito, Correa liberato, in Il Messaggero, 1º ottobre 2010. URL consultato il 2 ottobre 2010 (archiviato dall'url originale il 24 maggio 2011).
40. ↑   Ecuador: tre giorni di lutto nazionale per vittime rivolta, in Il Secolo XIX, 2 ottobre 2010. URL consultato il 2 ottobre 2010 (archiviato dall'url originale il 23 settembre 2011).
41. 1 2   Ecuador, militari e polizia in rivolta contro i tagli. Denunciato tentato golpe, in Il Messaggero, 30 settembre 2010. URL consultato il 2 ottobre 2010 (archiviato dall'url originale il 24 maggio 2011).
42. ↑  (EN) Gonzalo Solano, Frank Bajak, Ecuador revolt: Attempted coup or uprising?, in The Associated Press, 2 ottobre 2010. URL consultato il 30 novembre 2017.
43. 1 2   Clima de Ecuador, su viajes.net (archiviato dall'url originale il 20 luglio 2013).
44. ↑  Stornaiolo, p. 16.
45. ↑   Clima dell'Ecuador, su tour-in-ecuador.com (archiviato dall'url originale il 29 luglio 2013).
46. ↑  Stornaiolo, p. 20.
47. ↑  Stornaiolo, p. 24.
48. ↑   El clima en Ecuador, su sudamericanatours.com (archiviato dall'url originale il 13 marzo 2013).
49. 1 2   The world factbook-Ecuador, su cia.gov, CIA. URL consultato il 7 giugno 2013 (archiviato dall'url originale l'8 dicembre 2015).
50. ↑   Ecuador: crece flujo de inmigrantes surasiáticos, su bbc.co.uk, BBC. URL consultato il 12 febbraio 2013.
51. 1 2   Censo 2010-Dati INEC (archiviato dall'url originale l'8 febbraio 2013).
52. ↑  (ES) Quienes son los montubios?, su cempecuador.com, EL Costanero (archiviato dall'url originale il 17 febbraio 2015).
53. 1 2   El 80% de los ecuatorianos afirma ser católico, según el INEC, su eluniverso.com, El Universo, 15 agosto 2012. URL consultato il 30 novembre 2017.
54. ↑   El 80,44% se declara católico, su elcomercio.com, El Comercio, 16 agosto 2012. URL consultato il 2 dicembre 2012 (archiviato dall'url originale il 18 agosto 2012).
55. ↑  (ES) Comunidad Judia del Ecuador.
56. ↑   Comunidad Islámica en Ecuador difunde su cultura y religión, su andes.info.ec.
57. ↑   Español andino, su hispaniclinguistics.com, Portal de lingüística hispánica.
58. ↑   Constitución Política de la República del Ecuador.
59. 1 2 3  (ES) Loïc Ramírez, La difícil construcción de la sanidad pública en Ecuador, su Mémoire des luttes. URL consultato il 2 febbraio 2023.
60. ↑   Agenda Territorial, su produccion.gob.ec (archiviato dall'url originale il 23 giugno 2013).
61. ↑   Citypopulation.de-Dati INEC del censo 2010.
62. ↑   Censo 2010. INEC
63. ↑   Escuela superior en Ecuador (PDF), su telescopi.upc.edu (archiviato dall'url originale il 21 ottobre 2012).
64. 1 2   Educacion en Ecuador (PDF), su ibe.unesco.org, 2011.
65. ↑  https://unate.org/instituciones-educativas/quien-fundo-la-universidad-central-del-ecuador.html
66. 1 2 3   History of the Ministry of Public Health, su msp.gob.ec (archiviato dall'url originale il 4 novembre 2013).
67. ↑   Life Expectancy At Birth, su cia.gov, CIA – The World Factbook. URL consultato il 7 giugno 2013 (archiviato dall'url originale il 28 maggio 2014).
68. 1 2 3   David Olsont, Still in its infancy, Ecuador's free health care has growing pains, su cia.gov, PE.com, 2009. URL consultato il 7 giugno 2013 (archiviato dall'url originale il 28 maggio 2014).
69. ↑   Rex A. Hudson, Ecuador: A country study, su lcweb2.loc.gov, Library of Congress Federal Research Division, 1989.
70. ↑   Ecuador-fightingdiseases.org. URL consultato il 22 settembre 2017 (archiviato dall'url originale il 26 ottobre 2007).
71. ↑  https://jacobin.com/2020/04/ecuador-lenin-moreno-coronavirus-rafael-correa-health-care
72. ↑   Cantidad de efectivos de las Fuerzas Armadas 2010 (PDF), su resdal.org (archiviato dall'url originale il 14 agosto 2014).
73. ↑   Ecuador es el país que más gasta en defensa, su eltiempo.com.ec, El Tiempo (Ecuador). URL consultato il 7 giugno 2013 (archiviato dall'url originale il 14 maggio 2013).
74. ↑  (ES) TSE comunicó resultados de consulta popular, in El Universo, 20 aprile 2007. URL consultato il 9 agosto 2022.
75. ↑   TSE anuncia resultados oficiales de asambleístas nacionales, su eluniverso.com.
76. ↑   Aprobada nueva Constitución, su eluniverso.com.
77. 1 2 3 4 5 6 7 8   Constitucion del Ecuador (PDF), su asambleanacional.gob.ec.
78. ↑   U.S. Relations With Ecuador.
79. ↑   Ecuador-Foreign relations, su countrystudies.us.
80. ↑   Un izquierdista con dos caras, su elmundo.es.
81. ↑   Se profundiza la crisis andina, su news.bbc.co.uk, BBC. URL consultato l'8 giugno 2013.
82. ↑   Ecuador concede asilo a Assange, rabbia di Gran Bretagna e Svezia, su it.reuters.com (archiviato dall'url originale il 20 settembre 2012).
83. ↑  Rebeca, Ray and Sara, Kozameh. (Maggio 2012) [Ecuador's Economy Since 2007] p. 15.]
84. ↑   Ecuador - Datos destacados, su web.worldbank.org.
85. ↑   Oil Reserves, su indexmundi.com.
86. ↑   Ecuador first-half trade surplus rises to $390 mln, su reuters.com (archiviato dall'url originale il 24 settembre 2015).
87. 1 2 3 4 5   Ecuador - Economy, su cia.gov, The World Factbook, 2012. URL consultato il 17 giugno 2013 (archiviato dall'url originale l'8 dicembre 2015).
88. ↑  http://cepr.net/images/stories/reports/ecuador-2017-02.pdf
89. ↑  (ES) Ecuador guarda riqueza bajo tierra, su telegrafo.com.ec, El Telegrafo, 4 aprile 2012. URL consultato il 23 agosto 2021 (archiviato dall'url originale il 28 giugno 2013).
90. ↑   L’Ecuador il principale paese esportatore di banane colpito da un forte crollo della produzione., su foglie.tv, 7 luglio 2022. URL consultato il 2 ottobre 2023.
91. ↑   Le banane che cambiano l'Ecuador, su rsi.ch. URL consultato il 2 ottobre 2023.
92. ↑   Bajan las exportaciones de banano ecuatoriano, su hoy.com.ec (archiviato dall'url originale il 18 giugno 2013).
93. ↑   Las exportaciones de camarón dejan al Ecuador ingresos de 741,9 millones de dólares, su telegrafo.com.ec (archiviato dall'url originale il 30 giugno 2013).
94. ↑   Ecuador, in Enciclopedia Italiana, Roma, Istituto dell'Enciclopedia Italiana.
95. ↑   Planificacion y conceptualizacion (PDF), su dspace.espol.edu.ec.
96. ↑  (ES) Julio Clavijo Acosta, El Sistema Vial en Ecuador, su Ecuadorlibre.com. URL consultato il 23 agosto 2021 (archiviato dall'url originale il 28 giugno 2013).
97. ↑  St. Louis, p. 445.
98. ↑   Aeropuerto Internacional de Quito (UIO), su aeropuertoquito.aero.
99. ↑   aeropuertos de Ecuador, su unique-southamerica-travel-experience.com. URL consultato il 18 agosto 2011 (archiviato dall'url originale il 20 novembre 2011).
100. ↑   Historia del Ferrocarril Trasandino, su exploringecuador.com. URL consultato il 18 agosto 2011 (archiviato dall'url originale il 25 agosto 2011).
101. ↑   Ferrocarril del ecuador.
102. ↑   Ecuador Biodiversity Conservation (PDF). URL consultato il 22 settembre 2017 (archiviato dall'url originale il 23 marzo 2006).
103. ↑   South America Banks on Regional Strategy to Safeguard Quarter of Earth's Biodiversity (XML). URL consultato il 22 settembre 2017 (archiviato dall'url originale l'11 ottobre 2007).
104. ↑   Galápagos Islands, su whc.unesco.org, UNESCO.org.
105. ↑   L'Unesco conferma: Galapagos in pericolo, su greenreport.it, 17 aprile 2007. URL consultato il 23 giugno 2013.
106. ↑   Le Galapagos non sono più in pericolo, cancellate dalla lista dei siti in pericolo, su ecologiae.com, 31 luglio 2010. URL consultato il 23 giugno 2013.
107. ↑   Un año de fin de iniciativa Yasuni ITT, su ecuadorinmediato.com. URL consultato il 31 gennaio 2015 (archiviato dall'url originale il 26 aprile 2015).
108. ↑   L'Ecuador, il petrolio, la foresta tropicale e l'iniziativa Yasuni-ITT, su greenme.it. URL consultato il 23 giugno 2013 (archiviato dall'url originale il 18 maggio 2013).
109. ↑   Ecuador – Conflitto etnico nel Parco Nazionale Yasuni, su survival.it, 15 aprile 2013. URL consultato il 23 giugno 2013.
110. ↑   Claudio Zapata Silva, Intelectuales indígenas: piensan América Latina, Quito, 2007.
111. ↑   Jacinto Collahuazo, su diccionariobiograficoecuador.com (archiviato dall'url originale il 14 luglio 2013).
112. ↑   Eugenio Espejo, su biografiasyvidas.com.
113. ↑   José Joaquín Olmedo, su biografiasyvidas.com.
114. ↑   Conozca el Ecuador y su música, su radiohcjb.org (archiviato dall'url originale il 18 maggio 2013).
115. ↑   Inti Raymi, su ecuador.travel (archiviato dall'url originale il 30 giugno 2013).
116. ↑  http://www.mondolatino.it/svago/artisti/juliojaramillo.php
117. ↑   Murió Guayasamín, pintor de la luz y la tragedia de América. Clarín
118. ↑  https://ondafeminista.com/2018/05/29/matilde-hidalgo-de-procel-primera-mujer-en-votar-en-america-latina/
119. ↑   Alberto Spencer, su enotes.com.
120. ↑  (EN) John MacLeary, Lenín Moreno, the president of Ecuador, has spoken and appears to have sorted free TV broadcast of the Giro for the country to watch their new sporting hero Richard Carapaz. Good lad.https://twitter.com/Lenin/status/1134798022062346241 …, su @JohnMacLeary, 2019T06:26. URL consultato il 2 giugno 2019.
121. 1 2   Comida típica ecuatoriana, su ecuatorianosenelmundo.wordpress.com. URL consultato il 24 dicembre 2013.
122. ↑   Fritada, su recetas.eluniverso.com, El Universo. URL consultato il 24 dicembre 2013.
123. ↑   Sopas Ecuatorianas, su laylita.com. URL consultato il 24 dicembre 2013.
124. ↑   Calendario Ecuador 2011 (GIF) (archiviato dall'url originale il 3 marzo 2011).